# Leopard 2
Pour les articles homonymes, voir Chars Leopard.
Le Leopard 2 est un char de combat allemand développé initialement en 1969 pour remplacer les M48 Patton utilisés par la Bundeswehr et évoluer aux côtés du Leopard 1 déjà en service. Le Leopard 2 surpassait ce dernier dans le domaine de la mobilité, de la protection et de la puissance de feu. Sa bonne réputation est reconnue au niveau international.

## Historique

### Genèse du projet

#### MBT / KPz-70
En 1969, les trois séries d'essais des prototypes du futur char de combat MBT-70 américano-allemand démontrèrent que ce prototype, hautement sophistiqué, était devenu trop lourd. L'étape suivante du processus de développement allait donc devoir porter sur la refonte du char afin de réduire sa masse. Néanmoins, aucun des deux pays ne parvint à un accord et le programme MBT-70 fut définitivement stoppé le 20 janvier 1970 après avoir coûté huit cents trente millions de deutschemark.
Les États-Unis et l'Allemagne de l'Ouest décidèrent donc, chacun, de développer de leur propre côté, leur char de combat respectif.

#### LeKeileret l'Eber
De 1965 à 1967, Porsche s'était vu accorder un contrat visant à concevoir des améliorations à apporter au Leopard 1, tout juste entré en service.
Ce programme baptisé Leopard Doré (en allemand, Vergoldeter Leopard) avait pour but de rendre les futures versions du Leopard 1 aussi compétitives que le MBT-70.
En 1967, lorsque les premières tensions entre les États-Unis et l'Allemagne de l'Ouest apparurent, le PSO fédéral de la Défense décida de poursuivre le programme Leopard Doré parallèlement au développement conjoint du MBT-70. Krauss-Maffei fut choisi comme maître d'œuvre, Porsche était chargé de concevoir le châssis tandis que Wegmann s'occupait de la tourelle.
Deux prototypes du Keiler (sanglier) furent fabriqués en 1969 et 1970 sous l'appellation ET 01 et ET 02.
Le Keiler possédait une tourelle aux formes anguleuses avec un masque en pointe de flèche. Utilisant la méthode d'assemblage par mécanosoudure, la tourelle était recouverte d'un blindage espacé constitué d'une carapace en acier haute dureté. L'armement consistait en un canon à âme lisse de calibre 105 mm tirant des obus-flèches.
Son glacis présentait une inclinaison importante et la motorisation était assurée par un moteur V10 Diesel MB 872 couplé à une boîte de vitesses automatique ZF 4 HP 400. Le moteur MB 872 était une version raccourcie à dix cylindres du moteur V12 Diesel MB-873 du KPz-70.
En fin 1969, l'Office fédéral des techniques d'armement et de l'approvisionnement lança une étude dans le but de réutiliser les composants développés durant le programme MBT-70 sur une version modifiée du Keiler appelée Eber (verrat). L'Eber reprenait notamment le canon XM150 de calibre 152 mm du MBT-70 ainsi que le canon mitrailleur de calibre 20 mm monté sur un tourelleau téléopéré.

#### Première génération de prototypes

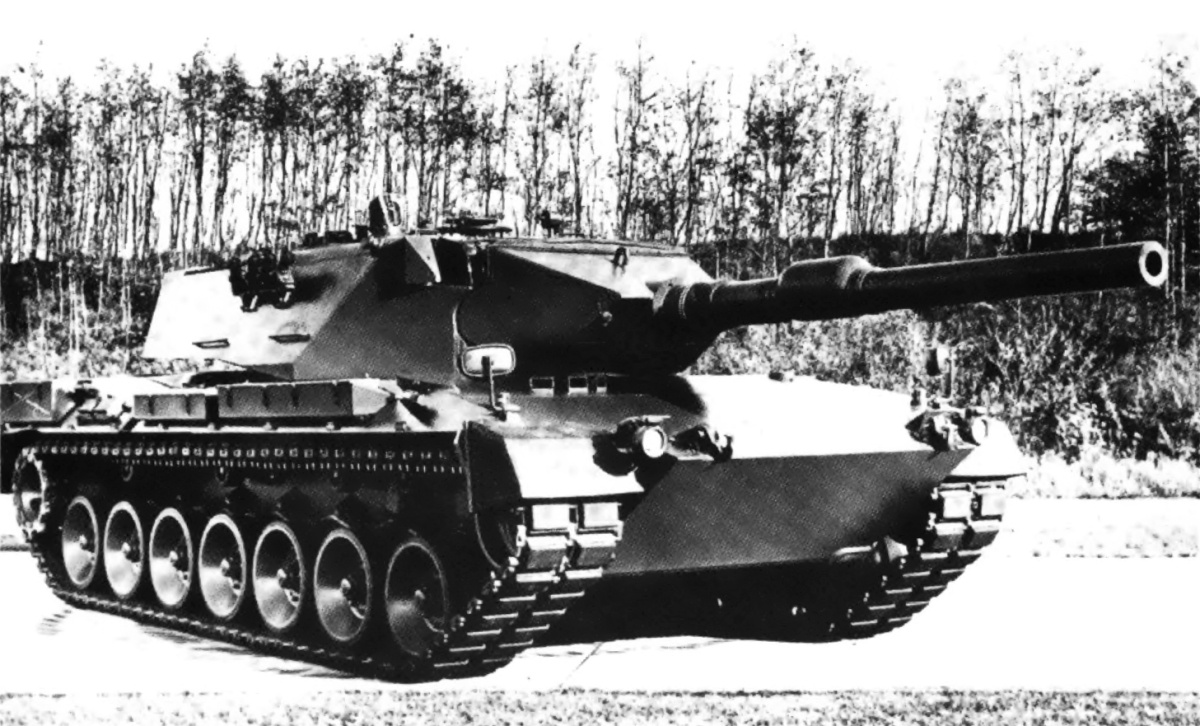
Le Leopard 2 K représentait la première génération de prototypes.

Au début de 1970, le ministre fédéral de la Défense, Helmut Schmidt (Chancelier 1974-1982), recommande de poursuivre le développement du Léopard Doré mais en adoptant, cette fois-ci, le moteur V12 Diesel du KPz-70. Dix prototypes armés d'un canon lisse Rheinmetall de calibre 105 mm suivis de sept autres armés d'un canon lisse de 120 mm furent commandés. Krauss Maffei fut encore une fois, choisi comme maître d'œuvre. Seize châssis (portant l'appellation de PT 1 à PT 17) et dix-sept tourelles furent construits entre 1972 et 1974. Une version armée du canon XM150 de calibre 152 mm du MBT-70 baptisée Leopard 2 FK (FlugKörper ; missile) fut envisagée mais le projet fut annulé en 1971.
Appelés Leopard 2 K (Kanone ; canon), ces prototypes reprenaient une partie des équipements de motorisation hydraulique de la tourelle du MBT-70 ainsi que ses galets de roulement, ses chenilles, son moteur et sa boîte de vitesses. Mais, contrairement à ce dernier, le Leopard 2 K utilisait une configuration classique d'équipage à quatre personnels avec le pilote en châssis. Reprenant l'architecture du Keiler, le Leopard 2 K devait respecter l'indice de classement OTAN MLC 50 (masse inférieure à 45 tonnes).
En dehors de l'armement, ces prototypes se différenciaient aussi par leur châssis : (modèle de chenilles, configuration du groupe motopropulseur,
nombre de galets et suspensions, etc.).
Les essais de ces matériels se déroulèrent en Allemagne de l'Ouest de 1972 à 1974 à Munster et à Meppen. De février à mars 1975, quatre Leopard 2 K effectuèrent des tests climatiques en conditions hivernales à Shilo, au Canada et en conditions désertiques à Yuma, aux États-Unis du mois d'avril à mai.

##### Tourelle Spitzmaus
Il s'est avéré que les prototypes Leopard 2 K étaient entre 1,5 et 5,5 tonnes plus lourds que la limite des 45 tonnes imposée. Wegmann développa donc une nouvelle tourelle ayant le même blindage mais plus légère, surnommée Spitzmaus (musaraigne) en raison de sa forme pointue. La tourelle Spitzmaus réduisit le volume disponible sous blindage, empêchant de monter le viseur télémétrique EMES-12, du fait de sa base de 2 m. Leitz et AEG-Telefunken trouvèrent une solution en développant un télémètre à corrélation électronique EMES-13 ayant une base d'à peine 35 cm permettant son installation à l'avant droit de la tourelle.

#### Deuxième génération de prototypes

##### Tourelle T 14 mod.

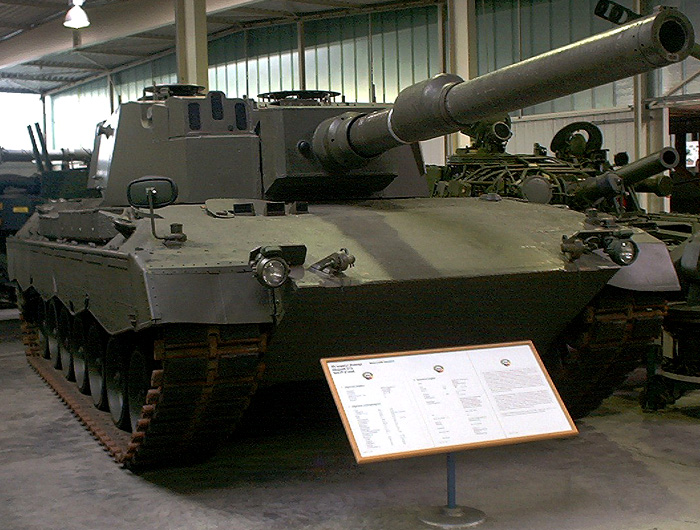
L'avant de la tourelle T 14 mod. était protégé par du blindage composite et possédait, entre autres, un viseur télémétrique à corrélation électronique EMES-13.

Parallèlement, les premières analyses de la guerre du Kippour démontraient clairement que les chars de combat devaient être à l'avenir mieux blindés afin de contrer les missiles antichars. Le cahier des charges fut modifié afin de faire passer l'indice de classement OTAN de MLC 50 à MLC 60 (54 tonnes).
La tourelle no 14 fut modifiée pour accueillir un blindage composite capable de résister, à 1 500 m, aux obus-flèches de calibre de 115 et 120 mm ainsi qu'aux obus explosifs à charge creuse de calibre 120 mm. La création de cette tourelle a représenté une percée dans le développement du Leopard 2 et constituait un premier pas vers le Leopard 2 AV.
En 1973, un processus de négociation s'ouvre entre les États-Unis et l'Allemagne de l'Ouest dans le but de standardiser certains des composants de leur futur char de combat respectif. Ces négociations aboutirent à un mémorandum d'entente qui fut signé le 1er décembre 1974 et un amendement en juillet 1976. Un châssis du Leopard 2K, le PT 07, fut vendu et livré aux États-Unis en février 1973 afin d'être évalué par l'US Army au terrain d'essai d'Aberdeen. Une partie du mémorandum d'entente consistait en une série de tests comparatifs entre le prototype PT 07 du Leopard 2K et les deux prototypes du XM1.

#### Leopard 2AV et production en grande série
Afin de répondre aux caractéristiques de performances établies par le XM1 (niveau de protection balistique, compartimentation des munitions avec utilisation de panneaux anti-explosion), Krauss-Maffei fut chargée de mener une étude visant à modifier le prototype du Leopard 2, en réalisant le moins de changements possibles et en respectant les contraintes liées aux coûts.
Afin de satisfaire aux exigences américaines du mémorandum d'entente, Porsche, Krauss-Maffei et Wegmann conçurent le Leopard 2AV (Austere Version ; version austère) ou (American Version ; version américaine). La tourelle avait été conçue sur l'expérience acquise avec la tourelle T 14 mod. mais intégrait un viseur américain conçu par Hughes Aircraft, moins sophistiqué et un canon L7A3 de calibre 105 mm au lieu du 120 mm. Le châssis intégrait dans sa pointe avant un réservoir de carburant intercalé entre du blindage composite. Les déports de caisse étaient désormais à bords droits.
Deux châssis appelés PT19 et P20 ainsi que trois tourelles (T19, T20 et T21) du Leopard 2AV ont été fabriqués en 1976 et acheminés aux États-Unis par C-5A Galaxy au mois d'août de la même année. Les essais opérationnels eurent lieu au terrain d'essai d'Aberdeen et se terminèrent en décembre. La tourelle T21, armée du canon lisse Rh-120 L44 de calibre 120 mm demeura aux États-Unis jusqu'au début de l'année 1977 pour des essais balistiques supplémentaires. Le même mois, les États-Unis annoncèrent que le Leopard 2AV et le XM-1 n'allaient pas être évalués dans des essais comparatifs, conformément à l'accord passé avec la République fédérale d'Allemagne. À la place, une étude de certains composants et sous-systèmes employés sur les deux chars allait être menée par l'Army Material Systems Analysis Agency (AMSAA) dans un but de standardisation commune. Le résultat de cette analyse, publié en mai démontra que les deux chars avaient des performances égales dans le domaine de la puissance de feu, mobilité mais que le XM-1 se démarquait du Leopard 2AV dans le domaine de la protection.
En janvier 1977, trois Leopard 2 de présérie furent commandés par le ministère fédéral de la Défense. L'objectif était alors de sélectionner les différents composants testés sur les prototypes du Leopard 2AV dans un but de standardisation afin de pouvoir produire le Leopard 2 en grande série. Le viseur télémétrique à corrélation électronique EMES-13 conçu par Leitz et AEG-Telefunken et testé sur la tourelle T20 fut abandonné en faveur du viseur EMES-15, dérivé du viseur américain Hughes et produit sous licence par Atlas Elektronik. Le canon Rh-120 L44 de calibre 120 mm, monté sur la tourelle T21 remplaça les L7A3 de 105 mm. Le système d'affût téléopéré pour la mitrailleuse MG3 de calibre 7,62 mm montée sur le tourelleau Wegmann de la tourelle T19 fut abandonné.
Le premier châssis de présérie fut remis à la Bundeswehr le 11 octobre 1978, le blindage à l'avant de la caisse ne renfermait plus de réservoir de carburant et le tiers avant du train de roulement était désormais protégé par des pré-blindages latéraux.
Les trois chars de présérie furent livrés en février 1979 et les derniers essais eurent lieu durant l'été.
Les essais terminés, la version AV est retenue et sert de base pour la version finale produite en grande série par les entreprises Krauss-Maffei et Mak. Un total de 2 950 chars sont construits en huit lots entre octobre 1979 et mars 1992.
| Lot | Période                       | Modèle | Exemplaires produits par Krauss Maffei | Exemplaires produits par Krupp MaK | Total du lot |
| --- | ----------------------------- | ------ | -------------------------------------- | ---------------------------------- | ------------ |
| 1   | octobre 1979 à mars 1982      | 2A0    | 209                                    | 171                                | 380          |
| 2   | mars 1982 à novembre 1983     | 2A1    | 248                                    | 202                                | 450          |
| 3   | novembre 1983 à novembre 1984 | 2A1    | 165                                    | 135                                | 300          |
| 4   | décembre 1984 à décembre 1985 | 2A3    | 165                                    | 135                                | 300          |
| 5   | décembre 1985 à mars 1987     | 2A4    | 190                                    | 180                                | 370          |
| 6   | janvier 1988 à mai 1989       | 2A4    | 83                                     | 67                                 | 150          |
| 7   | mai 1989 à avril 1990         | 2A4    | 55                                     | 45                                 | 100          |
| 8   | janvier 1991 à mars 1992      | 2A4    | 40                                     | 35                                 | 75           |

Le prix unitaire d'un char Leopard 2 a été évalué à 5,3 millions de dollars en mars 2006.

#### Kampfwertsteigerungen - KWS[15]

##### Du KWS I au KWS III
La mise au standard Leopard 2A5 a été la première véritable amélioration de la capacité de combat réalisée sur le Leopard 2. Elle a été suivie d'une deuxième étape, la mise à niveau vers le standard Leopard 2A6 et au standard 2A6M, depuis d'autres variantes ont vu le jour. En 2009 les 350 Leopard 2A5/ A6/ A6M étaient à l'origine des Leopard 2A4 qui ont été convertis aux nouvelles normes. En 2009, 20 Leopard 2A6M ont été prêtés aux Forces armées royales canadiennes pour des opérations en Afghanistan.
À l'origine, la conversion de 699 véhicules KWS était prévue. En raison des changements politiques intervenus en Europe au début des années 1990, la mise en œuvre de ces plans n'a pas été possible. La Bundeswehr conservera 350 Leopard 2 A5/A6 et tous les Leopard 2A4 seront progressivement retirés.
En 1984 déjà, cinq ans seulement après la livraison officielle du premier Leopard 2, une amélioration de la capacité de combat du char était envisagée. Il y avait plusieurs raisons à cela. Tout d'abord, de nouvelles informations sur le développement futur des chars de combat soviétiques avaient été obtenues. En outre, les troupes qui utilisaient le Leopard 2 avaient désormais acquis une expérience suffisante du véhicule. De plus, des innovations techniques avaient été réalisées ou étaient sur le point de l'être. Il était logique de penser à des améliorations de la capacité de combat aussitôt, car l'établissement d'un programme allait tout d'abord prendre du temps et ensuite, le développement du "Leopard 3", ainsi que toutes les autres approches bilatérales visant à développer un nouveau char de combat, avaient été abandonnées.
Au sein du BWB, Paul-Werner Krapke peut être considéré comme l'un des pères du Leopard 2 a dès 1987 rédigé des réflexions assez détaillées sur une éventuelle amélioration de la capacité de combat du Leopard 2 d'un point de vue technique. Le châssis du char de combat était considéré comme solide, performant et offrant un potentiel de croissance, ce qui était également prouvé par l'intérêt des clients étrangers à l'utiliser avec différentes tourelles (Vickers Mk.7 britannique, offre française d'utiliser le châssis, etc.)
La tourelle pouvait être améliorée de plusieurs façons. Parmi les améliorations envisagées, l'installation d'un viseur thermique et d'un télémètre laser sur le viseur PERI du commandant, le remplacement des lasers Nd YAG, l'installation d'un dispositif de détection d'hélicoptères, le montage d'un système de détection laser, le remplacement de l'entraînement hydraulique de la tourelle par un nouveau système électrique, l'installation d'un répartiteur de cibles et d'un système de commandement et de contrôle du champ de bataille, ainsi que l'amélioration de la protection par blindage en ajoutant un système de blindage réactif passif ou explosif (ERA). Certaines des améliorations susmentionnées existaient déjà, développées par des fabricants d'équipements de défense de leur propre initiative, et auraient pu être intégrées à tout véhicule d'essai si nécessaire. Aujourd'hui, certaines de ces améliorations ont été mises en œuvre.

###### La réunification des deux Allemagnes a eu un impact
La fin de la guerre froide souleva à nouveau la question de la nécessité de chars de combat en général, et en Allemagne, du Leopard 2 en particulier. Les sentiments des politiques et de la société allaient de l'euphorie de la paix, alors que d'autres appelaient à la prudence, car le processus de démocratisation de l'Union soviétique pouvait encore s'inverser. À cette époque, la mission principale de la Bundeswehr reste la défense du territoire allemand. Malgré cela, un "dividende de la paix" est réclamé et des réductions de forces sont mises en œuvre dans toutes les branches de la Bundeswehr. Plusieurs projets de développement et d'acquisition sont supprimés. Parmi eux, le projet du VCI Marder 2. À l'époque déjà, on pensait que le remplacement du Marder 1 était imminent. Le projet Panzerkampfwägen 2000 MET, qui avait été lancé pour remplacer le Leopard 1 et les derniers M48, a également été abandonné. En conséquence, le principal objectif est désormais d'améliorer la capacité de combat du Leopard 2. Les améliorations de la capacité de combat (Kampfwertsteigerüng - KWS) ont été divisées en trois niveaux, I, II et III. Ces niveaux ne reflètent pas l'ordre dans lequel ils ont été réalisés. Plusieurs véhicules d'essai ont été construits, dont un Komponentenversuchstrager (KVT) qui est devenu plus tard l'Instrumentenversuchsträger (IVT), un type spécial de prototype utilisé pour tester de nouveaux composants techniques. Trois Truppenversuchsmuster (TVM - prototypes) et un SchieBversuchträger (SVT) pour les essais de tir en conditions réelles ont été construits.
- KWS I : Un canon L/55 à la place du L/44, ainsi que de nouvelles munitions KE plus performantes (prévues pour 1997-2001)
- KWS II : Amélioration de la capacité de survie et du commandement et contrôle.
- KWS III : Canon principal de 140 mm, nouvelle tourelle, système de chargement automatique, système intégré de commandement et de contrôle (Integriertes Ftihrungs-und Informationssystem - IFIS). Le programme du canon principal a été arrêté à l'automne 1995 en raison de l'échec du NGP (Neue Gepanzerte Plattform/Nouvelle plate-forme blindée).

###### Contexte direct du KWS I-III
Malgré tous les avantages et la technologie d'avant-garde qui ont été mis en service avec le Leopard 2 en 1979, il était clair que la supériorité acquise par ce dernier serait perdue à un moment donné. Cependant, le concept de base offrait un grand potentiel d'améliorations de la capacité de combat de l'ensemble du système. Une nouvelle menace de plus en plus dangereuse fut reconnue, causée par les puissants systèmes d'armes de l'ennemi identifié, le Pacte de Varsovie. Les nouvelles générations de chars T-72 et T-80, dotées d'une protection accrue et d'une meilleure capacité de combat, allaient à l'avenir rendre le Leopard 2 inférieur à ces véhicules. Même sans tenir compte de ces facteurs, il était clair que la capacité à commander des chars de combat sur le champ de bataille devait être améliorée, et que cette amélioration devait être atteinte à tous les niveaux de commandement. Le plus important étant l'amélioration des systèmes du commandement du char.
Il était clair que la mobilité tactique totale des chars ne pouvait être exercée en raison d'un manque de commandement et de contrôle. La manière dont les informations étaient transmises et les ordres donnés correspondait encore à celle utilisée aux premiers jours de l'introduction de la communication radio. Les progrès et les développements réalisés dans le domaine de la communication numérique au cours des quinze dernières années ont offert de nouvelles capacités. Dès 1984, une amélioration de la capacité de combat (KWS) a été prise en considération. Avec la fin du projet Panzerkampfwagen 2000, cette amélioration a été poussée plus loin. Étant donné que, même avec une augmentation significative de la masse, la mobilité du véhicule resterait supérieure, les efforts ont été concentrés dans les quatre domaines suivants : commandement, contrôle, protection et puissance de feu. En 1988, le projet de développement est finalement approuvé et structuré en trois nouveaux niveaux. Les trois nations utilisatrices de Leopard 2 à l'époque - l'Allemagne, les Pays-Bas et la Suisse - ont toutes été impliquées dans le programme de développement. Dans le cas de l'Allemagne, il était prévu de modifier 699 Leopard 2, tout cela dans le cadre du programme KWS.
- KWS I : Firepower (munitions KE avec des performances améliorées et un canon plus long)
- KWS II : Protection, commandement et contrôle, ainsi que conduite du tir
- KWS III : Amélioration à long terme de la puissance de feu (canon de char de calibre 140 mm), commandement ainsi que contrôle

#### KWS III - 140mm
Dans les années 1970 et 1980, la protection des véhicules blindés à l'aide des technologies composites et ERA a atteint un niveau qu'il était pratiquement impossible d'atteindre 10 à 20 ans plus tôt. À la fin des années 1980, l'Union soviétique a déployé des efforts considérables pour équiper sa flotte de MBT (T-64/T-72/T-80) de l'ERA. Cela obligea les planificateurs occidentaux à chercher des mesures appropriées pour contrer la menace. On pensait que l'avantage technique acquis par l'introduction d'un canon de char de calibre 120 mm à âme lisse, ainsi que le potentiel de croissance du canon, seraient perdus plus tôt qu'on ne le pensait.
Aux États-Unis, la recherche de contremesures appropriées a conduit à l'introduction de munitions KE dotées d'une coiffe de l'obus en uranium appauvri, une solution qui n'était pas acceptable pour la Bundeswehr. En guise de solution provisoire, des munitions plus puissantes de calibre 120 mm ont été développées (sous le nom de KWS I). À l'époque, on estimait que, comme solution à long terme, seul un canon de plus gros calibre (utilisant également un propulseur à poudre) ou un canon à rail (le projectile est propulsé par un courant électrique) permettrait d'obtenir les résultats escomptés.
Le développement d'un canon à rail devait prendre au moins 15 ans de plus.
L'idée n'a pas été développée plus avant, car le Leopard 2 aurait déjà atteint la fin de sa durée de vie prévue au moment où le canon serait prêt. Une autre question était de savoir si un tel canon était techniquement réalisable.
La conséquence aurait pu être le développement d'un tout nouveau char de combat utilisant d'autres nouvelles technologies telles que la propulsion électrique.
La mise en œuvre de canons d'un calibre supérieur, tel que 135 mm ou 140 mm, s'accompagnerait de nouvelles munitions plus lourdes qui, en raison de leur masse et de leur taille accrues, ne pourraient plus être manipulées par le chargeur. Par conséquent, l'installation d'un canon d'un calibre supérieur aurait nécessité le montage d'un système de chargement automatique. Cela aurait à son tour nécessité la réorganisation de presque tous les composants et systèmes du char de combat. Le résultat aurait pu être une conception entièrement nouvelle de la tourelle.
Le calendrier de développement de l'amélioration de la capacité de combat du KWS III a donc été établi. Le KWS III comprenait un canon de calibre 140 mm, une nouvelle tourelle, un système de chargement automatique et un système de commandement et de contrôle du champ de bataille (Integriertes Ftihrungs-und Informationssystem - IFIS). Entre-temps, il est devenu évident que la compatibilité des composants entre les différents types de véhicules de combat en service au sein de la Bundeswehr continuait à se dégrader. Cela s'explique d'une part par le fait que certains véhicules nécessitent des composants techniques et des pièces de rechange différents et d'autre part par les normes techniques spécifiques de certains véhicules en raison de leur âge en service et de leurs performances techniques propres.
En outre, la protection blindée était désormais beaucoup plus appréciée. Tout cela a conduit à des études pour une toute nouvelle famille de véhicules blindés appelée Neue gepanzerte Plattform (NGP - nouvelle plate-forme blindée) qui inclurait également l'équivalent d'un nouveau char de combat. Le développement d'un canon de char de calibre 140 mm et son intégration dans le Leopard 2 dans le cadre d'une amélioration de la capacité de combat ayant été jugés trop longs, l'idée a été abandonnée à l'automne 1995. À la suite de l'attribution du contrat, Rheinmetall a toutefois poursuivi le développement du canon de 140 mm et l'a intégré dans une tourelle de Leopard 2 (tourelle T19). Le canon a été équipé d'un système de chargement automatique spécialement conçu. Cela a prouvé que le Leopard 2 pouvait être équipé d'un canon de plus gros calibre et d'un système de chargement automatique. Il n'y a pas eu d'autres études ni de développement jusqu'à la production en série.

##### KWS III - Commandement et contrôle
Lorsque le programme KWS III a pris fin, les sujets du commandement et du contrôle sont restés. Cette partie du programme était assez peu connue et visait à développer un système appelé «Integriertes Ftihrungs- und Information System» (IFIS), qui comprenait, entre autres, la possibilité de montrer des situations tactiques sur le terrain. Ce système a été monté sur le KVT, qui est ainsi devenu le prototype IVT (Instrumentenversuchstrager). Un premier pas dans la direction du système de commandement et de contrôle a été fait avec la décision d'intégrer un système de navigation de véhicule hybride sous la configuration Mannheimer ou le Leopard 2A5.

#### KWS II

##### KWS II - La tourelle cunéiforme
Avec la construction du prototype Komponentenversuchstragers (KVT) en 1989, les modifications KWS II ont été mises en œuvre sur un véhicule pour la première fois. Comme prévu, l'amélioration de la protection du blindage demandée à entraîné un changement d'apparence du MBT. La plupart des améliorations apportées plus tard à la capacité de combat étaient déjà prévues dans ce véhicule. Le KVT a été examiné de près par les autorités responsables de l'Office fédéral des techniques d'armement et de l'approvisionnement (BWB) et de l'école des forces blindées (Panzertruppenschule). Le véhicule qui a servi de base à la KVT était l'un du cinquième lot de production portant le numéro d'immatriculation «Y-582 391». Par conséquent, l'utilisation d'un Leopard 2A4 pour la conversion a prouvé qu'il était possible d'améliorer la capacité de combat des anciens véhicules. Un maximum de 62,5 tonnes a été fixé comme limite de masse. Les principaux efforts ont été déployés dans le domaine de la protection des blindés. Les ensembles de blindage additionnel ont été conçus avec la technologie D (semblable au blindage composite espacé de quatrième génération) et, selon leur emplacement sur le véhicule, ils étaient soit intégrés (tourelle avant/châssis) ou montés sur le toit (tourelle de toit). Pour la première fois, des modules de blindage supplémentaire ont été montés devant le blindage d'origine de la tourelle avant et du châssis, ce qui a changé considérablement l'apparence du véhicule. Parmi les autres améliorations apportées à la capacité de survie, mentionnons la mise en place d'un nouveau système de contrôle des armes à feu électrique (EWNA) qui a remplacé le système hydraulique original, l'installation d'une doublure anti-éclats dans le compartiment de l'équipage et la modification d'une nouvelle trappe du conducteur. Bien que les raisons d'améliorer le niveau de protection de l'équipage soient assez faciles à comprendre, d'autres modifications ne sont pas aussi clairement liées au sujet de la protection. En installant l'EWNA, les tuyaux hydrauliques haute pression pouvaient être retirés du compartiment de combat. Une garniture anti-éclatement réduit les effets secondaires à l'intérieur du véhicule en cas de collision, car elle réduit l'effet d'éclatement. L'écoutille du conducteur d'origine qui devait être soulevée et basculée pour s'ouvrir s'est révélée être un point faible du point de vue de la protection balistique. La nouvelle trappe coulissante a réduit cette faiblesse de loin. La même application s'appliquait au HZF/EMES 15, et le déplacer vers le haut fermait un vide à côté de l'armement principal. Les couvre-moyeux en alliage métallique léger ont été identifiés comme d'autres points faibles et ont été remplacés par des couvre-moyeux blindés. De plus, on s'attendait à ce que l'intégration d'un système d'imagerie thermique (WBG) dans le PERI augmente la facilité de commande du MBT, surtout la nuit. D'autres modifications mineures visant à améliorer la capacité de combat (p. ex., ventilation repensée) ou à normaliser (p. ex. : barres de torsion, repositionnement du PERI, périscopes du commandant) ont également été apportées. La hauteur au sommet du PERI du véhicule a été relevée de 24 cm à 3,03m. La longueur de la coque a été allongée de 21 cm à 7,88 m. L'augmentation de la masse du véhicule a entraîné un rapport puissance/poids de 17,7 kW/t (les chiffres de la série Leopard 2 étaient de 20,3 kW/t). Les quelque sept tonnes de masse supplémentaires ont été réparties de manière inégale entre la tourelle (cinq tonnes : +30 % de la masse initiale) et le châssis (deux tonnes: +6 % de la masse initiale). L'augmentation de la masse de la tourelle est une autre raison pour laquelle un nouveau système électrique de contrôle des armes (EWNA) a été monté. Au total, le moteur et le train de roulements ont dû faire face à une augmentation de la masse de 12 %.

#### Truppenversuchsmuster 1 (TVM max et min)
Sur la base de l'expérience acquise avec le KVT, deux véhicules supplémentaires du huitième lot de production ont été modifiés. Ils s'appelaient Truppenversuchmuster (TVM), et les deux se distinguaient principalement par l'utilisation de composants de fabricants différents. De l'extérieur, ils semblaient assez semblables, bien que dans certains domaines, des solutions différentes aient été mises en œuvre pour obtenir les résultats escomptés. Le véhicule appelé TVM min (minimal - 'Y-907 793') était équipé d'un système de contrôle hydraulique amélioré, tandis que le TVM max (maximal - 'Y-907 792') était équipé d'un système de contrôle électrique (EWNA). En outre, le PERI et le EMES ont été reliés l'un à l'autre sur le TVM max, tandis que sur le TVM min, une solution avec un écran de télévision et un objectif grossissant a été mise en œuvre. De plus, le TVM min ne comportait pas les modifications suivantes : les couvercles de moyeu en acier, les modifications au laser et à l'indicateur de cible.

#### Configuration de Mannheimer
En 1991-1992, les deux véhicules ont été examinés en détail. Au printemps de 1992, la décision finale concernant les composantes de l'amélioration de la capacité de combat a été prise lors d'une conférence des trois États utilisateurs du Leopard 2 à Mannheim, en Allemagne. C'est également la raison pour laquelle l'amélioration des capacités de combat est parfois appelée la « configuration Mannheimer ».
Les configurations suivantes ont été choisies : montage d'un système d'imagerie thermique (WBG) sur le PERI du commandant de char, EWNA, modules de blindage supplémentaires pour la tourelle (y compris le relevage du EMES), montage d'une doublure anti-éclats dans la tourelle, couvercles de protection pour les moyeux des roues, modification du système de contrôle incendie et du PERI (première réflexion du laser, valeur par défaut de portée de 1 000 m, commutateur de canal vidéo et position d'index), modification de la trappe du conducteur et montage d'un système de navigation hybride pour le véhicule. La dernière n'était pas encore certaine. Le plan de mise en œuvre de KWS I d'ici 2000 a été reconduit. La caméra de recul pour le conducteur a été ajoutée sur une base à court terme.
Les images recueillies par la caméra montée à l'arrière sont affichées sur un écran monté dans l'habitacle du conducteur. Le TVM min et le TVM max n'étaient pas équipés d'une caméra de recul. Les plans visant à installer un système de position d'index pour le PERI et une doublure de la coque ont été abandonnés. Le plus important est le fait qu'il a également été décidé de ne pas installer de blindage supplémentaire sur l'avant de la coque et le toit de la tourelle. Il est clair que certaines décisions ont été prises en raison des fonds limités disponibles, et avec l'évolution de la situation politique et de sécurité en Europe, davantage de modifications ne pouvaient être justifiées. Il a également été décidé de soumettre les composants choisis à une autre série d'essais et, pour ce faire, de convertir un autre véhicule de la série en un prototype.

#### Truppenversuchsmuster 2 (TVM 2)
Après avoir été converti, selon les directives données ci-dessus, le Leopard 2A4 ('Y-567 056') est devenu le prototype TVM 2. Le véhicule présentait déjà toutes les modifications majeures qui ont été ultérieurement mises en production en série. Le véhicule se distinguait facilement de ses prédécesseurs du TVM par le fait qu'il ne comportait pas de blindage supplémentaire sur le toit et sur l'avant du châssis. Il est difficile de distinguer le TVM 2 des véhicules de série plus récents, car il y a peu de différences visibles. Entre août-novembre 1993 et juillet-septembre 1994, le véhicule a été modifié plusieurs fois de façon mineure. Cela a été fait lors des examens de suivi afin de finaliser la norme de production en série (Konstruktionsstand - K-Stand). Toutefois, dès novembre 1993, la conversion d'un premier lot de 225 Leopard 2A4 en Leopard 2A5 a été autorisée. Le premier Leopard 2A5 a été officiellement remis le 30 novembre 1995.

## Versions du Leopard 2
Plus de 3 200 chars ont été construits jusqu'en 2007, toutes versions et licences à l'étranger incluses.

### Leopard 2A0 à Leopard 2A3

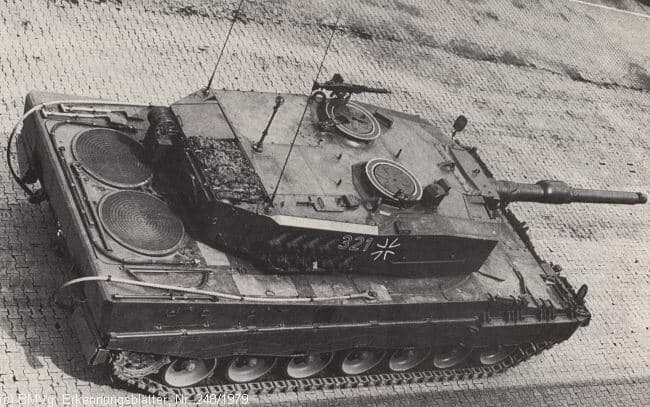
Leopard 2A0

- Leopard 2A0 : Au total, 380 Leopard 2A0 ont été construits : 209 par Krauss-Maffei (Fahrgestell-Nr. 10001 à 10210) et 171 par MaK (Fahrgestell-Nr. 20001 à 20172), les six premiers véhicules ayant été livrés en 1979 à la Kampftruppenschule 2 de Münster. 100 ont été livrés en 1980 et 220 en 1981, remplaçant le M48A2G dans les unités du I (GE) Korps. Les premiers Leopard 2 ont été livrés aux Panzerbataillons 31, 33 et 34 de la 1 Panzerdivision, avec une livraison partiellement parallèle aux Panzerbataillons 81, 83 et 84 de la 3 Leopard 2A0Panzerdivision. Comme le dispositif d'imagerie thermique (WBG) envisagé n'était pas encore prêt pour la production en série au début de la production en série en octobre 1979, les véhicules du premier lot ont d'abord été livrés sans WBG. Cependant, toutes les précautions nécessaires ont été prises en vue d'une installation ultérieure. Afin de s'assurer que ces véhicules étaient toujours capables de combattre de nuit, 200 véhicules ont été temporairement équipés du dispositif passif de visée et d'observation PZB 200. Il s'agit d'un amplificateur de lumière résiduelle passif fabriqué par AEG[12],[19],[20],[21],[22].
- Leopard 2A1 : La version 2A1 a introduit un certain nombre de modifications, la plus importante étant l'installation de la caméra thermique WBG-X dans le viseur EMES-15. Cette dernière possède deux grossissements de x 4 ou x 12. La conduite de tir reçoit un sous mode affiché sous l'acronyme RW dans le réticule. Il s'affiche lorsque l'opérateur utilise la voie thermique. Un appareil de contrôle informatisé appelé (Rechnergestütztes Prüfgerät) RPP 1–8 est intégré dans la conduite de tir. Il affiche l'état de cette dernière, produit un rapport d'erreurs et peut générer un script de test donné. La sonde météorologique présente sur le modèle original fut démontée et le trou de fixation recouvert par une petite plaque métallique circulaire. La position des filtres à carburant a été revue ; au lieu d'être sur le plancher de la caisse, ils sont désormais situés en hauteur contre une des parois intérieures de la caisse. Les râteliers à munitions furent modifiés tandis que de nouveaux interrupteurs remplacèrent les anciens dans le compartiment de combat. Le carter d'épiscopes du chef de char a été remplacé par un modèle plus anguleux, son viseur panoramique PERI R-17 a été rehaussé de 5 cm à la suite de l'installation d'un collier de fixation plus épais. Le capotage blindé protégeant le système de filtration NBC a été agrandi. Les câbles de remorquage ont été remplacés par des modèles plus longs. En plus des postes de radio, le Leopard 2A1 a été équipé avec un système de communication filaire ; il comprenait un récepteur appelé Ortsbesprechgerät (ObsprGer) ainsi qu'un terminal mobile appelé Fernbesprechgerät (FBsprGer). Le récepteur est relié aux postes de radio et dispose de connecteurs pouvant être reliés au système d'interphone ou à une ligne bifilaire de campagne. Un autre connecteur appelé connecteur blindé-à-blindé est monté à l'arrière de la tourelle, juste derrière l'antenne radio. Il est compatible avec une ligne de campagne ; une bobine de câble téléphonique longue de 850 m était transportée dans le coffre du lot de bord fixé à la nuque de la tourelle. Ce système permettait à un membre d'équipage posté à l'extérieur de rester en contact avec ses coéquipiers restés à l'intérieur du char. Il était possible de brancher au terminal mobile (FBsprGer) un casque d'écoute ou un combiné téléphonique. La portée maximale entre le récepteur et le poste mobile était de 3 km.
- Leopard 2NL : Leopard 2A1 néerlandais ; il possède des mitrailleuses MAG de fabrication belge et des lance-pots fumigènes différents. 445 exemplaires produits de 1982 à 1986. La plupart des chars 2A4NL ont été convertis en 2A6NL.
- Leopard 2A2 : Leopard 2A0 dont le viseur du tireur EMES-15 a reçu la caméra thermique WBG-X.
- Leopard 2A3 : remplacement du poste radio, raccourcissement des antennes, nouveau camouflage. 300 exemplaires produits de 1984 à 1985.

### Leopard 2A4
- Panzer/Char 87 : Leopard 2A4 suisse, 380 exemplaires dont 35 livrés par Krauss-Maffei et 345 de K+W Thun fabriqués sous licence entre 1987 et 1993. Il est reconnaissable par ses silencieux d'échappement en forme de baril montés à l'arrière du compartiment moteur et ses lance-pots fumigènes de 76 mm. Le char 87 est également équipé d'une radio AN/VRC 12 (SE-412) de fabrication américaine, les mitrailleuses sont des MG 87 de 7,5 mm de conception locale.
- Panzer/Char 87 WE : char 87 équipé d'un nouveau viseur panoramique PERI R17A3 L4 intégrant une caméra thermique, d'une caméra de recul, d'une motorisation électrique de la tourelle et de nouvelles chenilles Diehl 570FT. 124 Char 87 sont convertis entre 2009 et 2011[23]. L'acronyme WE fait référence au mot Werterhaltung (valorisation).
- Strv 121 : appellation suédoise des 161 exemplaires Leopard 2A4 loués par l'Allemagne entre 1994 et 2009.
- Leopard 2A4 CAN : modèle canadien.
- Leopard 2A4M CAN : modèle canadien équipé d'un surblindage composite
- Leopard 2A4FIN : Modèle finlandais
- Leopard 2A4PL : Les Leopard 2A4PL polonais ne diffèrent des véhicules allemands que par le fait qu'ils portent des plaques d'immatriculation polonaises, des numéros de tourelle à quatre lettres et, dans certains cas, des insignes d'unité. Même l'armement secondaire composé de MG3/MG3A1 a été maintenu[24].
- Leopard 2PL : Modèle modernisé du Leopard 2A4PL[24].
- Leopard 2PL Measures : La tourelle est renforcée à l'avant et latéralement par des éléments de protection supplémentaires, qui proviennent de Rheinmetall Protection Systems GmbH. Cependant, le Leopard 2PL ne dispose que de modules de tourelle et non de modules de châssis contrairement aux autres Leopard 2 MBT (Evolution, MBT Revolution, ATD, Leopard 2RI et le Leopard 2SG). La tourelle n'a pas été modifiée dans sa structure de base, bien qu'un revêtement anti-éclats ait été installé à l'intérieur. Un système d'extinction d'incendie Kidde Deugra (BUA) a été installé et le système d'extinction d'incendie existant dans le compartiment a été converti en agent DeuGenN. Afin d'améliorer les visions nocturnes du commandant et du tireur, l'EMES 15 et le PERI R17 ont chacun reçu un dispositif de vision nocturne Asteria TI de la société polonaise PCO[24].
- Leopard 2PLM1 : À la mi-2022, la spécification finale de la série n'avait pas encore été déterminée en raison de retards. Des mesures supplémentaires ont été mises en place sur l'un des prototypes : Le refroidissement des composants électroniques, la connexion de maintien de la charge de la batterie, les positions d'index de 6 et 12 heures du PERI, ainsi qu'une option de sélection du dernier ou du premier écho pour le télémètre laser. Il s'agit évidemment de modifications par rapport à l'utilisation du 2A5, et certaines sources appellent cette version le 2PLM1 
  - Protection supplémentaire sur la tourelle
  - Système d'extinction des incendies dans le compartiment de combat
  - Dispositifs de vision nocturne Asteria TI pour le commandant et le tireur
  - Capacité HE/DM11
  - Vision nocturne pour le conducteur
  - Entraînement électrique de la tourelle
  - Espace de rangement supplémentaire à l'arrière de la tourelle.

Selon les rapports, ce programme de véhicules à convertir en kit est également en retard sur le calendrier sur la partie des véhicules à convertir complètement en Pologne. Il est dit que les forces blindées polonaises souhaitent que les modifications susmentionnées soient effectuées, ce qui entraîne finalement des retards. Pour une telle intervention, le système doit être complètement désassemblé, les anciens ensembles réparés si nécessaire et le réassemblage planifié et réalisé de manière professionnelle.
- Leopard 2PLM2 : D'autres améliorations sont envisagées avant même que le 2PL/2PLM1 ne soit prêt pour la production en série. La mise en œuvre de nouveaux équipements radio et d'un système C2 est due à un programme général polonais. La version équipée en conséquence serait désignée Leopard 2PLM2. La confirmation était en attente à la mi-2022[24].
- Leopard 2A4TU (2A4TR) : modèle turc[25].Leopard 2A4 sur un champ de bataille en Syrie, (2016).

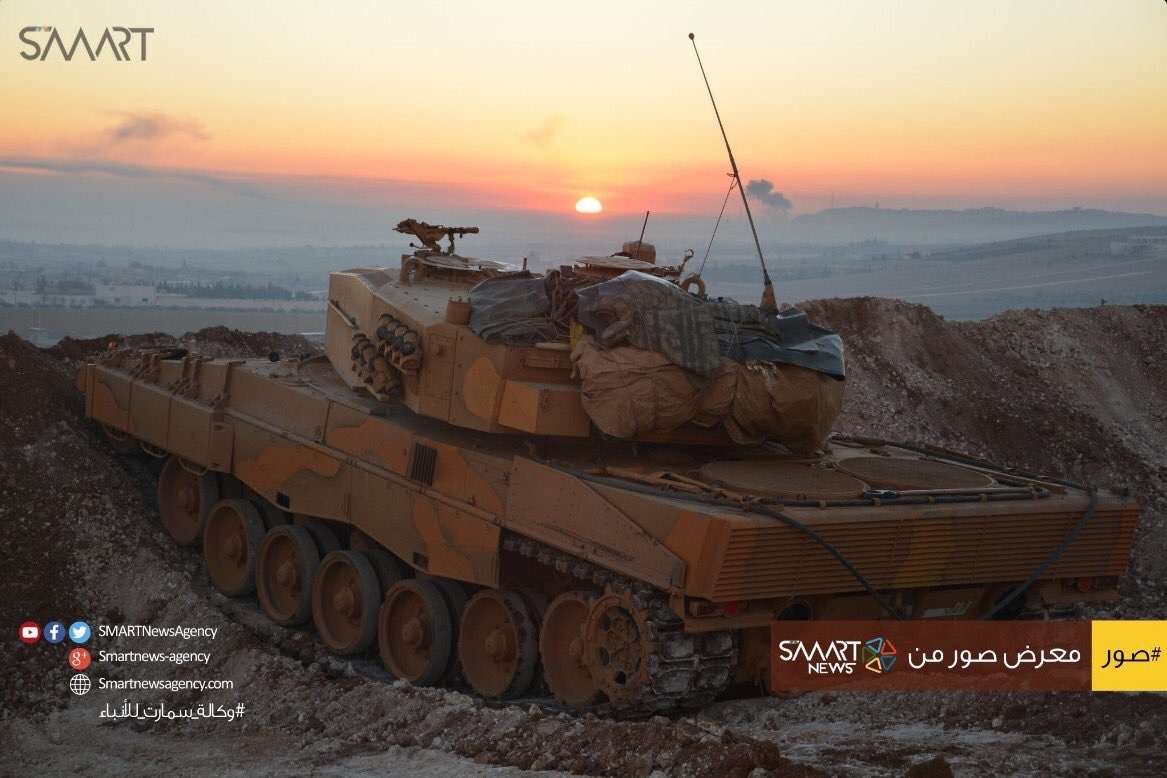
Leopard 2A4 sur un champ de bataille en Syrie, (2016).

- Leopard 2A4TU-ERA : modernisation du modèle turc : peu d'informations sur le sujet. Seules des photos sont apparues en 2019 sur les médias sociaux[26].
- Leopard 2A4T1 : Au printemps 2019, des photos d'un Leopard 2A4TU ont pu être vues sur les médias sociaux, dans lesquelles des modules de blindage réactifs/passifs étaient montés à l'avant et sur les côtés tandis que la zone arrière était renforcée par des grilles de protection. Au sommet de la tourelle, à l'emplacement possible d'un poste d'armement, un poids factice était monté. Ailleurs, un poids similaire était monté, vraisemblablement pour le système de protection active Akkor Pulat. En septembre 2020, il a été rendu public que, dans un premier temps. 40 Leopard 2A4TU seraient équipés de l'ensemble de protection réactive/passive Roketsan T1. Selon la SSB (Savunma Sanayii Başkanlığı en français Présidence des industries de la défense) le premier véhicule a été remis en décembre 2020. Apparemment, trois types de technologies de protection sont utilisés : la technologie multicouches passive, le blindage réactif et des grilles. Ces  dernières sont situées dans la zone arrière au niveau des multicouches latérales et arrière et où la protection réactive est utilisée. Le facteur de protection de la protection réactive a tendance à être meilleur, elle est donc plus susceptible d'être utilisée sur les zones latérales plus faibles. La forme et les charnières rabattables pour atteindre les points de maintenance et de ravitaillement rappellent essentiellement celles du MBT Evolution d'IBD et de ses évolutions ultérieures[27].
- Leopard 2A4NL : modèle néerlandais[28].
- Leopard 2A4E : modèle espagnol[29].
- Leopard 2A4DK : modèle danois[18].
- Leopard 2A4NO : modèle norvégien[30].
- Leopard 2A4GR (2A4HEL) : modèle grec.
- Leopard 2A4Ö : modèle autrichien (Ö pour Österreich)[31].
- Leopard 2A4CHL : modèle chilien[32].
- Leopard 2A4CZ : modèle tchèque.
- Leopard 2A4HRV : modèle croate.
- Leopard 2A4SVK : modèle slovaque.
- Leopard 2A4HUN : Modèle hongrois[33].
- Leopard 2A4+RI : modèle indonésien.
- Leopard 2RI : modèle indonésien recouvert d'un surblindage.
- Leopard 2A4SGP : modèle singapourien[34].
- Leopard 2SG : Leopard 2A4 des Forces armées de Singapour, il est notamment recouvert d'un surblindage composite faisant passer sa masse à 58,7 t, 161 exemplaires ont été livrés entre 2007 et 2012.

### Leopard 2A5

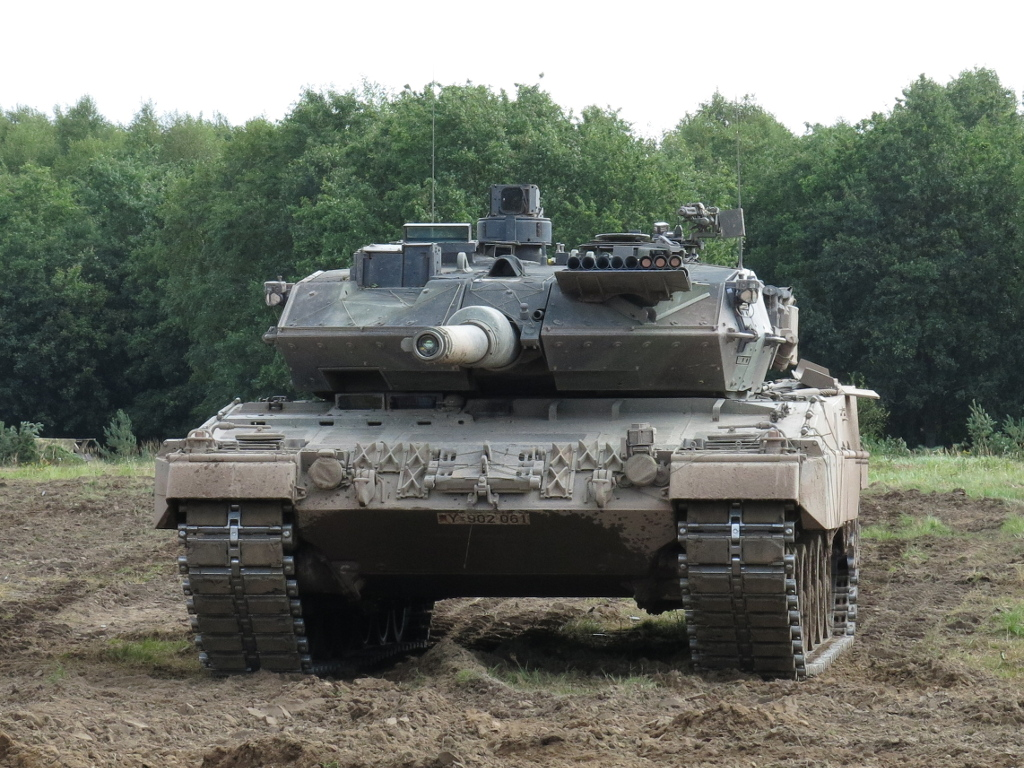
Le Leopard 2A5 est reconnaissable par la forme caractéristique en pointe du blindage frontal de sa tourelle.

Cette version comporte des modifications importantes sur la base de chars déjà construits (porte sur 225 unités du parc allemand entre 2000 et 2003) visant à revaloriser le Leopard 2A4. Le Leopard 2A5 possède un surblindage monté sur l'avant de sa tourelle. Le nouveau viseur du chef de char PERI-R17A2 est déplacé à l'arrière de la trappe du chef de char et est équipé d'une caméra thermique tandis que le viseur du tireur EMES-15 est réhaussé. La trappe du pilote qui s'ouvrait en pivotant est remplacée par un modèle coulissant. L'amélioration de la survivabilité passa en outre par une mise en place de panneaux pare-éclats dans le compartiment équipage et la motorisation hydraulique de la tourelle est remplacée par une motorisation électrique. Toutes ces modifications font passer la masse du char en ordre de combat à 59,5 tonnes.
- Strv 122 : version suédoise (120 exemplaires) basée sur le Leopard 2A5 mais incorporant un blindage composite additionnel sur le toit de la tourelle et sur le glacis ainsi qu'une suspension renforcée reprenant les barres de torsion du PzH 2000. La conduite de tir est améliorée et il dispose de lance-grenades fumigènes français GALIX[35].
- Leopard 2A5DK : modèle danois.
- Leopard 2A5PL : modèle polonais,

### Leopard 2A6

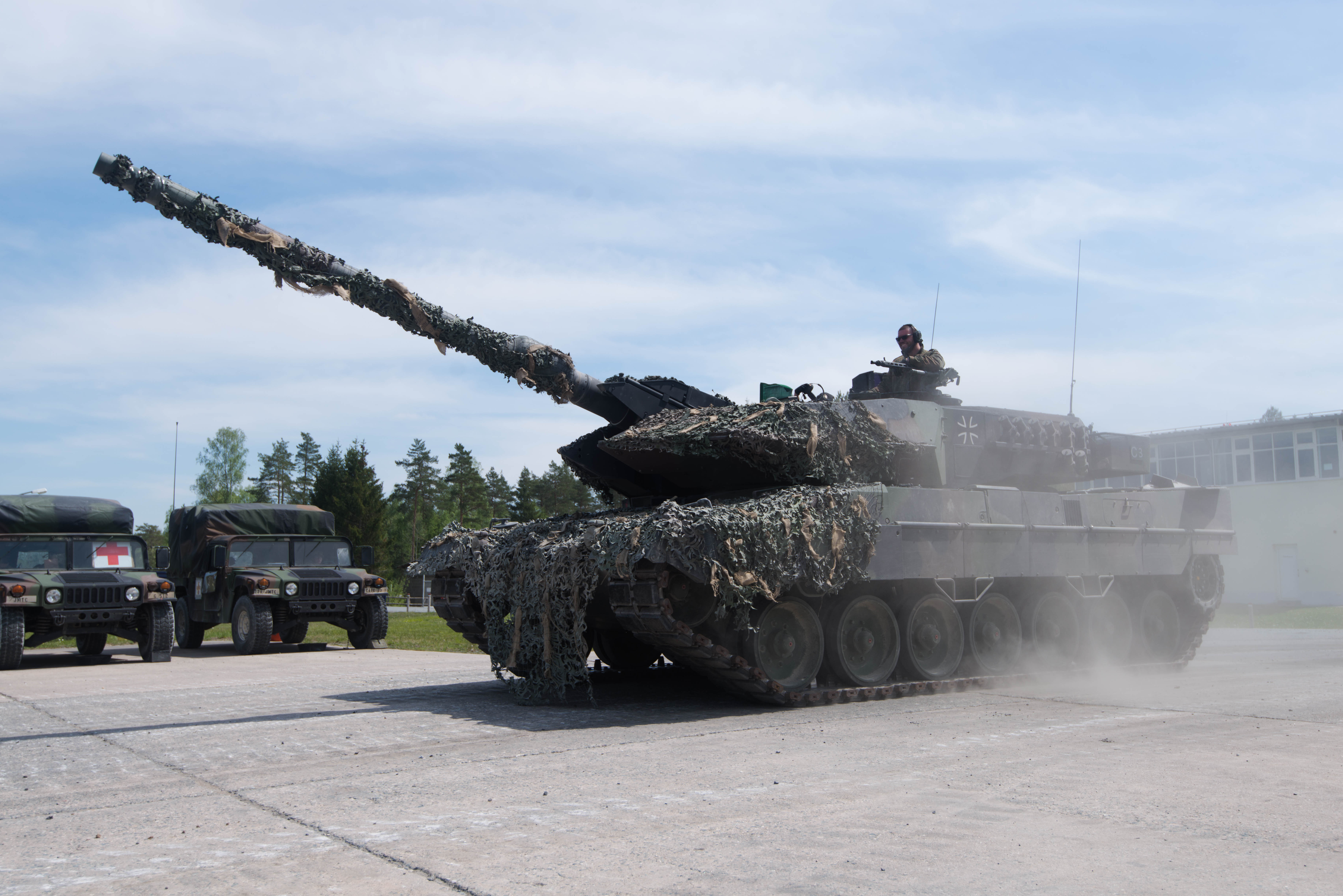
Le Leopard 2A6 est identique au Leopard 2A5 à l'exception de son canon rallongé de 120 cm.

Le Leopard 2A6 diffère du Leopard 2A5 par son nouveau canon Rh-120 L55, plus long. La Bundeswehr convertit 405 Leopard 2 A5 au standard A6 entre 2001 et 2005. La masse en ordre de combat est de 59,9 tonnes.
- Leopard 2A6A1 : Le Leopard 2A6A1 est la version de commandement du Leopard 2A6, il a été introduit en 2002. Il dispose d'une radio SEM 90, mais également d'une radio SEM 93 à l'arrière gauche du compartiment de combat de la tourelle. La SEM 93 peut par ailleurs fonctionner en mode contre-mesure électronique avec trois modes d'émission différents. L'unité de commande du commandant de véhicule BGK 80 est située à l'arrière gauche de la tourelle et le système d'alimentation AGS 80 est monté derrière la SEM 90 qu'elle alimente en plus d'alimenter le BGK[36],[37].
- Leopard 2A6M : Leopard 2A6 dont la protection contre les mines et les EEI a été renforcée (M pour Mmenschutzplatte) par l'installation d'une plaque de blindage ventrale, de capots blindés au-dessus des barres de torsion, par l'installation d'un siège suspendu au plafond pour le pilote fabriqué par Autoflug et la suppression de la rangée inférieure du râtelier à munitions du châssis. Ces ajouts font passer la masse en ordre de combat à 62,5 tonnes. Le premier lot a été livré entre 2004 et 2005[38],[39].
- Leopard 2A6MA1 : Le Leopard 2A6MA1 est la version de commandement du Leopard 2A6, il a été introduit en 2006. Il dispose d'une radio SEM 90, mais également d'une radio SEM 93 à l'arrière gauche du compartiment de combat de la tourelle. La SEM 93 peut par ailleurs fonctionner en mode contre-mesure électronique avec trois modes d'émission différents[40].
- Leopard 2A6+ : Le Leopard 2A6+ est une mise à niveau du char pour l'harmonisation opérationnelle. Les modifications comprennent ; le Kommandanten-System-Bediengerlit (KSBG, en français Panneau de commande du système du commandant), l'adaptation de l'obus HE (high-explosive), l'installation du système d'intercommunication SOTAS-IP, afin que l'infanterie puisse communiquer avec le char, d'un nouveau système de lutte contre les incendies DeuGen-N (FE36), une caisse pour ranger les HK G36 sur le toit de la tourelle, l'installation d'un nouveau viseur commandant PERI R17A3 avec l'imagerie thermique ATTICA, des UltraCaps installé dans la tourelle permettant d'actionner la tourelle et les pots lance fumigènes avec l'énergie économisée dedans. Seulement des Leopard 2A6M devaient être convertis en "+". Cependant, grâce aux différentes images publiées sur les réseaux sociaux, nous savons qu'un certain nombre de Leopard 2A6 furent, eux aussi, convertis-en "+". Le nombre est cependant inconnu[41],[42].
- Leopard 2A6A1+ :  Le Leopard 2A6A1+ est une mise à niveau citée ci-dessus et la radio SEM 93[41].

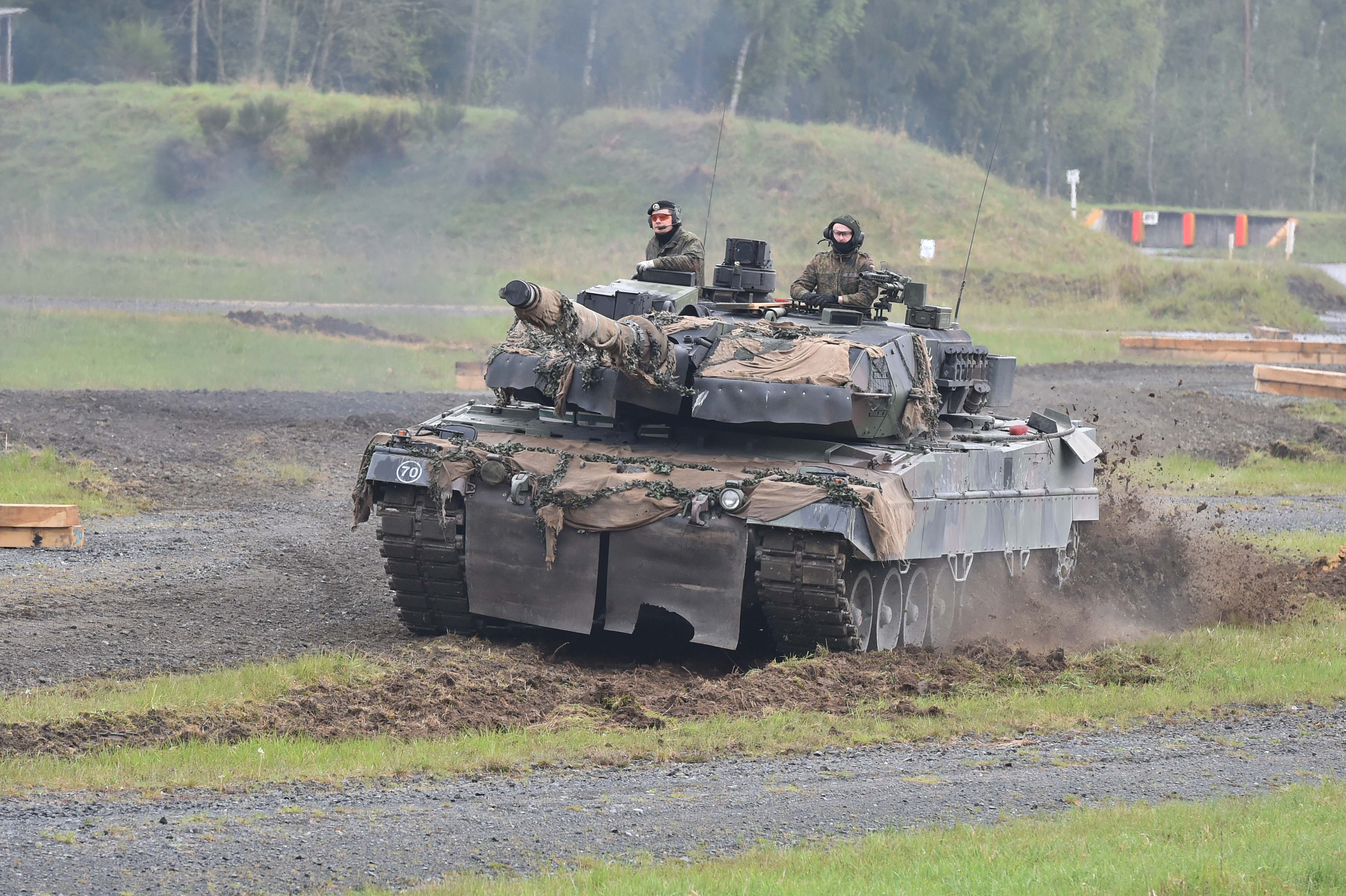
Leopard 2A6M+ de la 2. Kompanie, Panzerbataillon 203 durant le Strong Europe Tank Challenge 2017

- Leopard 2A6M+ :  Leopard 2A6M+ version "+" du Leopard 2A6M, les modifications sont citées ci-dessus. 50 Leopard 2A6M ont été Leopard 2A6M+ de la 2. Kompanie, Panzerbataillon 203 durant le Strong Europe Tank Challenge 2017convertis. Les modifications ont débuté fin 2015 et ont fini fin 2017[41],[42],[43].
- Leopard 2A6MA1+ :  Leopard 2A6MA1+ version "+" du Leopard 2A6MA1, les modifications sont citées ci-dessus. Les modifications ont débuté fin 2015 et ont fini fin 2017[41].
- Leopard 2A6A2 : Leopard 2 équipé avec le BMS (battlefield management system en français système de gestion du champ de bataille) Elias néerlandais, des phares à infrarouges, une caméra pour le conducteur à l'avant SPECTUS, des antennes Comrod plus puissantes et plus longues.
- Seulement des Leopard 2A6M devaient être convertis en "A2". Cependant, grâce aux différentes images publiées sur les réseaux sociaux, nous savons qu'un certain nombre de Leopard 2A6 furent, eux aussi, convertis-en "A2". Le nombre est cependant inconnu[44].

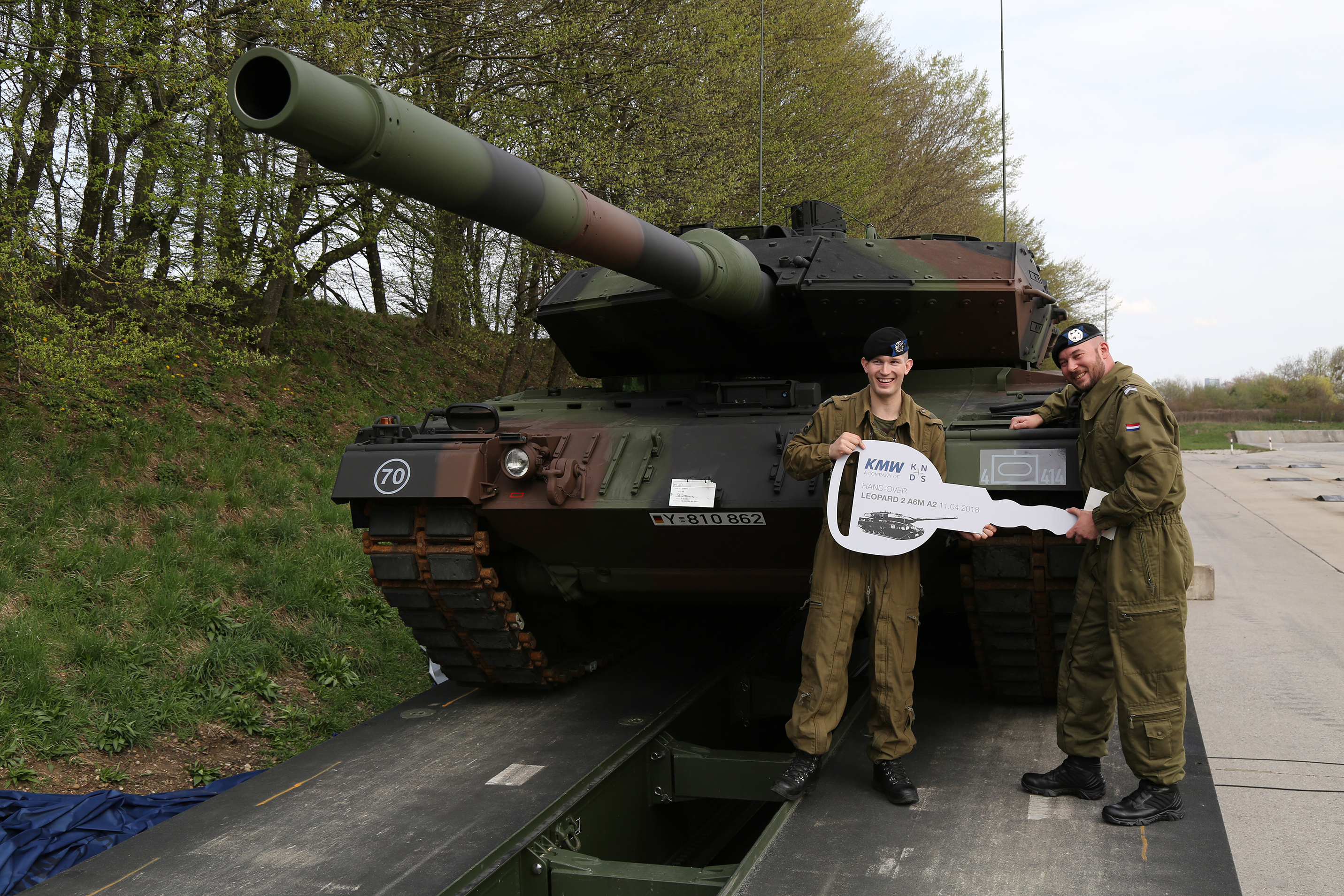
Premier Leopard 2A6MA2 livré le 11 avril 2018

- Leopard 2A6MA2 : Leopard 2A6MA2 se base sur le Leopard 2A6M, avec les modifications ci-dessus. 17 véhicules furent livrés sur 18, le dernier fut transféré directement au projet de maintien de Premier Leopard 2A6MA2 livré le 11 avril 2018l'état de préparation opérationnelle. Le premier char fut livré le 11 avril 2018[44].
- Leopard 2A6A3 : Afin d'éliminer l'obsolescence des plus vieux Leopard en service. KMW était en train de développer le Leopard 2A7V, la Bundeswehr a donc choisi de moderniser certains Leopard 2A6 au même standard. Les modifications apportées furent : Unité de commande pour le commandant, nouveau système d'extinction des incendies, nouveau viseur commandement PERI R17A3, Ultracaps, boite de rangement pour les armes de l'équipage, comme sur le Leopard 2A6+, l'adaptation pour les munitions HE, caméra SPECTUS à l'avant comme à l'arrière, remplacement des caméras thermiques des viseurs, amélioration de l'ergonomie, renforcement du caisson à munitions, plaque de blindage sur l'avant du char, composants de commande du système intégré de commande et d'information, conversion vers un laser Nd:YAG[45].

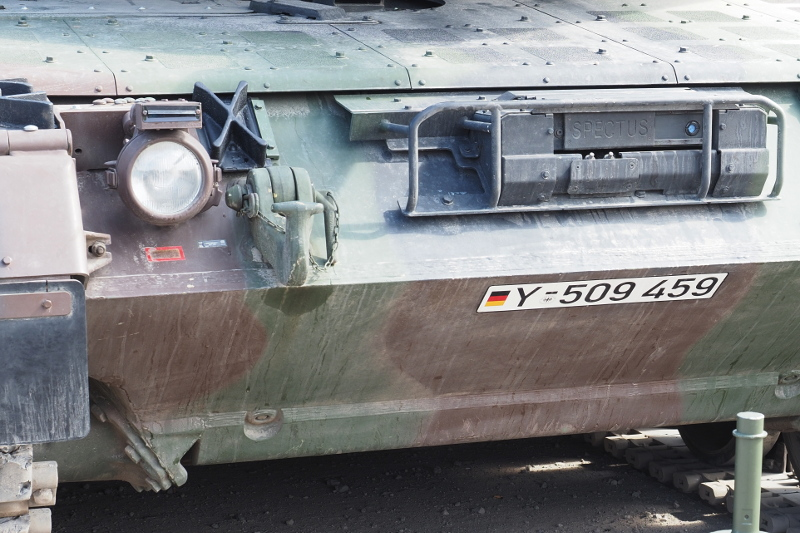
Leopard 2A6MA3

- Leopard 2A6MA3 : la même chose que pour le 2A6A3, mais sur 2A6M. Leopard 2A6MA3Le contrat de modernisation a été signé en mars 2019, le premier véhicule fut livré en juillet 2021[45].
- Leopard 2A6HEL : version grecque basée sur la version A6, produite sous licence à 140 exemplaires.
- Leopard 2A6 EX : modèle proposé pour le marché de l'exportation (EX pour export) équipé d'un moteur MT-883 monté transversalement.
- Leopard 2A6NL : 185 Leopard 2 NL (néerlandais) convertis au standard A6.
- Leopardo 2E : variante espagnole du Leopard 2A6, le toit est protégé par un blindage composite, le char possède un groupe auxiliaire de puissance, une climatisation, de nouvelles chenilles, les viseurs intègrent des caméras thermiques américaines produites par la société Raytheon, une radio Thales et un système d'information tactique Lince.
- Leopard 2A6M CAN : modèle canadien.
- Leopard 2A6FIN : modèle finlandais.
- Leopard 2A6PRT : modèle portugais[46].

### Leopard 2A7

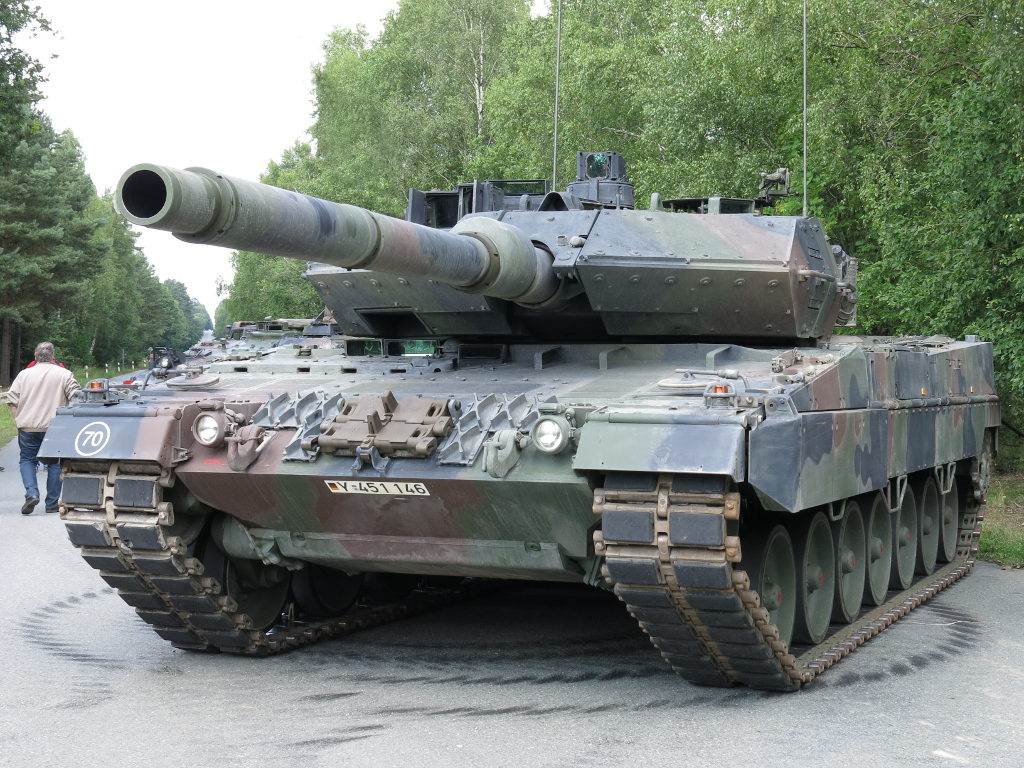
Leopard 2A7

Le Canada avait fait un emprunt de deux ans pour des Leopard 2A6 mis au standard 2A6M CAN. Elle n'était pas disposée à restituer les Leopard 2A6M à l'Allemagne conformément à l'accord. En collaboration avec les autorités allemandes responsables et KMW, il a été envisagé d'acheter un nombre correspondant de Leopard 2A6NL excédentaires aux Pays-Bas. Conformément à l'accord, le Canada était tenu de restituer 20 Leopard 2A6M dans un état « égal ou supérieur » à celui dans lequel il les avait reçus. Le Canada a donc chargé KMW de réparer les anciens chars néerlandais et d'aligner le standard de conception néerlandais sur le standard allemand et d'ajouter une protection contre les mines. Comme le Canada payait  la réparation, le démontage et le remontage des véhicules, la partie allemande avait la possibilité de mettre en œuvre d'autres mesures au-delà de la norme du Leopard 2A6M, pratiquement sans frais supplémentaires. Des améliorations venant du Leopard 2A7PSO-VT/+ furent installées,,.
- Leopard 2A7 : Version améliorée du Leopard 2A6M est composée d'une climatisation, d'un groupe auxiliaire de puissance EKKA, d'un système de gestion du champ de bataille IFIS, d'ultracaps, d'une optimisation du système électrique, d'une adaptation du système HE, d'une de l'optique commandant PERI R17A3, d'un téléphone SOTAS-IP, d'une caisse sur la tourelle pour mettre deux HK G36/G36K Le Leopard 2A7 possède des points de fixation qui sont montés sur les déports de caisse en vue d'un éventuel ajout de surblindages latéraux, ainsi qu'une possibilité d'installer un camouflage multispectral Saab Barracuda. En 2019, la caméra SPECTUS fut installée sur le glacis pour le conducteur. Les premiers Leopard 2A7 entrent en service dans la Bundeswehr le 10 décembre 2014[47],[48],[49].
- Leopard 2A7A1 : Version équipée du système de protection actif Hard-Kill Trophy d'EuroTrophy GmbH, la tourelle est reprise du Leopard 2A6A2/MA2. Suite au poids supplémentaire, des mesures appropriées furent effectuées au niveau de la caisse pour ne pas entraver la mobilité du char. Le premier char fut livré le 29 octobre 2024[50],[51],[52].
- Leopard 2A7+Q : appellation donnée aux soixante-deux Leopard 2A7 employés par les forces terrestres qataries depuis fin 2015. Par rapport au Leopard 2A7 de la Bundeswehr, le Leopard 2A7Q est recouvert d'un filet de camouflage multi spectral Saab Barracuda ; sa tourelle possède un toit renforcé avec du blindage composite tandis que son châssis possède un groupe auxiliaire de puissance différent.
- Leopard 2A7V : version améliorée du Leopard 2A7 (V pour Verbessert ; amélioré) entrée en service dans la Bundeswehr le 15 septembre 2021. Il est armé d'une version améliorée du canon Rh-120 L55 appelée Rh-120 L55A1 possédant une pression maximale admissible en chambre accrue lui permettant de tirer l'obus-flèche allemand DM73 utilisant une poudre plus énergétique. Le glacis est recouvert d'une plaque de blindage rapportée. La boîte de vitesses a été renforcée pour compenser la masse supplémentaire. Afin de conserver une bonne accélération, les ratios des réducteurs ont été modifiés, réduisant la vitesse maximale sur route à 63 km/h. Le viseur du tireur EMES-15 intègre une nouvelle caméra thermique Hensoldt ATTICA-GL (Gunner Leopard) tandis que le viseur panoramique PERI R17A3 du chef de char se voit doté d'une nouvelle caméra thermique Hensoldt ATTICA-Z. Pour la conduite, le pilote dispose désormais de deux caméras thermiques SPECTUS (Spectral Technologies for Unlimited Sight), l’une sert de caméra de recul et l'autre est montée sur le glacis. La masse en ordre de combat est de 66,5 tonnes[53].
- Leopard 2A7HU : version développée et livrée en 2020 pour la Hongrie. Blindage et motorisation améliorés, intégration native du système de protection actif EuroTrophy. Il a servi de base pour le modèle 2A8, voir ci-après.

### Leopard 2A8

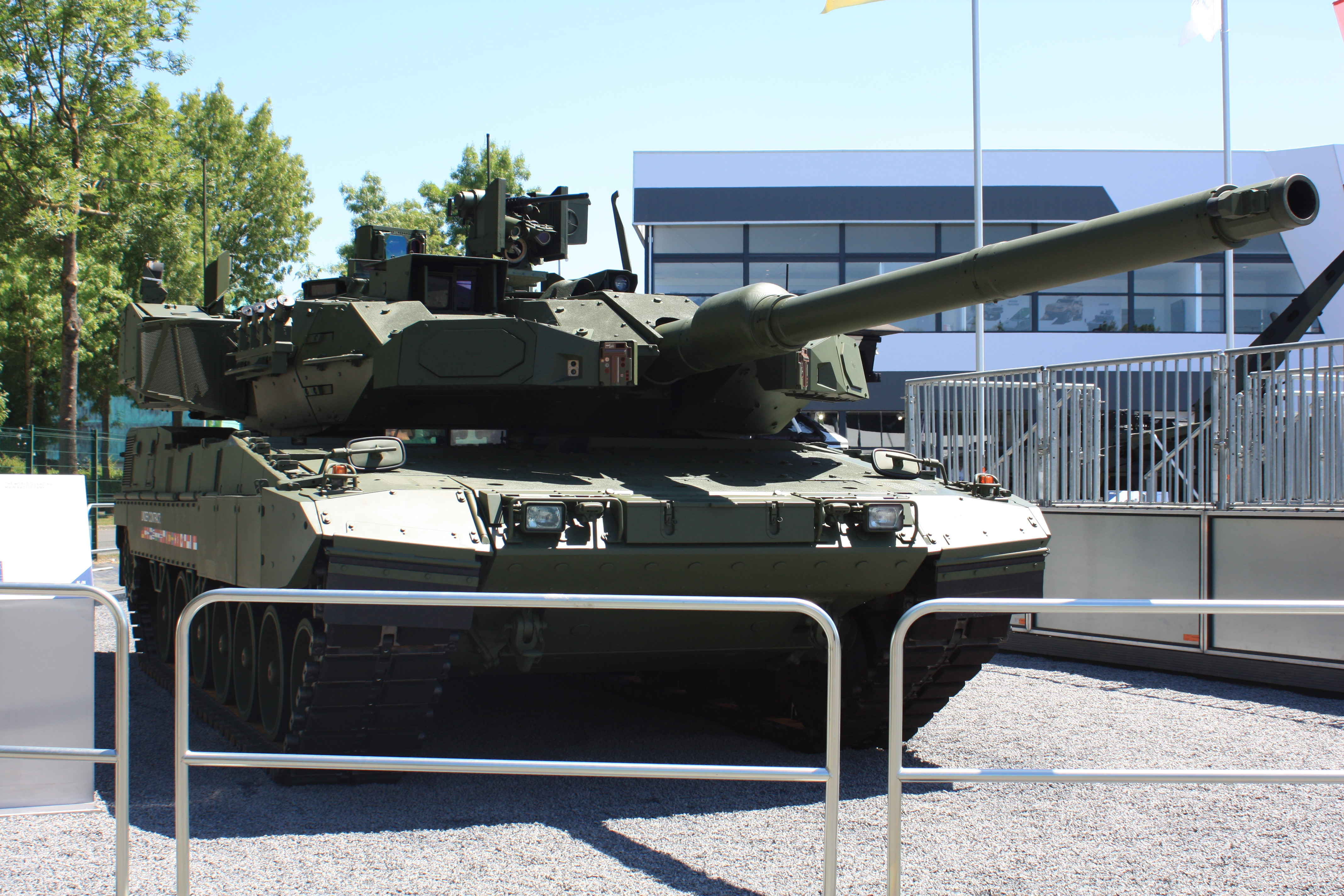
Démonstrateur LEOPARD 2A8 - Eurosatory 2022

Version proposée en 2023, dérivée du modèle spécifiquement développé pour la Hongrie (2A7HU) en 2020. Il intègre nativement le système de protection actif EuroTrophy, développé par une coentreprise rassemblant l’israélien Rafael, concepteur du Trophy, l’américain General Dynamics Land System ainsi que l’allemand KMW. La tourelle est également protégée contre les armes à sous-munitions. L’optronique et la vétronique du nouveau char ont aussi été sensiblement modernisées, par exemple la fusion des canaux vidéos et infrarouges disponibles pour l’ensemble de l’équipage, permettant de lui offrir une bien meilleure perception de l’environnement dans lequel il évolue. Une unité auxiliaire d’une puissance de 20 kWh a été installée, permettant à l’ensemble des systèmes du blindé de fonctionner même moteur coupé. Les protections actives sont améliorées (dispositifs électroniques pour contrer les menaces des missiles antichars et les engins explosifs improvisés, ainsi que la protection passive (blindage composite amélioré). Le Leopard 2A8 ne serait qu’un marchepied dans le développement du Leopard 2AX, qui devrait être disponible en 2025-2026,. Il a été adopté par les armées allemande, norvégienne et tchèque. L'Italie renonce à son acquisition en 2024 pour une question de partage industriel avec Leonardo et de demandes de spécificités non acceptées par KNDS. En octobre 2024, les Pays-Bas en commandent 46, six en option.
Lors de la présentation officielle du Leopard 2A8, KNDS Deutschland a déjà confirmé la conception d’un nouveau modèle plus évolué pour 2030, le Leopard 3.

## Variantes reprenant le châssis du Leopard 2

### Véhicule antiaérien
- Ilmatorjuntapanssarivaunu 90 (ItPsv 90) : Leopard 2A4 avec une tourelle Marksman
- Leopard 2 avec tourelle Skyranger 35

### Fahrschulpanzer (Char de formation des conducteurs)

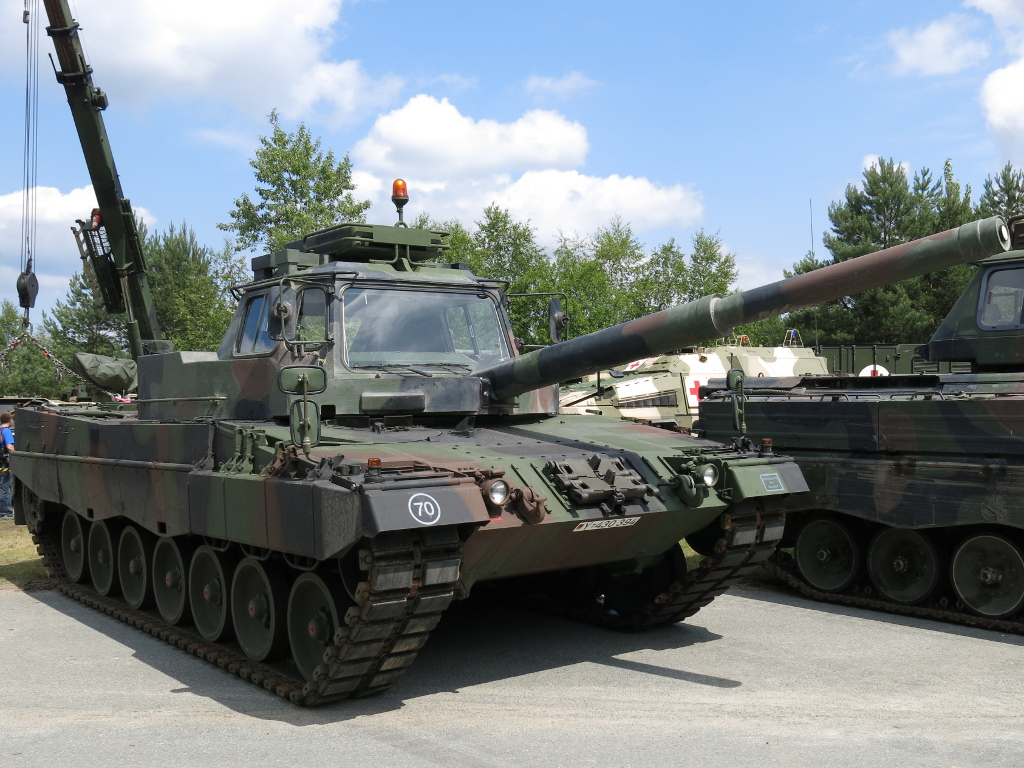
Fahrschulpanzer

Pour préserver la flotte de Leopard 2 et de garder les chars disponibles pour la formation et les opérations, la formation des futurs conducteurs est effectuée à la fois dans des simulateurs et dans des chars spéciaux de formation des conducteurs de Leopard 2. Le niveau de formation peut être amélioré rapidement grâce à ces véhicules, car la supervision d'un élève conducteur est très limitée dans un char standard en raison de la restriction de l'espace intérieur.
Des caisses spéciales de Leopard 2A4 ont été construites pour l'entraînement des conducteurs de la Bundeswehr. Des caisses ordinaires peuvent également être utilisées pour cette tâche lorsque la tourelle est remplacée par une cabine. Entre février et septembre 1986, 22 véhicules ont été achetés. Neuf autres véhicules ont été remis à la Bundeswehr entre janvier et avril 1989. Par la suite, d'autres véhicules ont été achetés. Aujourd'hui, 21 chars d'entraînement Leopard 2 font partie de l'inventaire.
La caisse des Fahrschulpanzer Leopard 2A4 est presque identique à celle des chars ordinaires.
Afin de protéger l'instructeur militaire et les deux autres élèves conducteurs de l'environnement, le véhicule est équipé d'une superstructure spéciale dotée de grandes fenêtres. L'instructeur est assis au centre et il a la possibilité de modifier toutes les commandes importantes. Deux autres élèves conducteurs peuvent être assis à sa gauche et à sa droite. La maniabilité et la masse totale en charge du char d'entraînement sont pratiquement identiques à celles du Leopard 2A4. Par conséquent, les opérateurs de véhicules militaires n'ont pas besoin d'une phase de familiarisation lorsqu'ils passent plus tard au char réel.
Pendant la formation, l'instructeur de conduite est toujours le premier à entrer dans le véhicule. Il pénètre donc dans la caisse supérieure du véhicule par les jupes latérales. En ouvrant la trappe arrière de la cabine et en descendant une échelle montée, il pénètre dans la cabine, qui est construite en acier soudé. La superstructure est placée sur un anneau de poids qui simule la masse de la tourelle.
Pour protéger au mieux l'équipage, la cabine est construite de façon à supporter une charge spécifique, ce qui assure qu'il reste assez d'espace, même en cas d'accident de renversement.
Un canon factice est monté sur le véhicule et positionné à 11:40 pour que le conducteur s'habitue au canon principal. La position du canon principal est la même que lorsque la tourelle du char est verrouillée en position pour les marches sur route. Pour que l'instructeur et deux autres élèves conducteurs aient un champ de vision optimal, la cabine est équipée de grandes fenêtres tout autour. Si nécessaire, toutes les fenêtres peuvent être chauffées. À l'extérieur de la cabine se trouvent deux rétroviseurs pour l'instructeur de conduite, qui peuvent également être chauffés.
La température de l'intérieur de la cabine est contrôlée par un système de refroidissement réglable situé sur le toit de la cabine afin de garantir le confort de l'équipage dans les environnements chauds. Son système de ventilation aspire l'air chaud de l'intérieur du véhicule, le refroidit et le renvoie dans la cabine. Pour une ventilation supplémentaire, les deux vitres latérales peuvent coulisser.
L'intérieur du châssis du fahrschulpanzer est réchauffé et refroidi par le système de ventilation embarqué. Les sièges à coussin d'air de l'instructeur et de l'élève conducteur sont montés sur une plateforme reliée à la coque du véhicule. Les sièges sont équipés d' appuis-tête intégrés et de ceintures de sécurité à trois points.
Dans le fahrschulpanzer Leopard 2A4, l'instructeur de conduite militaire reçoit des informations sur la vitesse du véhicule et le régime du moteur. Grâce à son système de direction, l'instructeur peut contrôler le comportement de l'élève conducteur depuis son siège et si nécessaire, il peut s'opposer aux suggestions de l'élève grâce à une pédale, une transmission, un frein et de commandes qui l'emportent sur celles de ce dernier.
Le Chili et l'Autriche disposent aussi de Leopard 2A4 pour la formation de conducteurs. L'Espagne et la Hongrie, disposent elles de véhicules basés respectivement sur Leopard 2E et Leopard 2A7HU,.

### Engin blindé du génie
La version engin blindé du génie est produite par la société allemande FFG Flensburger Fahrzeugbau Gesellschaft mbH. Il comprend un éventail d’outils du génie dont une pelleteuse et une lame de bulldozer. Il sert au dégagement général des débris, au déminage, à l’excavation ainsi qu’aux opérations de sauvetage en cas des catastrophes comme des inondations ou des incendies.
Ce véhicule polyvalent permet de transporter trois personnes, il peut atteindre des vitesses sur route pouvant aller jusqu’à 60 km/h, il a un blindage additionnel et sa masse au combat est de 69 500 kg.
Les améliorations à l’EGB Leo 2 utilisé par l'armée canadienne comprennent un meilleur blindage pour protéger les opérateurs sous les feux du champ de bataille, un tourelleau téléopéré armé d'une mitrailleuse et des lance-pots fumigènes de calibre 76 mm. Il compte aussi de l’équipement de soudage et de coupage, un système d’ouverture de brèche dans un champ de mines et des « mâchoires de vie », qui est un type d’outil hydraulique utilisé lors des sauvetages d’urgence afin d’extraire les victimes prisonnières de véhicules lourdement endommagés. Le treuil principal a une traction de 40 000 kg, tandis que le treuil secondaire a une traction de 3 500 kg.
Il est doté de divers équipements d’imagerie, dont des caméras d’imagerie thermiques.

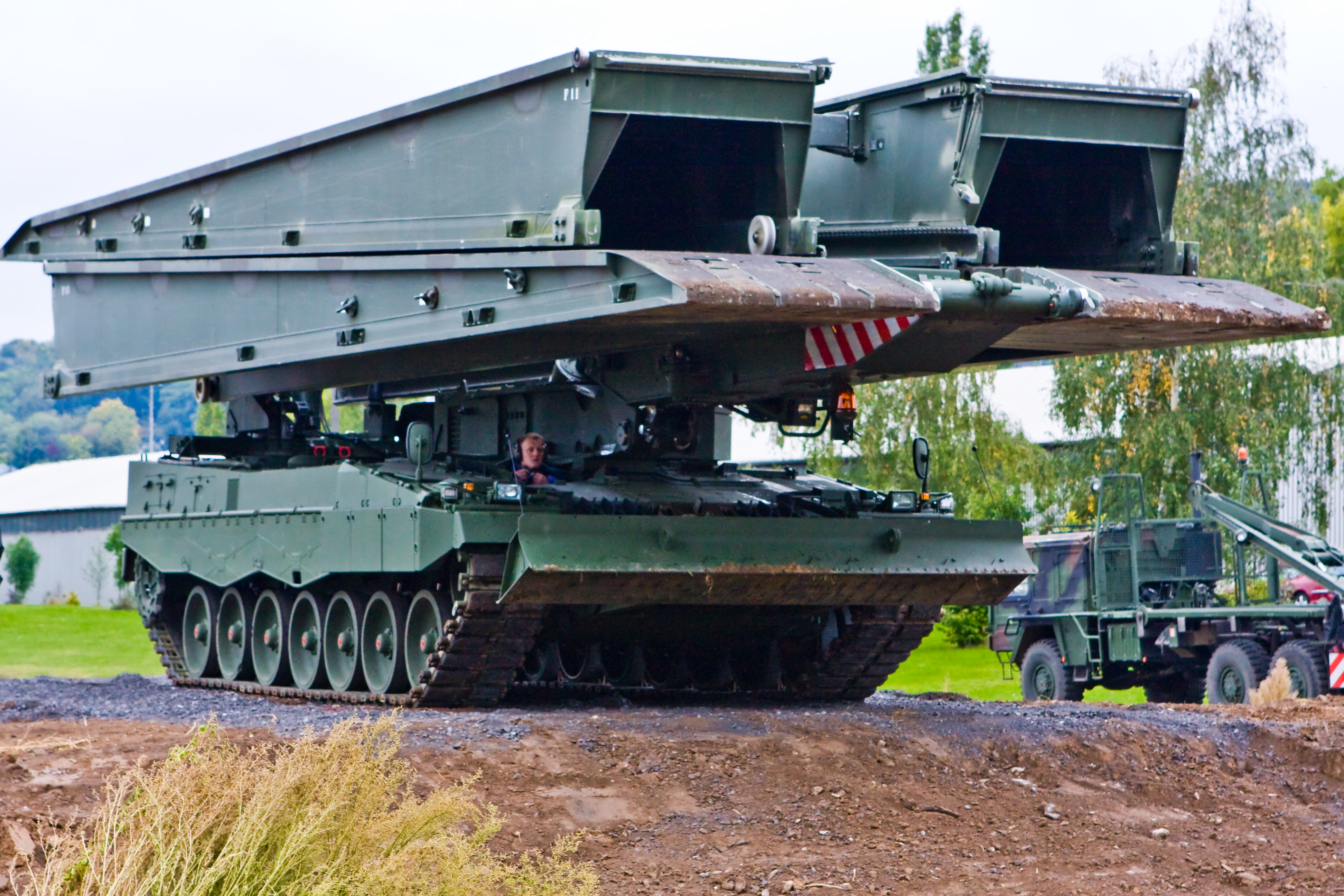
Le char poseur de pont Iguane.

- Büffel (Bergepanzer 3 ou BPz3) : char de dépannage
- Kodiak (Pionierpanzer 3) : char du génie
- Iguane/Leguan : char lanceur de pont
- Panzerschnellbrücke 2 : char lanceur de pont
- Pionierpanzer (Räumpanzer) Leopard 2R : char antimines (voir page sur le Leopard 2A4)

### Démonstrateurs

#### Leopard 2A6EX (EXperimental) "Demo I"
En 1998-99, KMW a construit un démonstrateur sur base de Leopard 2A4 pour démontrer les améliorations possibles du Leopard 2 qui pouvaient être apportées sans nouveaux travaux d'ingénierie générale. Pour ce faire, la technologie utilisée était en cours de développement ou avait déjà été utilisée sur le terrain. En outre, des idées de nouvelles modifications ont également été incorporées. L'utilisation de ce véhicule a permis de prouver que toutes les modifications pouvaient être apportées a posteriori et le véhicule a été désigné sous le nom de Leopard 2A6EX. EX signifie expérimental, mais peut également faire référence à l'exportation. En interne, le fabricant appelait le véhicule DEMO I.
Le Leopard 2A6EX est quasiment similaire au Strv 122, cependant, le char a subi des modifications comme l'installation du canon Rh 120 L/55, d'un APU, d'un système hydraulique de tension de chenilles et du système de commandement et de contrôle du char.

#### Leopard 2PSO (Peace Support Operation) / UrbOps (Urban-Operation)

##### Mise en contexte
Du point de vue européen, une confrontation telle que prévue durant la guerre froide n’était plus probable, les conflits symétriques se faisaient remplacer par des conflits asymétriques, l’ennemi pouvait être n’importe où avec de l’équipement moins sophistiqué, mais utilise les attaques surprises, les embuscades et une connaissance supérieure du terrain local pour compenser en partie ces désavantages. Ces scénarios se déroulent de plus en plus en milieu urbain. En tenant en compte les défis posés par les confrontations avec les manifestants et les troubles civils sur le théâtre d'opérations. Les réactions à ces problèmes doivent être conformes aux règles d'engagement et en ayant conscience des leçons tirées des opérations américaines menées en Irak, russes en Tchétchénie et Israéliennes dans le Moyen-Orient. Le char de combat était initialement considéré comme inadapté pour un conflit asymétrique. Néanmoins, le char de combat a rapidement démontré sa valeur et démontré qu'il était nécessaire. Son rôle est désormais plutôt celui d'un véhicule de soutien pour les troupes à pied, au lieu de mener le gros des combats. Pour répondre aux besoins des combats urbains, différents kits furent construits à travers le monde ; les américains ont fabriqué les kits TUSK (Tank Urban Survivability Kit) 1 et 2 et les français le kit AZUR (Actions en Zone Urbaine),,.

#### Présentation

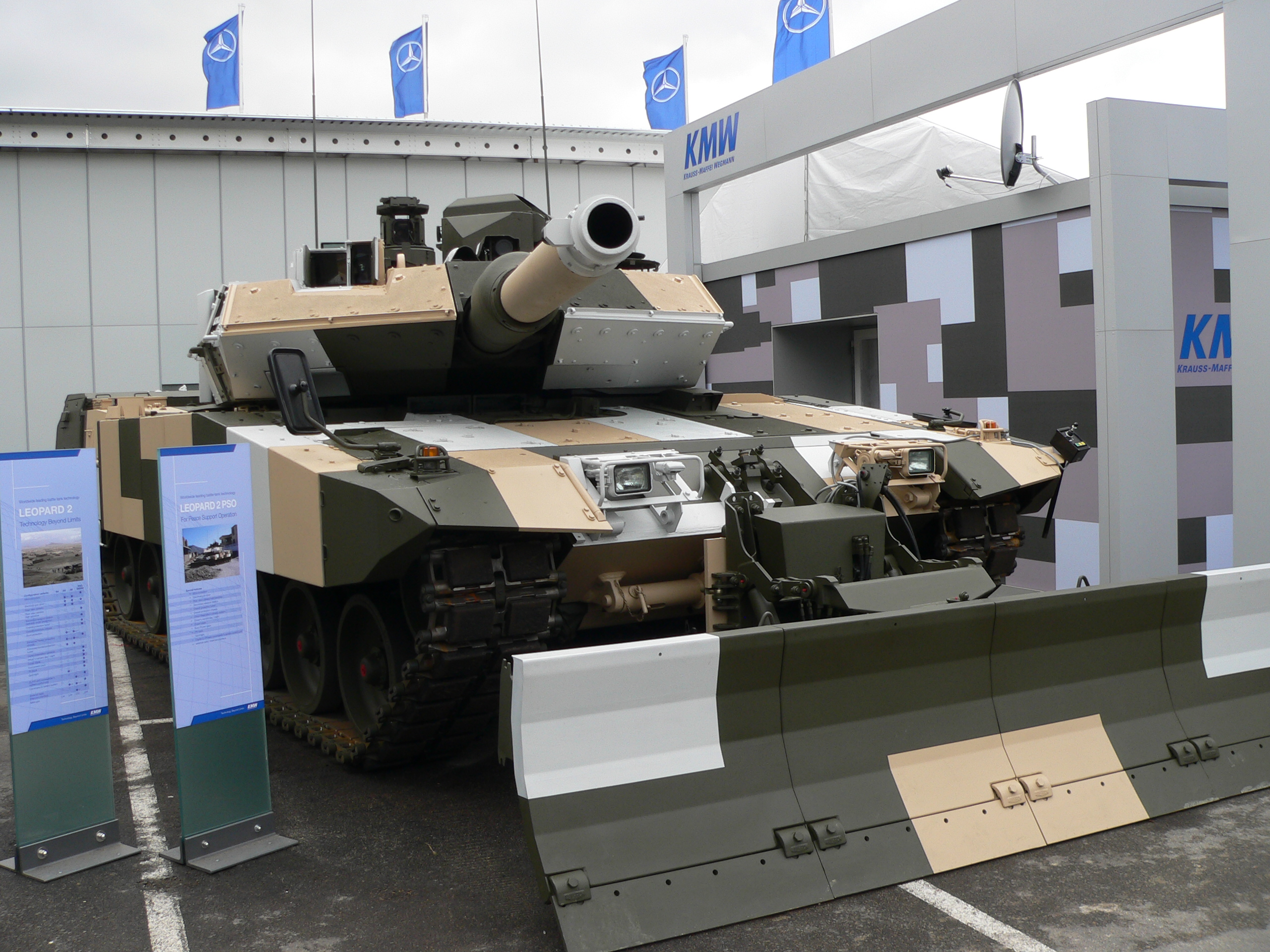
Leopard 2PSO à l'Eurosatory 2006. Nous pouvons voir la caméra VIRTUS à l'avant gauche sous la tourelle.

En juin 2006, au salon Eurosatory, KMW a présenté au public le Leopard 2PSO (Peace Support Operation). Le véhicule se distinguait par son camouflage unique, mais il offrait bien plus. La production du démonstrateur a été réalisée avec des fonds de KMW, et le véhicule ne représentait en aucun cas une quelconque norme ou exigence d'un utilisateur particulier. La désignation PSO a été choisie par KMW, cependant, la désignation choisie par la Bundeswehr est UrbOps our faire référence au type d'opérations menées pour empêcher le déclenchement d'un conflit, pour imposer la paix ou pour stabiliser une paix fragile. Il est très probable que les opérations d'imposition de la paix comprennent des opérations de combat conventionnelles. KMW a estimé que le besoin d'un tel véhicule existait déjà ou existerait dans un avenir proche. Il a également été supposé que, pour répondre à ce besoin, aucun véhicule nouvellement fabriqué ne serait acheté. Par conséquent, le PSO du Leopard 2 a été basé sur des modifications de composants existants et sur l'intégration de nouveaux composants. Les utilisateurs éventuels auraient le choix entre une série de modifications qui pourraient être sélectionnées en fonction de la menace anticipée. Le démonstrateur PSO était basé sur la caisse du Leopard 2EX DEMO 2 équipé du groupe électrogène EURO. La tourelle d'un Leopard 2A5 a été montée sur ce châssis.
Pour la protection contre les roquettes de RPG-7, un élément de blindage passif supplémentaire a été monté sur la caisse et la tourelle. La protection frontale contre les menaces à énergie cinétique a été conservée. Le PSO possède également un plancher antimines. Le motif de camouflage fait par ailleurs partie du système de protection et est le résultat d'une étude. Il est similaire à celui qui a été utilisé par la Berlin Brigade de l'armée britannique. Quant aux couleurs, le choix fut porté sur une combinaison pour des opérations à Kaboul.

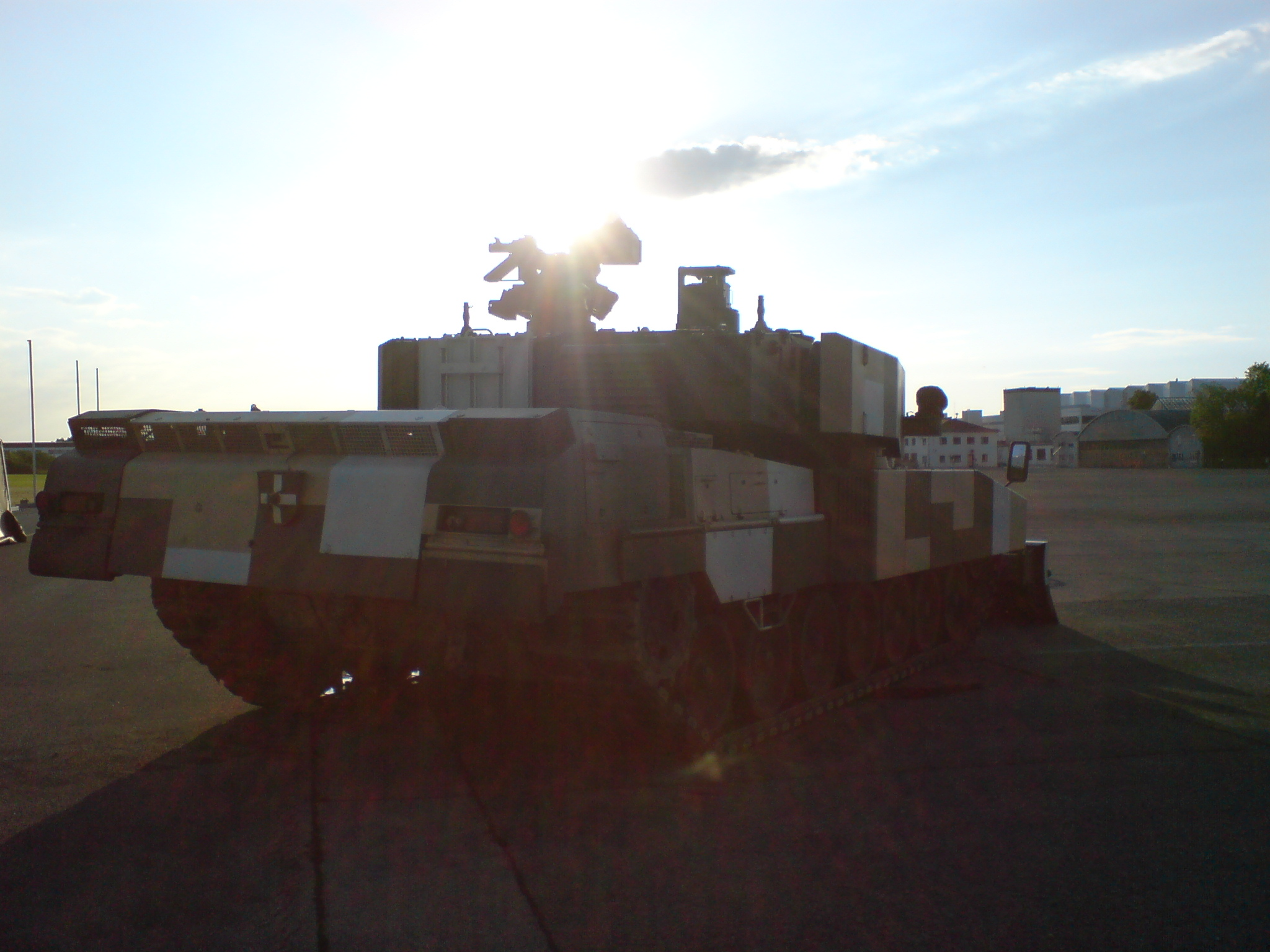
Arrière du Leopard 2PSO à Munich en 2008.

Il a été décidé d'utiliser le canon Rh-120 L/44, car il était avantageux face au Rh-120 L/55 qui était estimé trop long pour les zones urbaines. En 2002, le Leopard 2 a été équipé de l'AWBS (Autonome Waffen- und Beobachtungsstation), un tourelleau téléopéré qui fut développé avec la Suisse pour ses chars Panzer 87WE. Plus tard, le tourelleau de KMW, le FLW 200 fut également monté.
Afin de soulager l'équipage dans ses tâches, le système de gestion du champ de bataille IFIS fut installé. Deux caméras à l'avant, la caméra VIRTUS (Visual and Infra-Red Technology for Unlimited Sight), une autre pour le conducteur accompagnant celle à l'arrière de la caisse furent installées. La climatisation fut aussi installée pour l'équipage. Un groupe auxiliaire de puissance fut installé à l'arrière gauche de la caisse du véhicule. La lame de remblayage est destinée à dégager les obstacles et les barricades ; elle n'est pas destinée à creuser des positions. Le Leopard 2 PSO a été équipé d'un projecteur en provenance d'Israël. Il n'a pas pour fonction de servir de source d'éclairage de cibles, mais de moyen de signaler à un agresseur potentiel qu'il a déjà été détecté.

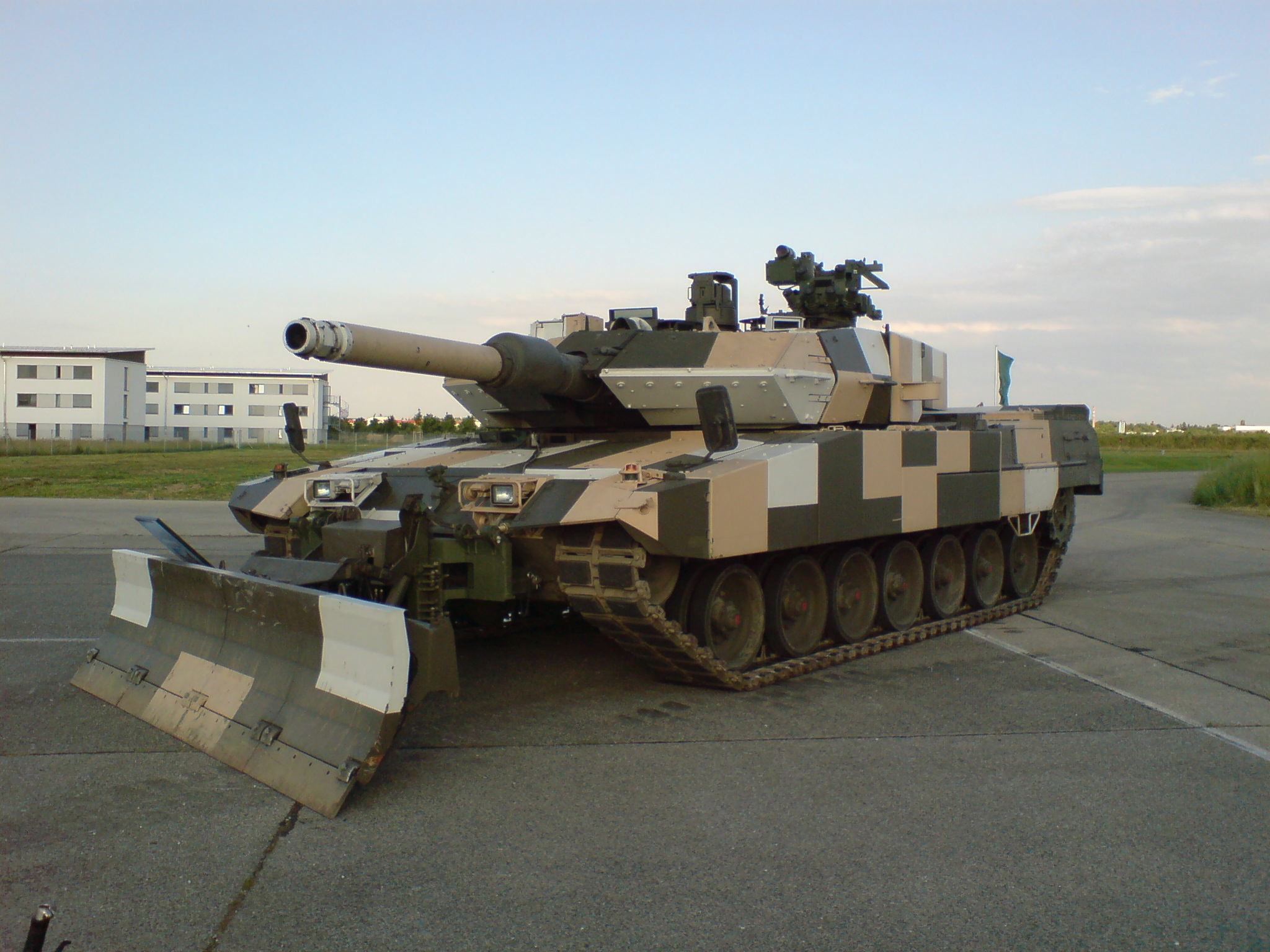
Leopard 2PSO à Munich en 2008.

En 2009, la Bundeswehr lance le projet "Anpassung KPz Leopard 2 an Aufgaben im gesamten Einsatzspektrum" (en français : Adaptation du KPz Leopard 2 aux tâches de l'ensemble du spectre opérationnel) dans le but de combiner toutes les mesures disponibles d'amélioration et de maintien des capacités et de les mettre en œuvre en 2011. Les mesures qui doivent encore être développées et qualifiées étaient prévues pour 2015. Une solution modulaire de grande taille et une solution modulaire de petite taille ont été envisagées. Le concept de grand module prévoyait que jusqu'à 50 tourelles de Leopard 2A4 conservées seraient convenablement converties, stockées et si nécessaire, placées sur des châssis de Leopard 2. À la mi-2009, cette approche a été abandonnée en raison de son coût global. Le coût d'acquisition et d'intégration a été d'environ 250 000 euros,,.

#### Leopard 2A7PSO-VT / +
Le Leopard 2PSO-VT est basé sur un Leopard 2A6NL, il a été développé en étroite collaboration entre KMW et la Bundeswehr. Contrairement au précédent PSO, un véhicule entièrement fonctionnel a été construit ici. D'autres véhicules d'essai ont été créés pour étudier des aspects

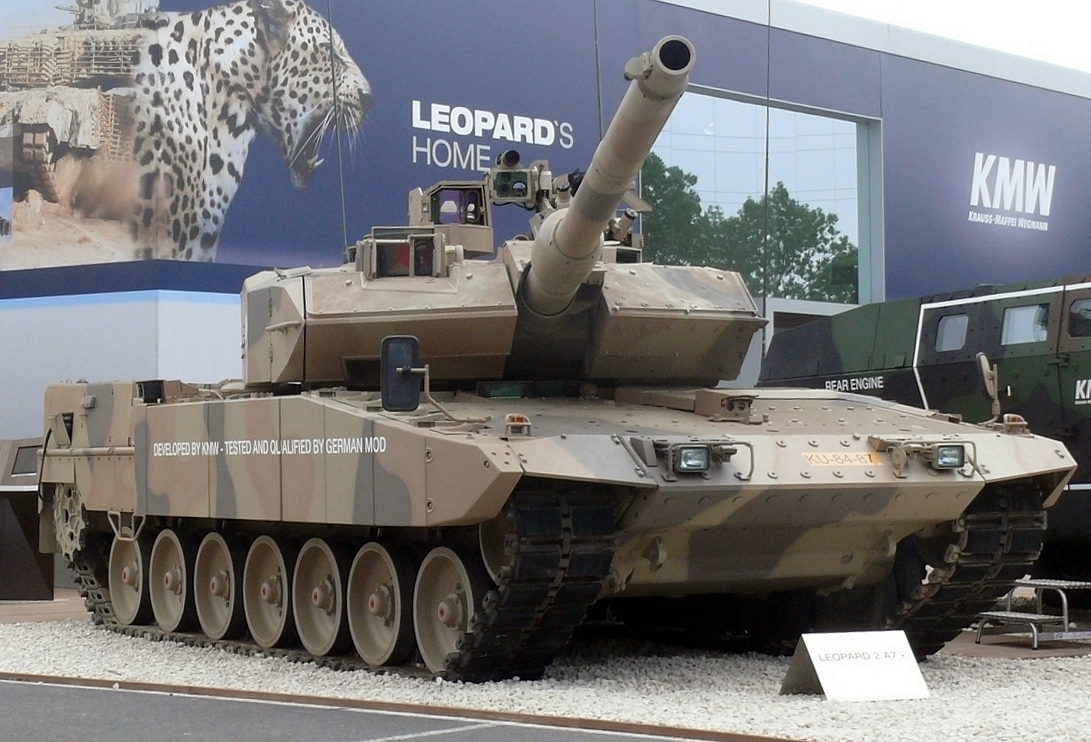
Leopard 2PSO-VT/+ à l'Eurosatory 2010.

partiels, tels que le VT-MOB, avec lequel le changement dû à l'augmentation de la masse a été examinée.
L'augmentation de la masse est principalement due aux blindages supplémentaires pour contrer les roquettes de RPG-7 et au plancher antimines.
Deux caméras sont montées sur le côté des éléments de protection. Pour une visibilité panoramique, les systèmes de vision avant et arrière sont également inclus. Il s'agissait de prototypes du système connu aujourd'hui sous le nom de SPECTUS (Spectral Technology for Unlimited Sight) et à l'époque, encore appelé VIRTUS (Visual and Infrared Technology for Unlimited Sight).
Les moyens optroniques d'observation et de reconnaissance ont été améliorés par l'utilisation d'une caméra thermique plus performante et le PERI R17 a été remplacé par le RTWL. Le système de refroidissement de l'énergie et de l'équipement de combat EKKA a été installé dans le compartiment de l'équipage à l'arrière de la tourelle, de même qu'un GAP. Le 2PSO-VT possède un tourelleau téléopéré FLW 200 et possède un téléphone pour que l'infanterie communique avec l'équipage.
Vers 2009, les plans prévoyaient initialement une petite série de 17 véhicules équipés du système de gestion du champ de bataille IFIS et de l'EKKA. Par la suite, 150 véhicules devaient être modernisés de manière plus importante, dont 50 spécifiquement dotés de capacités d'opérations urbaines. L'idée était de sélectionner des composants, à partir de l'enquête PSO-VT, qui répondaient aux exigences dans une sorte de construction modulaire. Cependant, KMW avait déjà intégré des composants et des capacités qui étaient hors de question pour la Bundeswehr.
Le PSO-VT a été testé en usine en 2009 et a également été examiné par le centre d'essais WTD91.
Le Leopard 2PSO-VT a suscité la curiosité des nations du Moyen-Orient d'une part et d'autre part l'intérêt de KMW pour étudier la nouvelle version avec les modifications dans d'autres zones climatiques non européennes. Le service des relations publiques de KMW cherchait alors un nom plus accrocheur pour le PSO-VT. Pour rendre hommage aux modifications qui n'étaient pas souhaitées par la Bundeswehr, le « + » a été choisi.

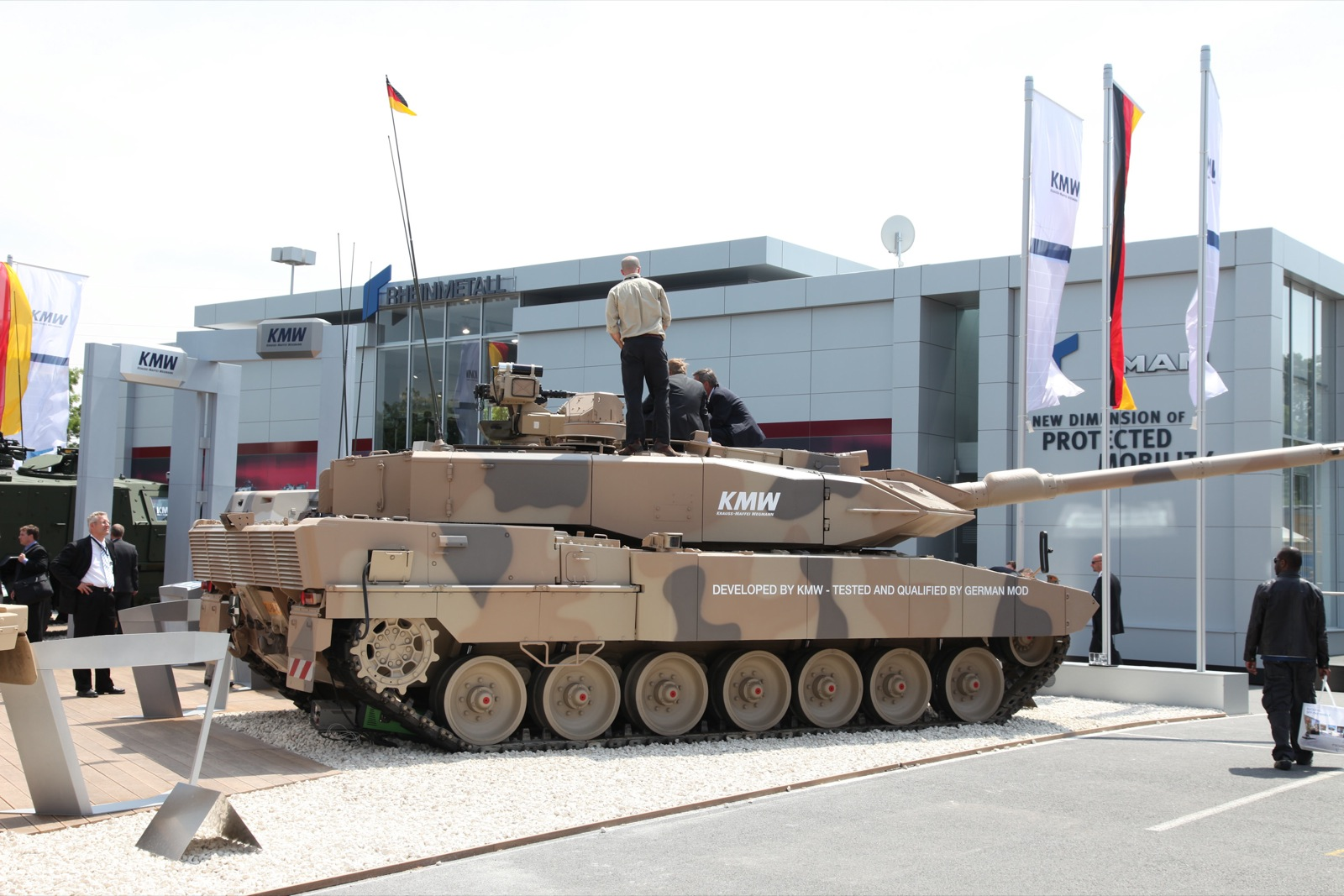
Leopard 2PSO-VT/+ à l'Eurosatory 2010.

Le véhicule a été testé et exposé à différents endroits, au Qatar et à l'Eurosatory en 2010, aux Émirats arabes unis en 2011 et en Arabie saoudite en 2012. Les résultats des tests ont été impressionnants, d'autant plus que le véhicule a fonctionné de manière assez stable et qu'il a pu être remis en service sans problème de temps ou de technique en cas de difficultés.
Au cours de son existence, le véhicule a été modifié ou adapté à plusieurs reprises.
Le Qatar a ensuite commandé 62 Leopard 2+Q qui diffère du véhicule de démonstration. L'Arabie saoudite avait fait la demande pour acheter 200 Leopard 2A7+ et avait été approuvé par le Bundessicherheitsrat (Conseil fédéral de sécurité), la production en Espagne a même été envisagée. La vente a été critiquée à l'intérieur et à l'extérieur de l'Allemagne en raison de la nature autocratique de l'État saoudien et de son implication dans la répression des manifestations populaires dans le pays voisin de Bahreïn. Les critiques ont également été émises au sein de la coalition gouvernementale de la chancelière Angela Merkel et plusieurs autres. La vente ne s'est jamais faite (voir le tableau dans Utilisateurs).
Pour la Bundeswehr, l'achat et la mise en œuvre de Leopard 2 avec le kit PSO-VT a échoué dès 2010 pour des raisons financières, la Bundeswehr et le gouvernement financé déjà les projets Puma et GTK Boxer, ainsi que des accords à l'étranger comprenant l'ISAF. Le projet global a été abandonné.

#### Leopard 2 A-RC 3.0
Lors du salon Eurosatory 2024 à Paris, KNDS présente le Leopard 2 A-RC 3.0 et fait une coupure radicale avec le nom de version singulier qui veut probablement éviter la querelle de nom Leopard 2A9 ou Leopard 3.
Selon le fabricant, toutes les variantes de Leopard 2 actuellement en service peuvent être mises à niveau pour atteindre le niveau d'équipement du Leopard 2 A-RC 3.0, ce qui rend le char entièrement rétrocompatible.
KNDS estime que le Leopard 2 A-RC 3.0 est « non seulement une solution de transition jusqu'à l'introduction du système de combat terrestre de la prochaine génération MGCS, mais aussi un précurseur technologique décisif du MGCS ».
Le char dispose d’une tourelle téléopérée développée à Cassel. Elle est extrêmement plate et réduite, cela permet de ne pas empiéter sur la caisse et de réduire son blindage. Le canon est approvisionné par un chargeur linéaire automatique modulaire pouvant tirer trois obus en dix secondes, dont les calibres peuvent être choisis entre 120 et 140 mm selon KNDS. Cela indique que la tourelle peut également accueillir l'arme de 130 mm L/52 de Rheinmetall. L’équipage est composé d’un commandant, d’un pilote et d’un tireur, tous logés dans un caisson de protection interne. Il dispose d’un tourelleau téléopéré armé d’un canon de 30 mm x 113 mm, qui lui permet d'engager l’infanterie, les drones, mais également les munitions téléopérées (MTO). Il dispose par ailleurs d’un lance missile anti-char permettant d'atteindre des cibles à vue directe comme masquées. Il est équipé de différents senseurs pour détecter les menaces, comme un système de détecter laser et un détecteur de drone.
Le Leopard 2 A-RC 3.0 fait environ 60 tonnes selon la configuration.
La protection polyvalente se compose d'une protection balistique avec une combinaison de blindage multicouche, de blindage réactif et d'un système de protection active Trophy,,,.

#### KF51 Panther
Le Panther KF51 (en allemand : Kettenfahrzeug, véhicule à chenille) est un char de combat conçu sur les fonds propres de la firme allemande Rheinmetall pour les marchés étrangers. Le char est dévoilé le 13 juin 2022 au salon international de la défense Eurosatory.

### Prototypes

#### EMBT
L'Enhanced Main Battle Tank (EMBT) est un démonstrateur technologique franco-allemand de char de combat conçu par la holding européenne de l'industrie de la défense, KNDS. Le char est dévoilé le 13 juin 2022 au salon international de la défense Eurosatory.

#### Strv 122B avec viseur panoramique Panoramic Low-Signature Sight (PLSS)
Dans le début des années 2000, à des fins d'essai, le Strv 122B immatriculé "122002" a été équipé du viseur panoramique PLSS de Saab System. Le PLSS est monté sur un mât télescopique à la place du PERI,,.

## Caractéristiques techniques

### Armement

#### Principal

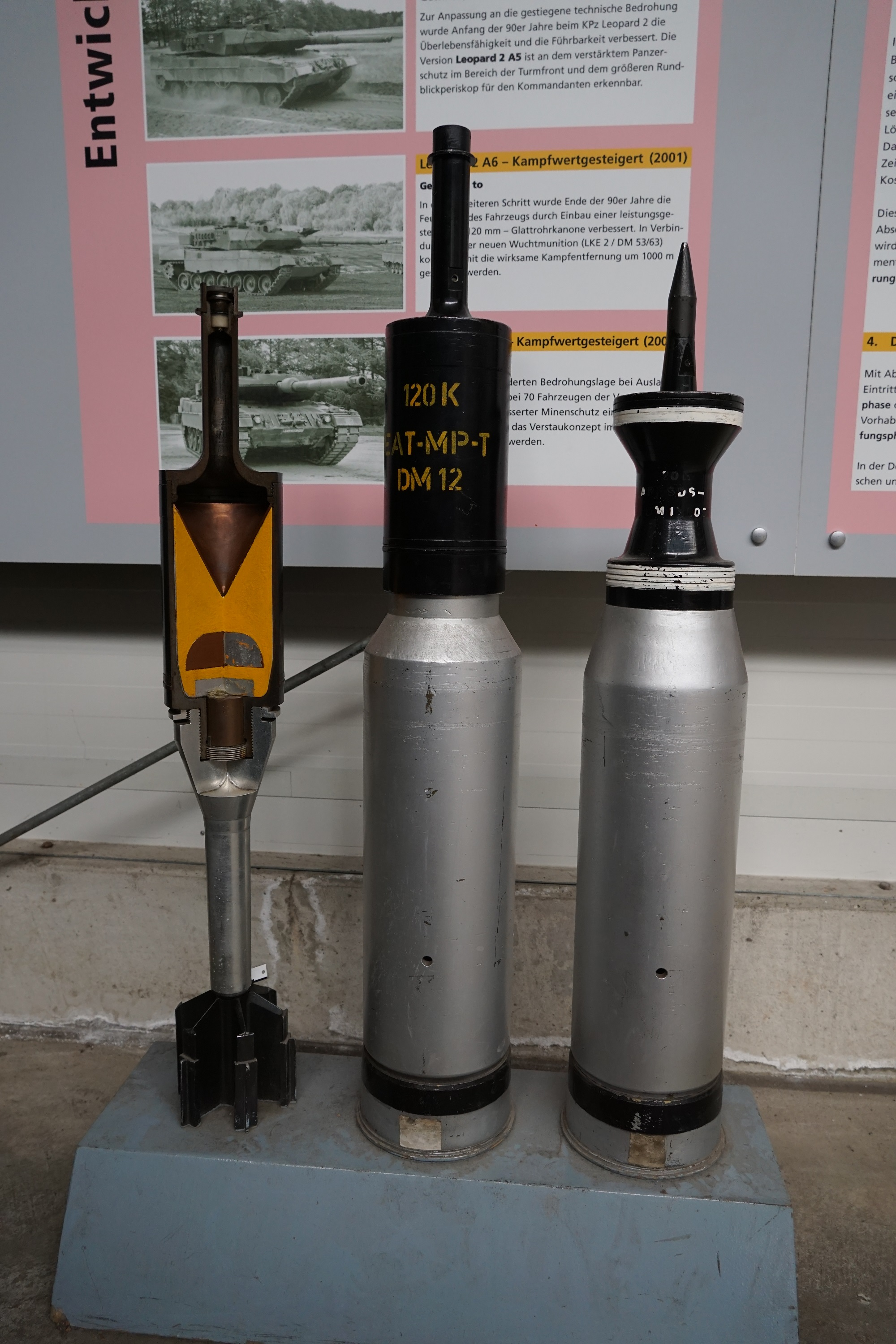
Munitions allemandes de 120×570mm au standard OTAN, à gauche et au milieu l'obus explosif à charge creuse DM12, à droite l'obus-flèche DM13.

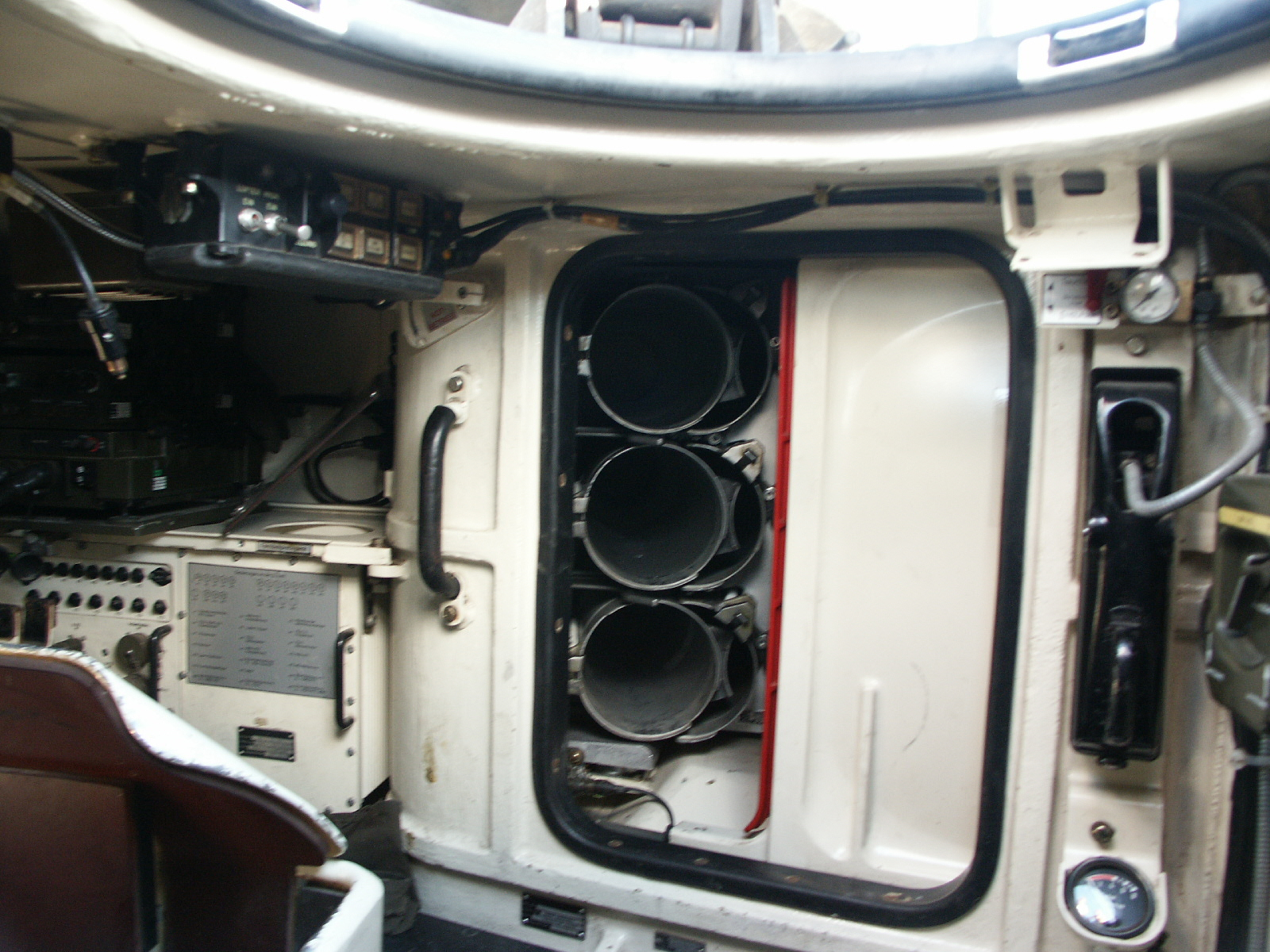
La soute avec les munitions prêtes à l'emploi est située juste derrière le poste du chargeur.

Le Leopard 2 est armé d'un canon lisse Rh-120 L/44, ce canon possède un débattement de -9° à +20°, le pointage du canon est assuré par un système hydraulique WNA-H22 comprenant entre autres un moteur hydraulique situé dans un compartiment à l'arrière droit de la tourelle, derrière le chef de char.
Sur le Leopard 2A5, le système de pointage hydraulique du canon (risque d'incendie) est remplacé par un système entièrement électrique appelé EWNA fonctionnant à l'aide de moteurs électriques.
Le Leopard 2A6 est armé d'une version allongée du canon Rh-120 appelée Rh-120 L/55, 1,3 m plus long, il permet d'accroitre la vélocité des munitions de 120 mm et donc leur portée pratique.
Les munitions en tourelle sont rangées dans une soute située dans la partie arrière gauche de la tourelle, cette soute contenant quinze obus de 120 mm possède une porte blindée coulissante et un panneau anti-explosion détachable, qui se libère en cas d'explosion des munitions.
Les vingt-sept autres munitions de 120 mm sont rangées dans un unique râtelier placé à gauche du pilote.
Pour réduire la vulnérabilité du râtelier face aux mines et EEI, le Leopard 2A6M n'embarque que vingt-deux munitions en caisse, la dernière rangée du râtelier ayant été supprimée.

#### Secondaire
Une mitrailleuse coaxiale MG 3A1 est montée à gauche de l'armement principal, elle est alimentée par une bande de 1 000 cartouches. 3 750 cartouches sont embarquées en réserve. Une mitrailleuse additionnelle du même calibre peut être montée devant la trappe du chargeur.
Seize lance-pots fumigènes Wegmann de 76 mm sont montés sur les flancs arrières de la tourelle.

### Moyens d'observations et conduite de tir
Le tireur dispose d' :

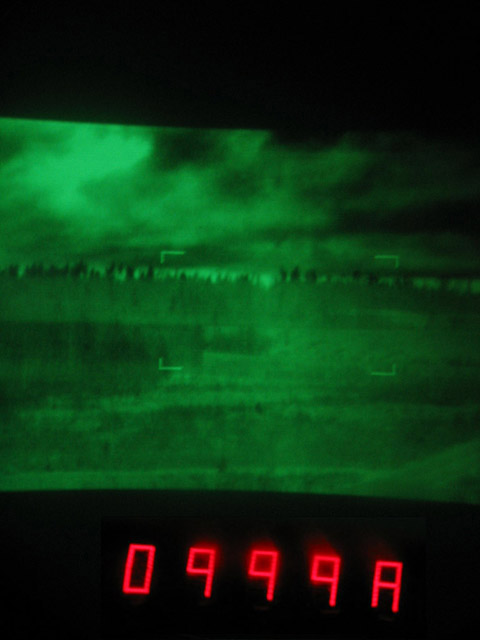
L'image affichée en grand champ par la caméra thermique du viseur du tireur EMES 15, les chiffres en rouge indiquent une distance mesurée supérieure ou égale à 9990 m.

- un viseur stabilisé jour/nuit Atlas Elektronik EMES 15. Monté à l'avant droit de la tourelle, il possède une tête de visée comprenant deux fenêtres, l'une pour la voie jour et l'autre pour la voie nuit (thermique). La voie jour possède un unique grossissement ×12 (plus un ×3 sur les Strv 122 suédois). Il intègre un télémètre laser Zeiss-Eltro Optronik type CE628 (Nd:YAG) et une caméra thermique WBG-X de première génération, tous deux conçus par Zeiss Eltro Optronic. La caméra thermique possède deux grossissements: ×4 et ×12. Cette dernière est remplacée sur le Leopard 2A7V par une nouvelle de troisième génération appelée Attica GL[76] ;
- un viseur monoculaire de secours FERO Z18 placé dans la partie droite du masque du canon de 120 mm, possède un unique grossissement × 8. L'avant de la tourelle du Leopard 2A5 ayant été refait, ce dernier possède un viseur FERO Z18A2 dont l'objectif se trouve sur la partie supérieure du masque du canon. Le Leopard 2A6 possède le modèle FERO-Z18A6 possédant un réticule dont la symbologie a été indexée[77].

Le chef de char dispose :

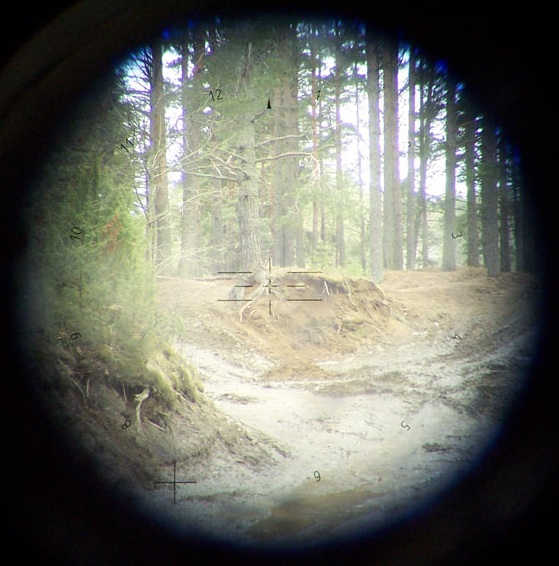
Vue depuis le viseur panoramique PERI R17A1.

- d'un viseur panoramique stabilisé PERI R17A1 monté sur le toit de la tourelle, devant le tourelleau du chef de char. Il possède deux voies pour l'observation de jour (grossissements ×2 et ×8). Ce viseur permet l'observation et le tir en marche. Le Leopard 2A5 possède une version améliorée intégrant une caméra thermique Ophelios-P[77] de deuxième génération (grossissements ×3, ×12 et ×24). Le PERI R17A2 est, cette fois, monté en position centrale derrière le tourelleau du chef de char.

### Mobilité

#### Train de roulement
Il comporte sept galets de roulement en acier et quatre rouleaux porteurs sur lesquels reposent des chenilles Diehl 570F à connecteurs à demi-corps disposant de semelles en caoutchouc amovibles. Ces chenilles sont entrainées par un barbotin à onze dents.
Le premier, le deuxième, le troisième, le cinquième et le septième galet disposent chacun d'une butée d'arrêt comprenant un amortisseur. Les galets de roulement font 81 cm de diamètre et sont dotés de bandages en caoutchouc.
Depuis la fin des années 1990, plusieurs pays ont choisi d'utiliser les nouvelles chenilles Diehl 570FT qui atténuent mieux les vibrations.

#### Motorisation

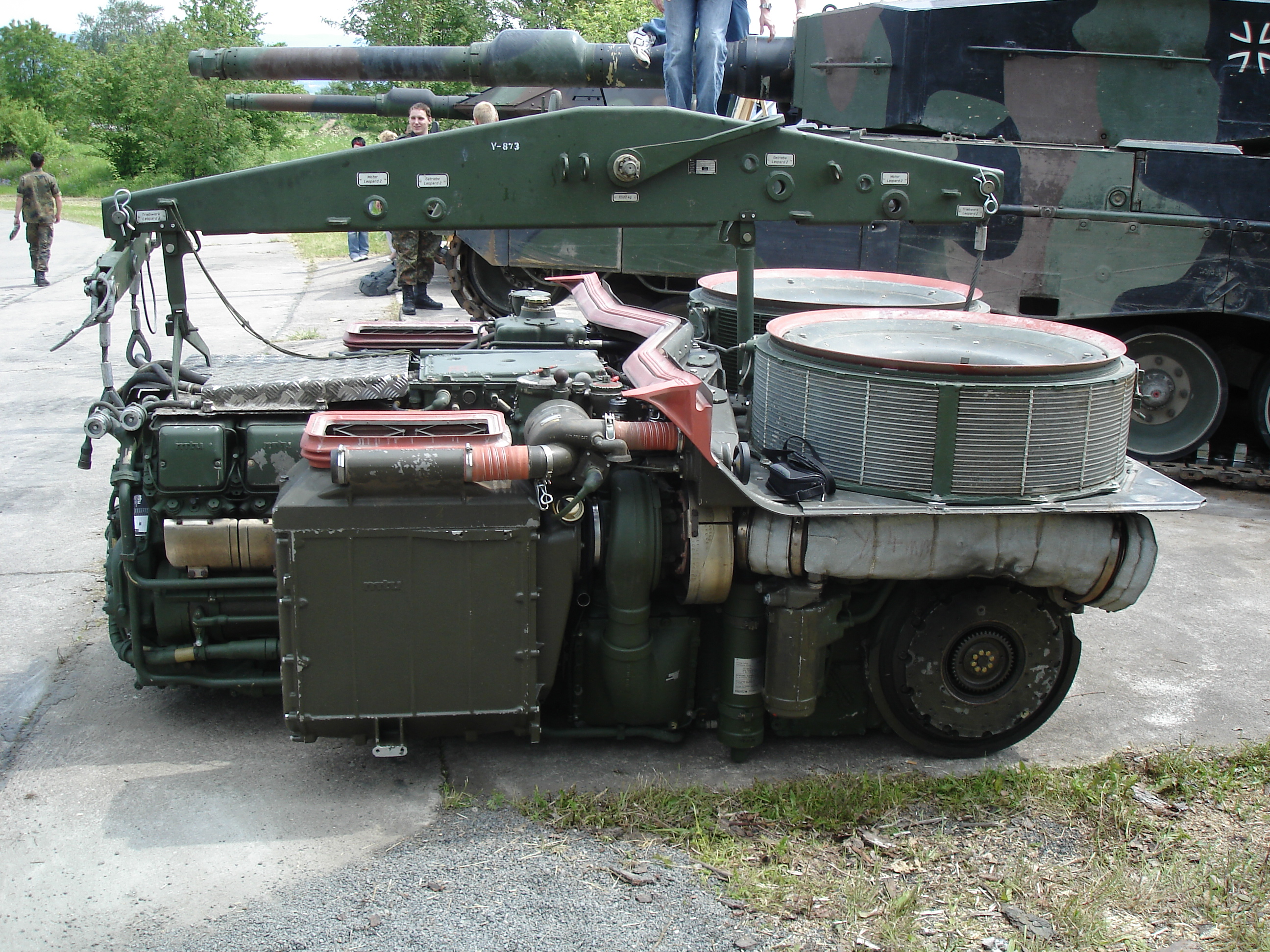
Le groupe motopropulseur comprend le moteur, la boîte de mécanismes, les filtres à air et la poutre de refroidissement.

Le Leopard 2 est mû par un moteur Diesel MTU MB 873 Ka-501 à refroidissement liquide, il possède douze cylindres et est doté d'une suralimentation par turbocompresseur. Sa puissance nominale est de 1 500 chevaux (1 104 kW) à un régime de 2 600 tr/min pour un couple maximal de 4 700 N m à 1 600 tr/min. Le MB 873 Ka-501 est dérivé du Daimler-Benz MB 873 Ka-500 qui fut utilisé sur les prototypes du Leopard 2 dans les années 1970 et sur le KPz-70 à la fin des années 1960. Il reçut l'appellation Ka-501 après que sa cylindrée de 39,8 l eut été augmentée à 47,6 l dans le but d'augmenter le couple moteur ainsi que sa fiabilité. Par rapport au Ka-500, le Ka-501 n'est plus polycarburant mais peut encore fonctionner avec un mélange comprenant au moins 60 % de Diesel. Il affiche une consommation spécifique de carburant de 250 g/kWh. Son poids à sec, sans la poutre de refroidissement, est de 2 250 kg. Le poids total du groupe motopropulseur est de 6 120 kg, la dépose de ce dernier peut être effectuée en 35 minutes.

##### Transmission
La boîte de mécanismes Renk HSWL 354/3 intègre principalement une boîte de vitesses automatique, une direction hydrostatique et un ralentisseur hydrodynamique. Son poids est de 2 250 kg (2 100 kg à sec).

### Blindage

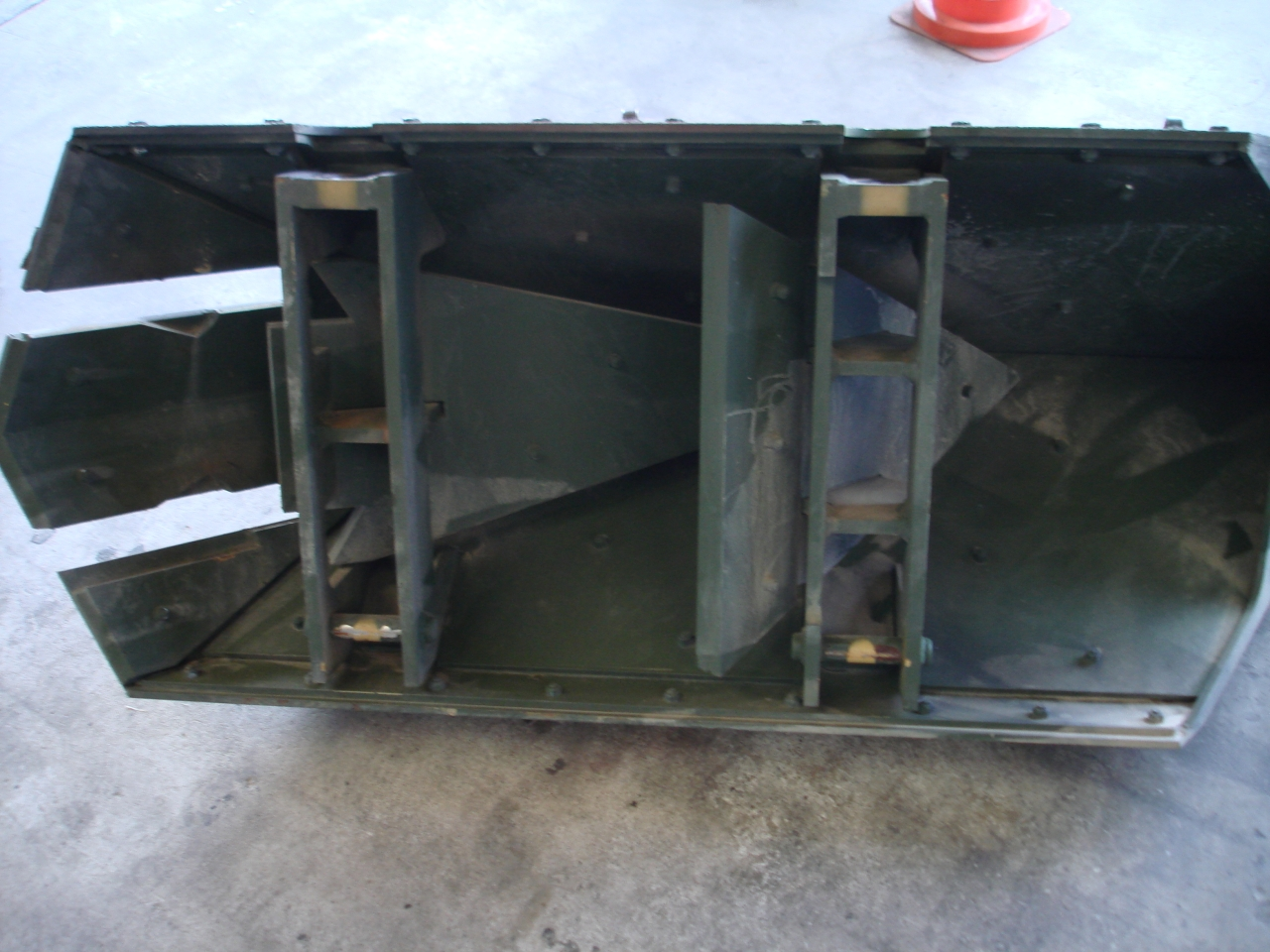
Un des éléments du blindage rapporté du Leopard 2A5, celui-ci est monté juste à gauche du masque du canon.

En 1970, dans le cadre du projet MBT-70, un futur char de combat germano-britannique, les Britanniques présentèrent, pour la première fois, leur blindage composite Burlington à une délégation allemande. La coopération qui s'ensuivit a permis aux ingénieurs ouest-allemands d'acquérir des données et des informations concernant la conception et le fonctionnement du blindage Burlington.
Cependant, durant le développement du Leopard 2, une version spécifique dénommée « B-Technologie » mettant plus l'emphase sur la mise en échec des obus-flèches fut développée par l'Allemagne.
La protection balistique du secteur frontal (angle de 30° en partant de chaque côté du canon) des premiers Leopard 2 était capable de stopper des obus-flèches de calibre 115 mm à une distance 1 000 mètres, de 125 mm à une distance de 1 500 mètres et de résister au missile antichar MILAN 1.
En 1988, les Leopard 2A4 (à partir du 97e char de la deuxième tranche du 6e lot de production) reçoivent un blindage composite de deuxième génération appelé « C-Technologie ». Intégrant des céramiques, il augmente la masse du char de 1 350 kg et est capable de stopper des obus-flèche DM23 de calibre 120 mm ainsi que des missiles antichars HOT-1 tirés dans un secteur frontal de 30° à droite et à gauche.

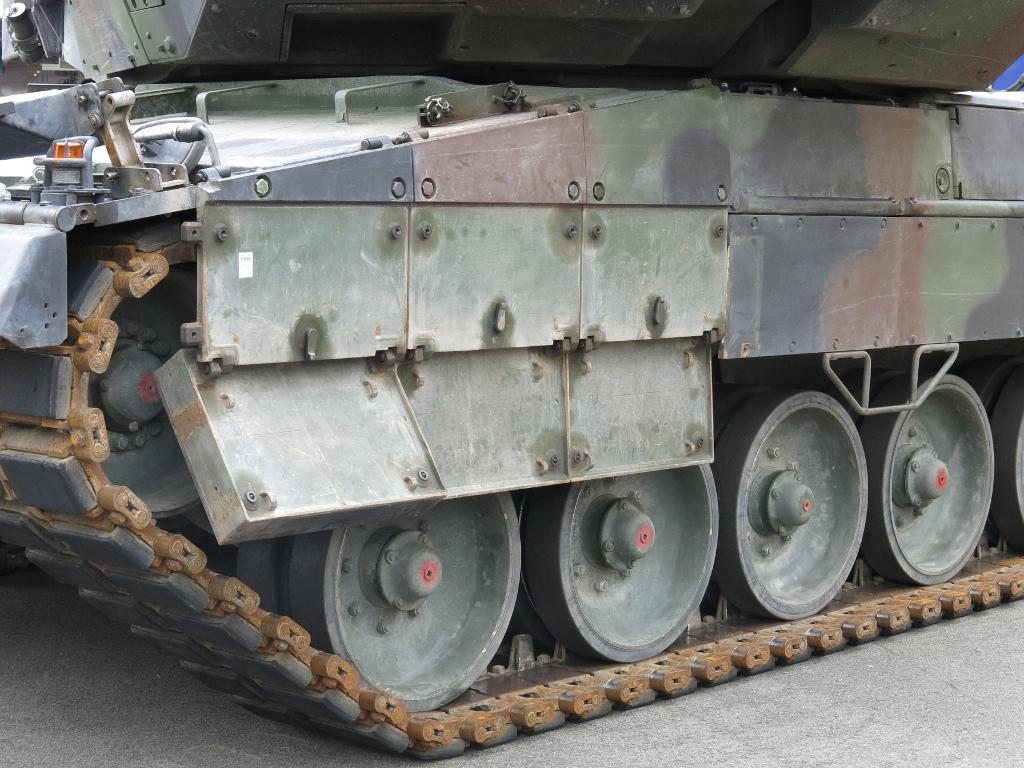
Le nouveau modèle de pré-blindages latéraux monté à partir du Leopard 2A5 pivote vers l'intérieur afin de limiter la largeur du char lors de son transport sur wagon ferroviaire.

Les Leopard 2A4 du 8e lot de production voient leurs pré-blindages latéraux remplacés par de nouveaux. Ces derniers font partie du kit de blindage rapporté D-Technologie que l'on retrouvera comme éléments de surblindage sur les Leopard 2A5.
Afin d'améliorer sa résistance face aux obus-flèches et aux missiles antichar à charge creuse en tandem, la version A5 est dotée d'un blindage rapporté en forme de pointe de flèche monté sur charnières.
Deux éléments de 500 kg chacun sont montés de part et d'autre du canon tandis que deux plus petits protègent les coins avant de la tourelle.
Les éléments du blindage rapporté sont constitués d'une succession de fines plaques d'acier séparées par des couches d'élastomère. Ce type de blindage a un fonctionnement similaire à celui des plaques accélérées par choc et permet à l'avant de la tourelle de stopper des obus-flèches DM43 de calibre 120 mm tirés à une distance inférieure ou égale à 2 000 m.
Le Strv 122 suédois, le Leopardo 2E espagnol et le Leopard 2A6 HEL grec intègrent tous les éléments du blindage D-Technologie. Ainsi, leur glacis est recouvert d'une plaque de blindage composite supplémentaire tandis que le toit de la tourelle se voit protégé par un blindage composite dans le but de contrer les attaques verticales type bombelettes.
Les versions revalorisées du Leopard 2 telles que les Leopard 2A4 "Evolution", "Revolution", PSO, Leopard 2A7+ disposent de surblindages composites AMAP développés par la firme allemande IBD Deisenroth Engineering.

#### Plancher antimines

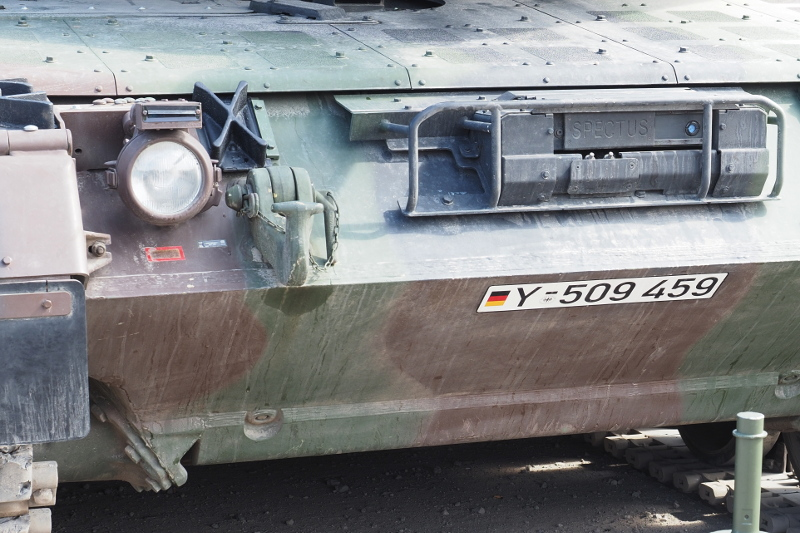
Plancher antimines visible en bas de la caisse comme ce Leopard 2A6MA3.

En 2001, des essais balistiques furent effectués avec des engins explosifs improvisés (EEI). Les essais ont montré que le char présentait des faiblesses au niveau de son blindage, de sa conception et de sa construction. En raison du contexte, il était désormais convenu qu'un char moderne soit attaqué par une mine ou un EEI plutôt qu'un autre char.
La Bundeswehr a lancé en peu de temps un programme technologique visant à mettre au point une protection efficace contre les mines. La Suisse, les Pays-Bas, la Norvège et la Suède ont également participé à ce programme. Le premier char qui devait en être équipé était le Leopard 2A5 en raison de son déploiement au Kosovo en 2000, mais cela ne fut pas fait en raison du besoin opérationnel urgent. Le projet a donc été repoussé jusqu'en 2004 où un contrat fut signé pour la livraison de 15 Leopard 2A6M,.
Un autre plancher antimines existe, développé et fabriqué par Ingenieurbüro Deisenroth (de) (IBD), l'AMAP-M (Advanced Modular Armor Protection (de) Mine Protection), ce plancher antimines est monté sur le démonstrateur MBT Evolution.

### Système de communication

#### Radios
Les Leopard 2 allemands utilisaient les radios SEM 25 (de) et 35 (de) jusqu'au Leopard 2A2, remplacées à partir du Leopard 2A3 par les radios SEM 80 (de) et 90 toutes fabriquées par Standard Elektrik Lorenz (de). La SEM 25 et la SEM 35 couvrent entre 26 et 69,95 MHz, l'émetteur peut être commuté sur deux niveaux de puissance : 1 W et 15 W. Les SEM 80/90 couvrent quant à elle 30 et 79,7 MHz, la puissance de la SEM 80 est entre 0,4 et 4 W, pour la SEM 90 la puissance est entre 4 et 40 W.

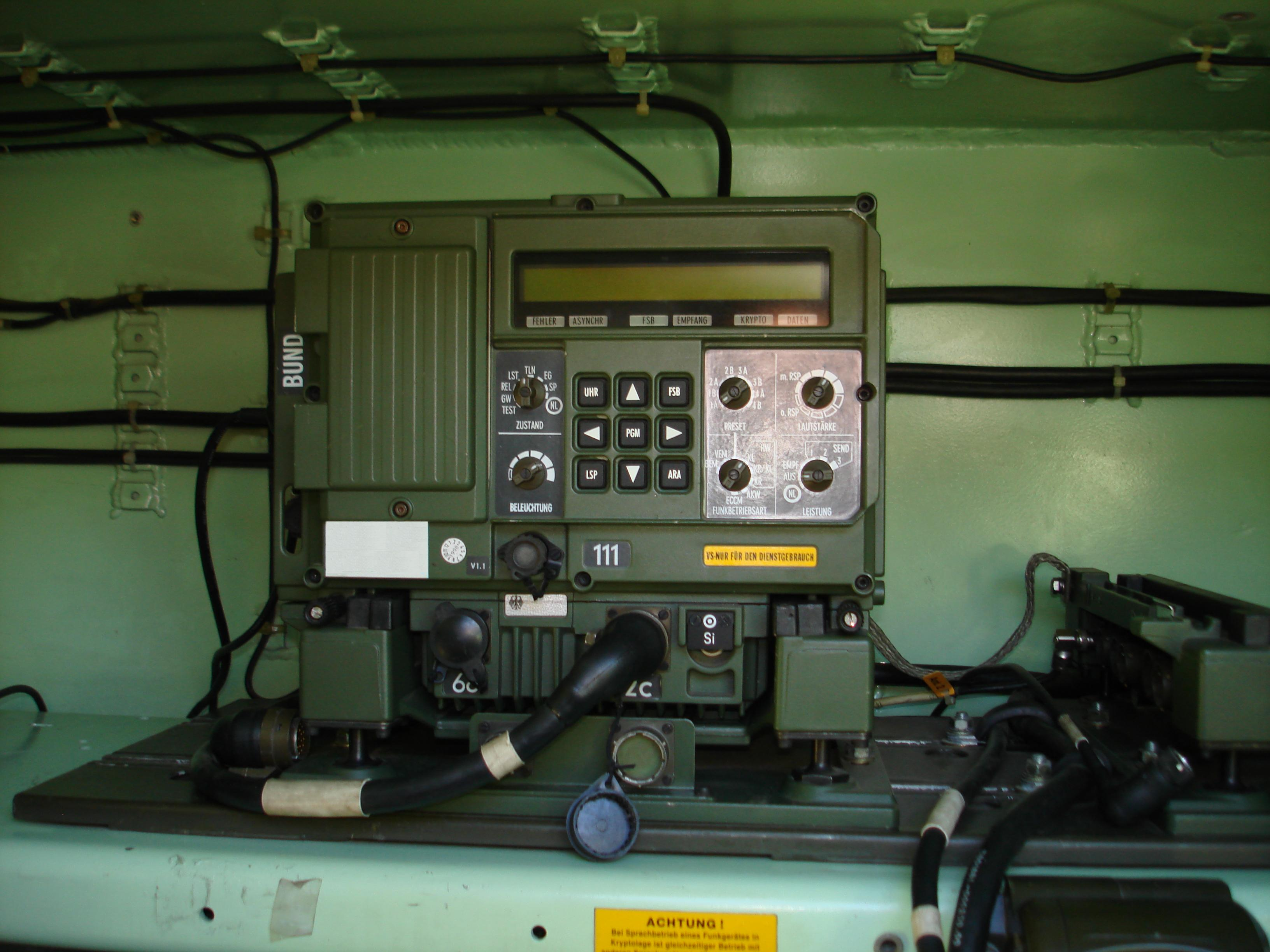
SEM 93

Les versions de commandement des Leopard 2 possèdent une radio supplémentaire qui est la SEM 93 (de), elle couvre entre 30 et 79,97 MHz, avec trois niveaux de puissance : 0,4 W, 4 W et 70 W. La SEM 93 permet aussi de crypter les communications.
En 2021, la Bundeswehr confie à Thales le maintien de ses radios SEM 80/90. Car Thales avait racheté la société Standard Elektrik Lorenz,.
Les Néerlandais utilisent la radio VHF RT3600 construit par Philips. Cette radio couvre entre 26 et 70 MHz avec une déviation de 10 kHz et un espacement des canaux de 50 kHz. La puissance de sortie est de 2 W, mais peut être augmentée à 30 W en installant l'amplificateur de puissance AM-3600. La RT36000 à la capacité de crypté la communication,.
La Suisse utilisait la radio américaine VRC-46 construit par Avco Corporation, dans la configuration SE-412ABC, deux émetteurs-récepteurs permettaient de communiquer simultanément sur deux fréquences. La configuration SE-412ABC est composé de l'émetteur-récepteur RT-524/A et de l'émetteur-récepteur SE-412/K avec le RT-264. La radio couvre entre 30 et 75,95 MHz avec une puissance de sortie entre 35 et 40 W,,. Elle est remplacée dès 2001 par des SE-235/m2+ français,.
L'Espagne utilise dans les Leopard 2E, la radio française VHF de chez Thalès PR4G. La PR4G couvre entre 30 et 88 MHz, ça puissance de sortie ce situe entre 0,4 et 40 W,,.
La VRC-959 est la radio, monté à bord des Leopard 2 finlandais,.
Les Hongrois, Canadiens, Grecques, Chiliens, Singapouriens utilisent leurs propres radios.

#### Intercom
Différents intercom sont utilisés à travers le monde, les Espagnols, les Autrichiens utilisent la ROVIS (AN/VIC-3) de chez Chelton.

#### Téléphone d'infanterie

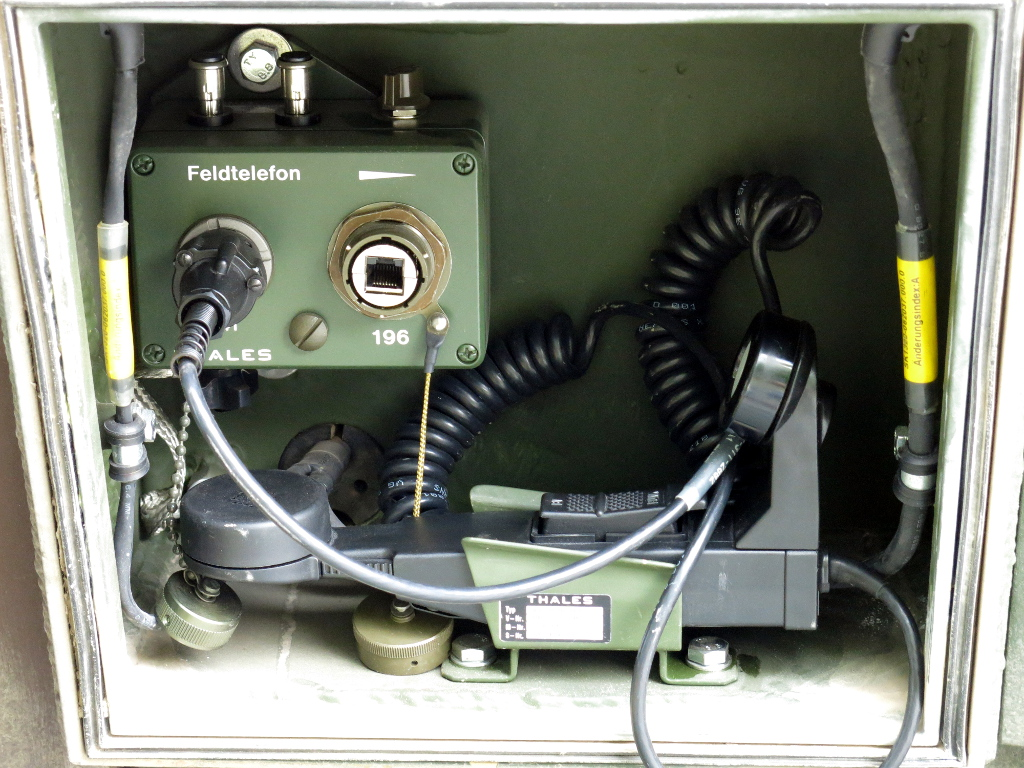
SOTAS-IP

Certains Leopard 2 possèdent un téléphone pour que l'infanterie puisse communiquer avec le blindé. La Grèce, le Canada, la Suède utilisent leurs propres téléphones. Cependant, les Allemands utilisent le SOTAS-IP de Thales.

## Histoire opérationnelle

### Service dans les différents pays utilisateurs

#### Allemagne de l'Ouest → Allemagne

##### Dans les PanzerBataillon

###### Gebirgspanzerbataillon 8 (GebPzBtl 8)

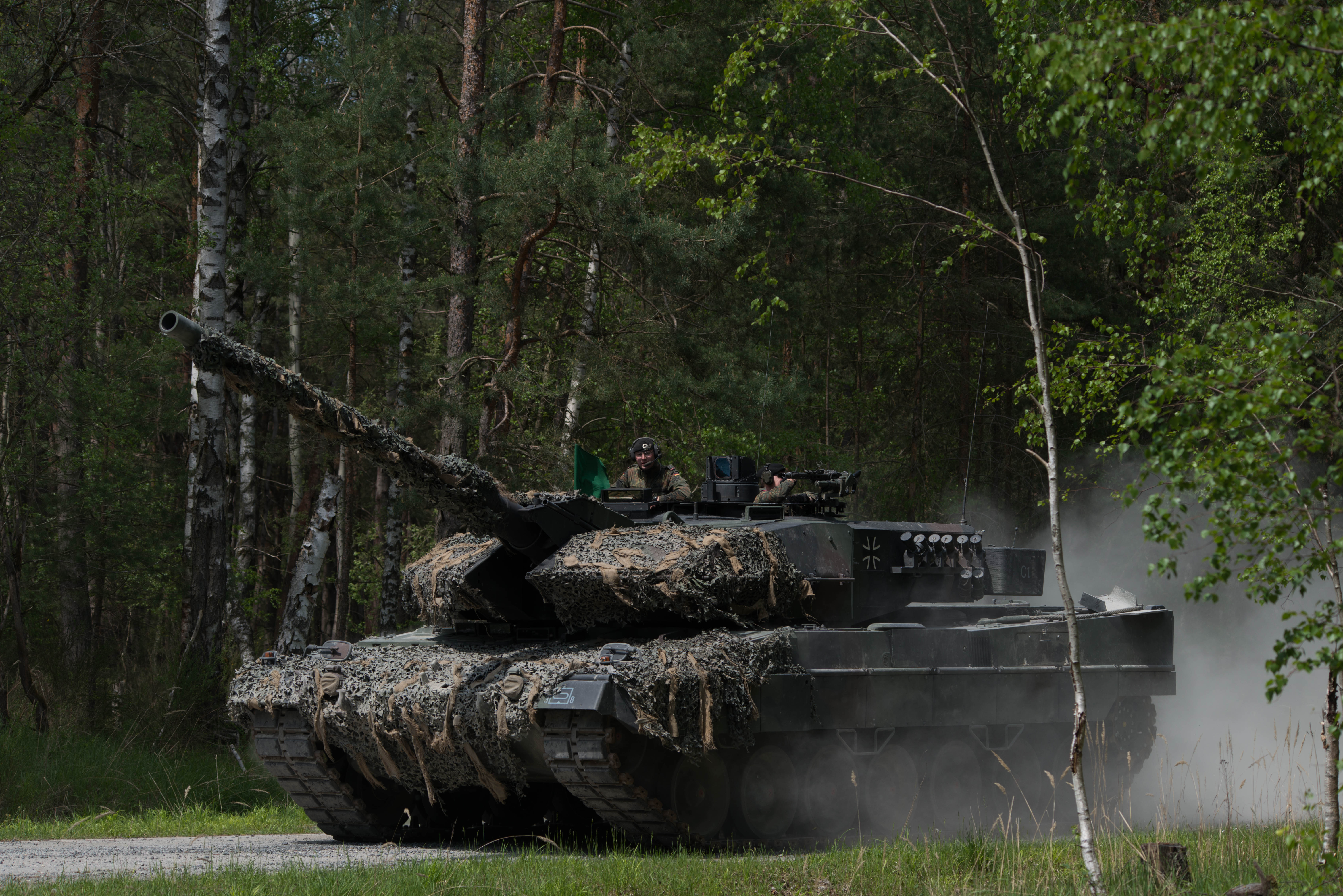
Leopard 2A6 de la 3. Kompanie, GebPzBtl 8, durant le SETC 2016.

Le GebPzBtl 8 reçoit ses Leopard 2 en 1992, cependant l'unité est dissoute en 1997. Elle est réactivée en septembre 2014. Jusqu'en 2021, le bataillon était partiellement actif, c'est-à-dire que deux des quatre compagnies étaient en service actif ou étaient des compagnies de réserve. Outre les 1re et 2e compagnies non actives stationnées à Pfreimd, la 3e compagnie était rattachée au niveau organisationnel au Panzerbataillon 104 à Pfreimd et la 4e compagnie au Panzerbataillon 393 à Bad Frankenhausen. Pour la reconstitution du Panzerbataillon 363 à Hardheim, la 3e compagnie du Gebirgspanzerbataillon 8 y a été transférée le 1er octobre 2020 et la 4e compagnie de ce bataillon le 1er avril 2021. Les deux compagnies sont désormais subordonnées au Panzerbataillon 363.
En 2014, le GebPzBtl 8 utilisait des Leopard 2A6.

###### Panzerbataillon 21 (PzBtl 21)
Le Panzerbataillon 21 opère des Leopard 2 à partir de 1982, jusqu'à sa dissolution en septembre 1992.

###### Panzerbataillon 23 (PzBtl 23)
Le Panzerbataillon 23 reçoit ses Leopard 2A0 en 1981, l'unité est dissoute en mars 1992.

###### Panzerbataillon 24 (PzBtl 24)
Le Panzerbataillon 24 opère ses Leopard 2A0 à partir de 1981, l'unité est dissoute en décembre 2003.

###### Panzerbataillon 31 (PzBtl 31)
Le Panzerbataillon 23 reçoit ses Leopard 2A0 en 1982, l'unité est dissoute en décembre 2003.

###### Panzerbataillon 33 (PzBtl 33)
Le Panzerbataillon 23 reçoit ses Leopard 2A0 en 1981. Le 30 novembre 1995, le PzBtl 33 reçoit son premier Leopard 2A5, mais il n'a eu qu'une courte durée de vie au sein du bataillon. En septembre 2003, l'unité a dû rendre ses Leopard 2A5 et a reçu des Leopard 2A4 plus anciens. En novembre 2006, le bataillon est finalement passé sur Leopard 2A6,

###### Panzerbataillon 61 (PzBtl 61)
Le Panzerbataillon 61 opère ses Leopard 2A4 à partir de 1985, jusqu'à sa dissolution en septembre 1992.

###### Panzerbataillon 63 (PzBtl 63)
Le Panzerbataillon 61 opère ses Leopard 2A4 à partir de 1985, jusqu'à sa dissolution en décembre 2002.

###### Panzerbataillon 64 (PzBtl 64)

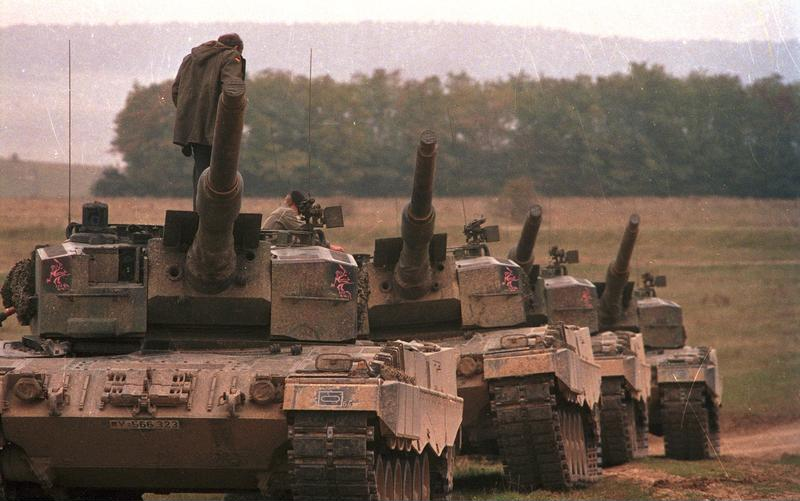
Leopard 2A4 du PzBtl 64

En 1985, le PzBtl 64 reçoit des Leopard 2A4 et les utilise jusqu'en 2005 où le bataillon reçoit des Leopard 2A6M. Le bataillon est dissous en 2007.

###### Panzerbataillon 81 (PzBtl 81)
Le Panzerbataillon 23 reçoit ses Leopard 2A0 en 1981, jusqu'à sa dissolution en septembre 1992.

###### Panzerbataillon 83 (PzBtl 83)
En 1985, le PzBtl 83 reçoit ses Leopard 2A4, jusqu'en 1992.

###### Panzerbataillon 84 (PzBtl 84)
En janvier 1981, le PzBtl 84 reçoit ses Leopard 2A0. Le 19 mars 1999, la 3e compagnie du PzBtl 94 reçoit des Leopard 2A5. Le bataillon utilise des Leopard 2A4 et Leopard 2A5 jusqu'en 2002 où le bataillon est dissous.

#### Pays-Bas

##### Acquisition et modernisations
Les Pays-Bas sont le premier pays à avoir utilisé le Leopard 2 après l'Allemagne. Ils se sont très vite montrés intéressés par l'expérience acquise durant l'acquisition et l'utilisation des Leopard 1. Deux chars furent envisagés pour le remplacement des Centurion, le M1 Abrams et le Leopard 2A1. Les résultats de l'essai comparatif entre l'Allemagne et les États-Unis ont servi de base à une évaluation technique. En février 1979, une décision a été prise en faveur du Leopard 2. En mars 1980, les ministres de la Défense de l'Allemagne et des Pays-Bas ont décidé que le développement et l'utilisation du Leopard 2 se poursuivraient à l'avenir. Avant la livraison des premiers Leopard 2 de série, au moins un Leopard 2 du premier lot de production a été mis à la disposition de l'armée royale néerlandaise afin qu'elle puisse acquérir une expérience de première main.

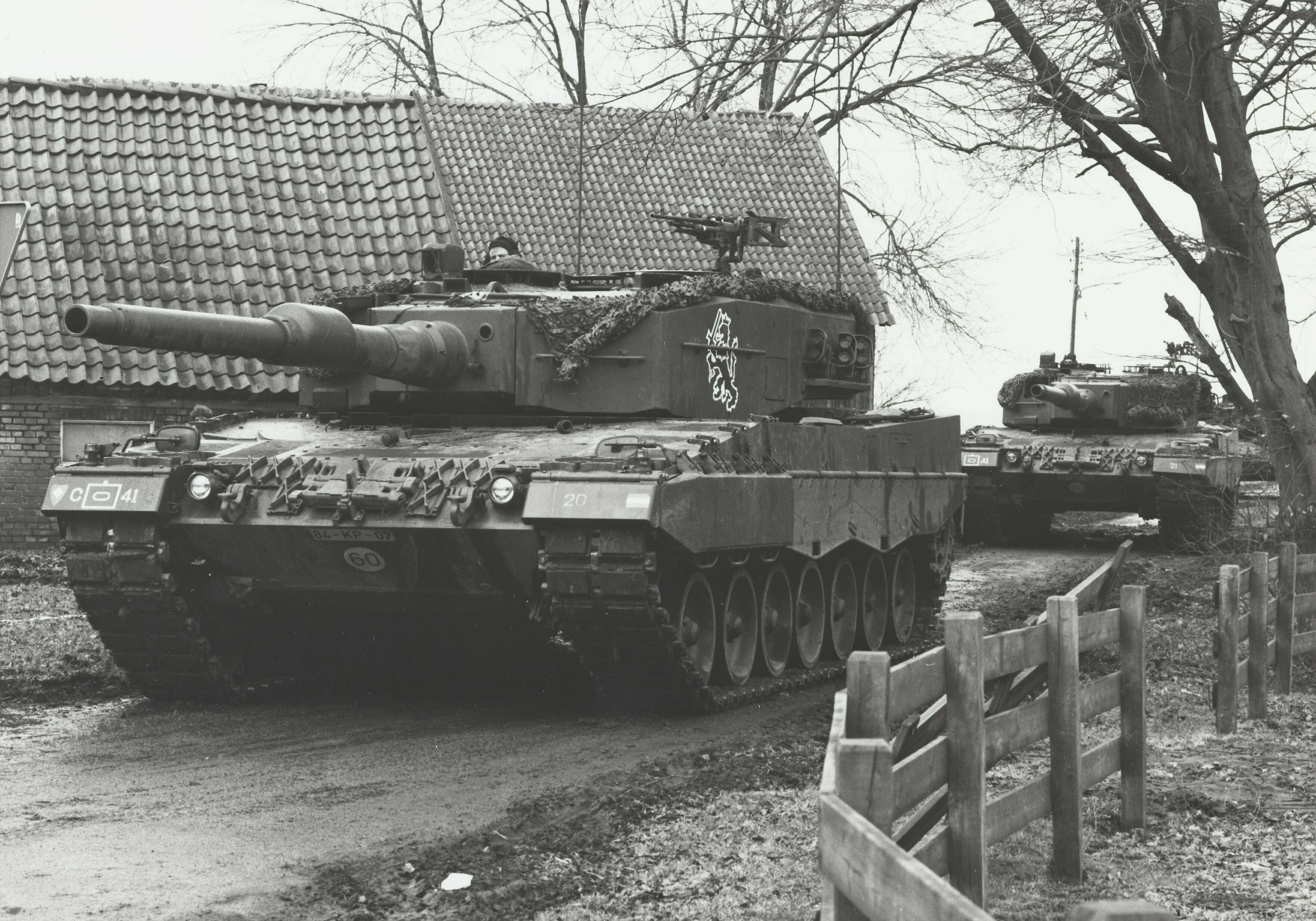
Leopard 2A4NL de la compagnie C du 41 Tankbataljions durant un exercice.

Le 3 septembre 1981, le premier Leopard 2NL a été officiellement remis à l'armée royale néerlandaise à Amersfoon. Les véhicules de série sont entrés en service à partir de 1983. Les premières unités équipées ont été les 41 (nl) et 43 Tankbataljons (nl) basés en Allemagne. À partir de 1984, le 103 Verkenning Bataljon a reçu ses véhicules. D'autres unités ont suivi, et le dernier véhicule a été remis en 1986.
Les Leopard 2A1NL ont été convertis en Leopard 2A4NL. Des modifications ont été effectuées, avec l'ajout d'une mitrailleuse MAG en 7,62x51 mm de FN Herstal, une nouvelle radio RT3600, le remplacement des pots lance fumigènes par 3x2 pots, de nouveaux socles d'antenne et antennes.

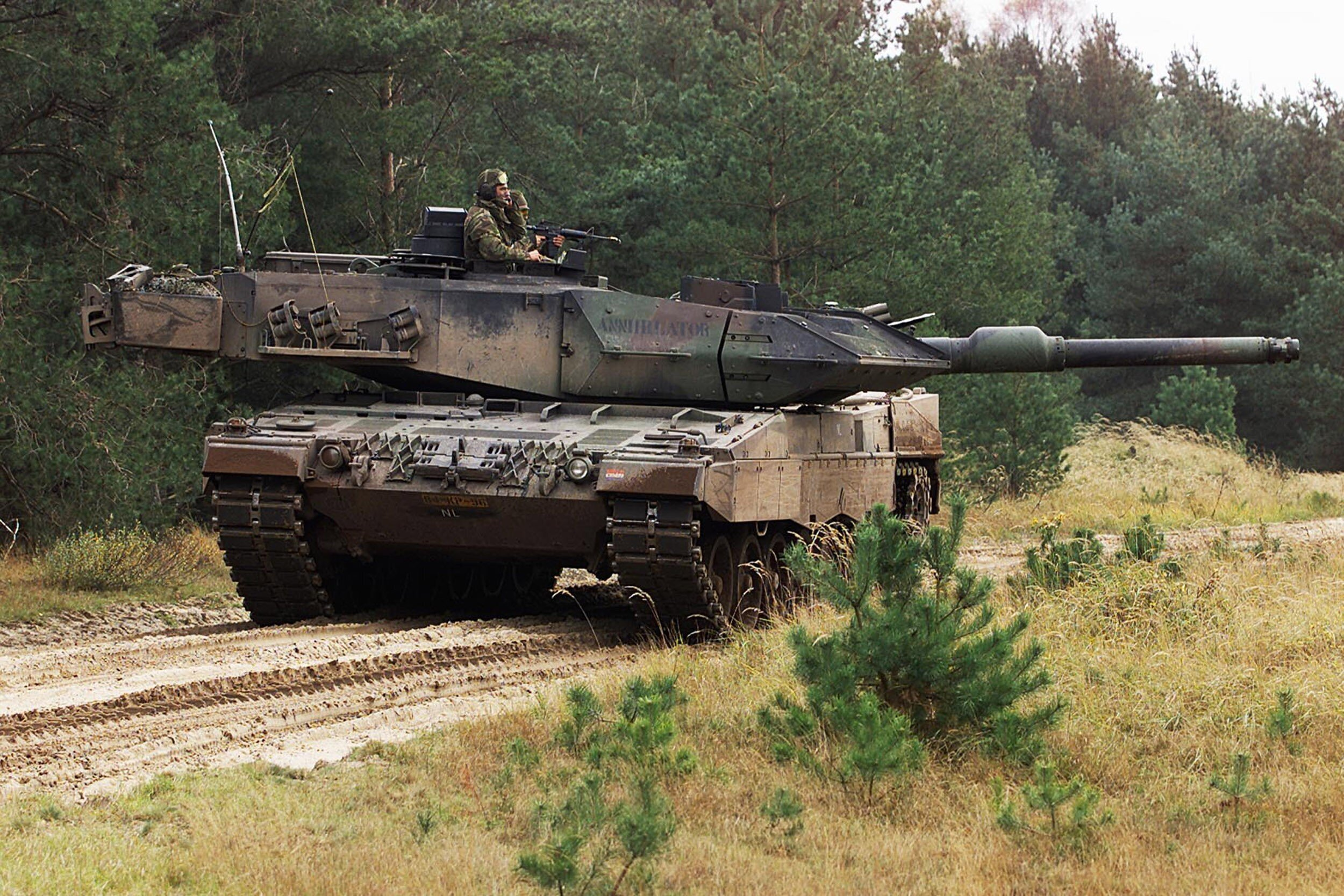
Leopard 2A5NL du 42 Tankbataljon durant un exercice.

En mars 1994, le parlement néerlandais a décidé de mettre en œuvre les modifications KWS II. Le premier lot de 180 Leopard 2A4 furent modernisé en Leopard 2A5NL entre 1996 et 2000, le second lot de 150 chars entre 2000 et 2002. Deux ans plus tard, en mai le premier Leopard 2A5NL fut livré au 42 Tankbataljon. À cette époque, il avait déjà été décidé de mettre fin à la conversion du deuxième lot et comme en Allemagne, seules les modifications KWS I ont été réalisées. En 2001, 180 Leopard 2A5NL ont été modernisé en Leopard 2A6NL. Le programme de modernisation c'est fini avec les chars du 101 Tankbataljon,.
Le 5 septembre 2024, le ministre de la Défense néerlandais Ruben Brekelmans annonce sur X (anciennement Twitter) le retour des chars dans l'armée néerlandaise avec un bataillon de chars, après leur disparition de l'armée en 2011.

##### Dans les Tankbataljon

###### 11 Tankbataljon
En recherche de documentations

###### 41 Tankbataljion
En recherche de documentations

###### 42 Tankbataljon
Le 42 a opéré des Leopard 2A4NL, des Leopard 2A5NL et des Leopard 2A6NL,,,.

###### 43 Tankbataljon
Le 43 bataillon a eu des Leopard 2A4NL.

###### 57 Tankbataljon
Le 57 bataillon a eu des Leopard 2A6NL.

###### 101 Tankbataljon "Huzaren Prins Alexander"
En 1983, la 101 Tankbataljon reçoit ses Leopard 2, alors qu'elle était stationnée en Allemagne.

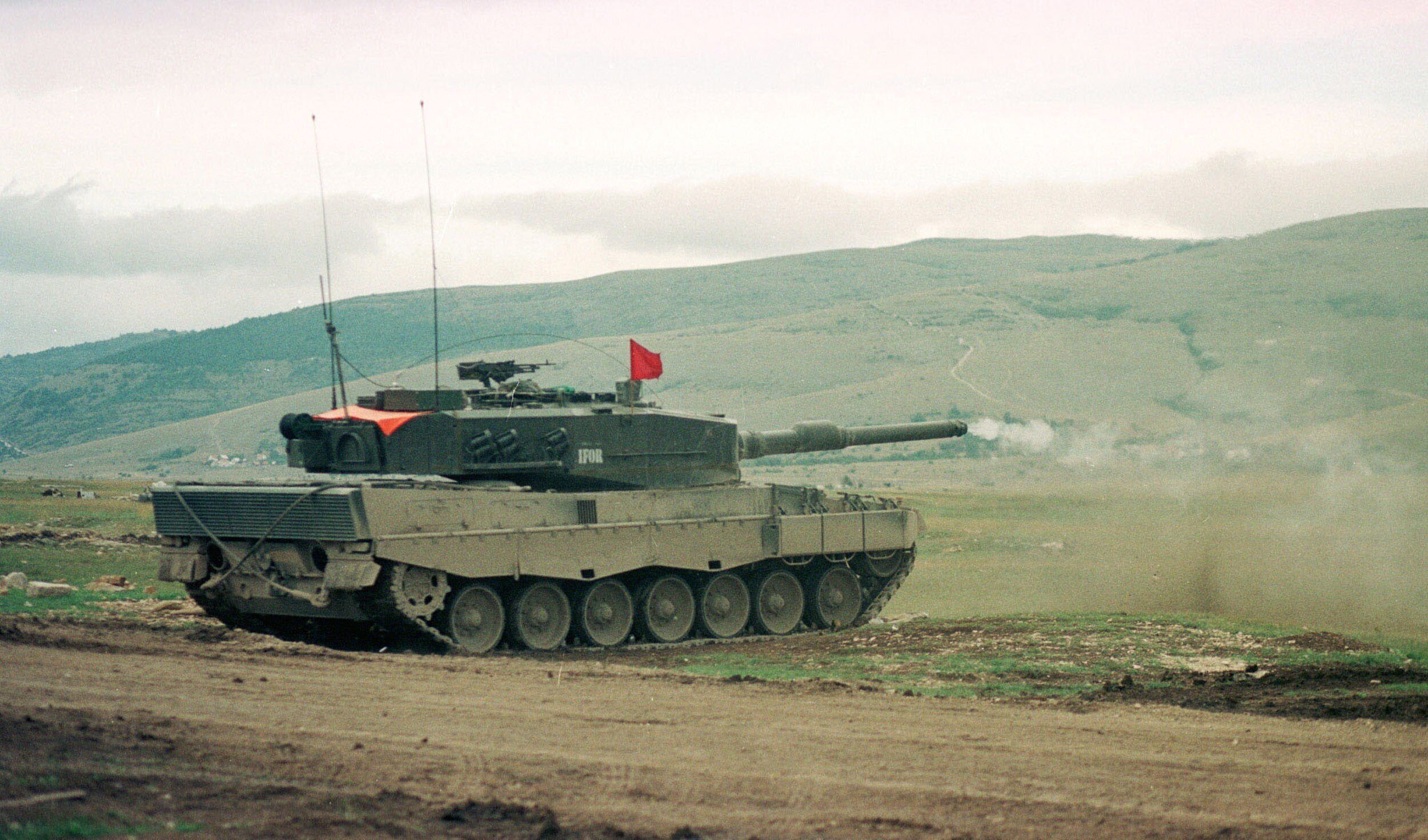
Leopard 2A4NL durant un entrainement durant l'IFOR en 1997.

Entre décembre 1996 et juin 1997, le bataillon est déployé en Bosnie, dans le cadre de l'IFOR/SFOR. En raison de la restructuration, en 1999, il a été décidé de transférer l'unité à Seedorf, en Allemagne. Au cours de cette période, le Leopard 2A4NL fut remplacé par le Leopard 2A5NL.
Entre mai 2000 et novembre, le bataillon s'est de nouveau fait déployer en Bosnie.
En fin d'année 2002, le 101 reçoit ses Leopard 2A6NL.
En 2005, le 101 Tankbataljon est dissous. Les deux escadrons de chars ont été placés en tant qu'escadrons C au 11 Tankbataljon et au 42 Tankbataljon.

###### 103 Verkenningsbataljon
En 1991, l'unité passe de Leopard 1V à Leopard 2A4. Le 31 mars 1993, le bataillon reçoit des Bergepanzer 3 "Büffle". Le 12 janvier 1995, le bataillon a été dissous.

###### 105 Verkenningsbataljon
En recherche de documentations.

###### 4eTankeskadron - 414 Tankbataljon/Panzerbataillion 414

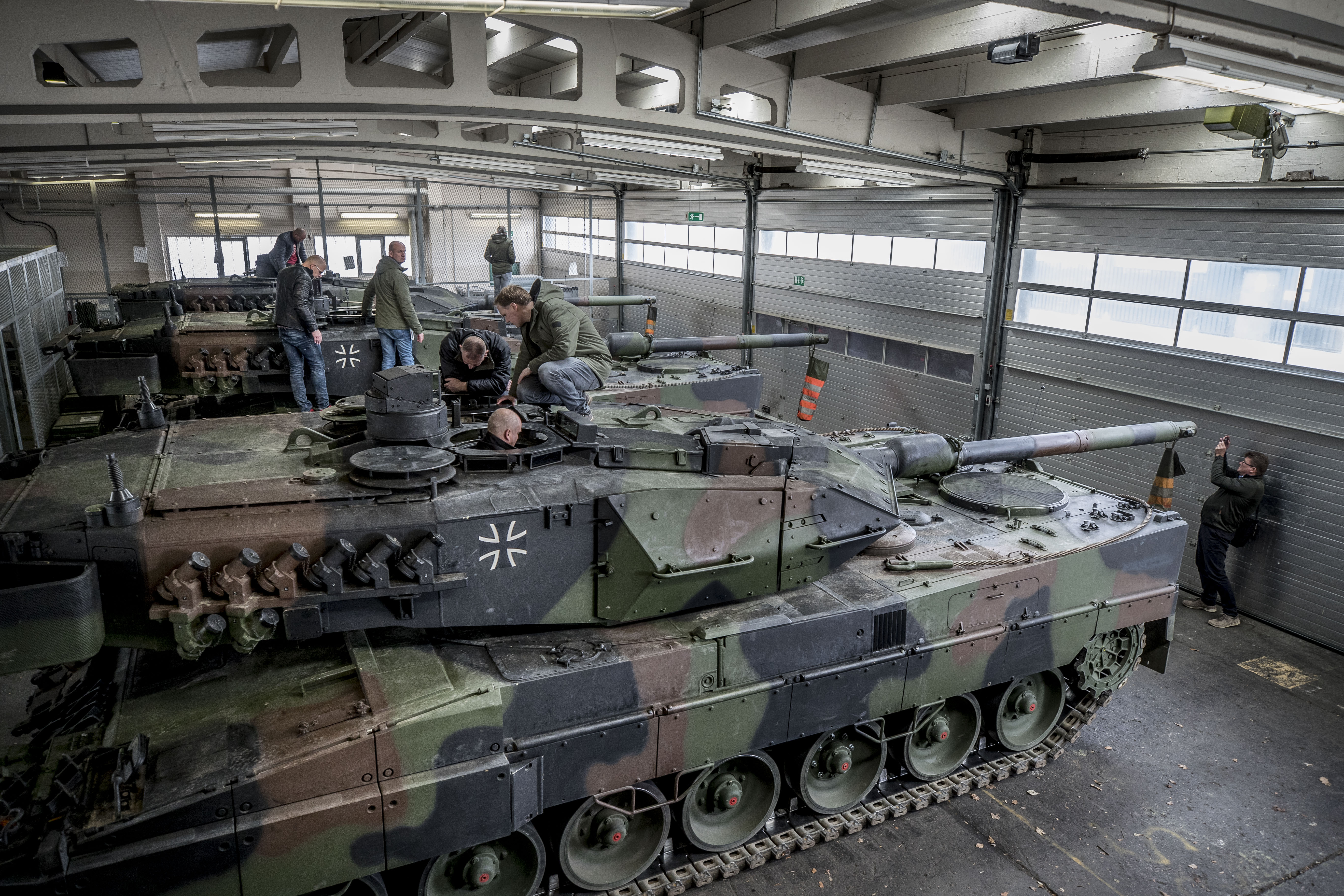
Leopard 2A6MA2 du Panzerbataillon 414.

Dans le cadre de la coopération germano-néerlandaise Taurus, il a été convenu, entre autres, de compléter la Panzerbataillion 414 par des équipages néerlandais, qui est subordonné à la 43 Gemechaniseerde Brigade (nl), qui est-elle sous la direction de la 1re division blindée (de). Le 414 Tankbataljon utilise aussi des Leopard 2A6MA3.

#### Grèce

##### Les tests d'acquisition et l'acquisition
Entre le 14 octobre et le 18 décembre 1998, l'armée hellénique a procédé à des essais comparatifs impliquant des chars différents sur le champ de tir de Litohoro, en Grèce. L'objectif de ces essais était de présélectionner un candidat possible pour le nouveau char de l'armée grecque. Les participants sont les suivants : le Leopard 2S, le M1A2 Abrams, le Challenger 2E, le Leclerc XLT (version tropicalisé), le T-80UE et le T-84.
Le Leopard 2 ayant participé était en configuration S soit la configuration du Strv 122. Le Leclerc était en configuration XLT ou aussi appelé EAU, la version tropicalisée du Leclerc S1 avec des éléments du S2 comme la climatisation. Le Leclerc XLT était équipé du MTU MT883 Ka-500 EuroPowerPack, de la transmission RENK HSWL 295 TM, d'un périscope HL 80 à caméra thermique et télémètre laser au lieu du HL 70 et du système de gestion de combats LBMS (Leclerc Battlefield Management System). Le Challenger 2E équipé lui aussi de l'EuroPowerPack d'où son E et de la transmission RENK HSWL 295 TM. Il était équipé également d'un périscope SAGEM MVS 580 à caméra thermique et le SAGEM SAVAN 15 pour le tireur, il possédait un BMS,,,.
Voici quelques résultats des tests :
Les essais de tir ont été faits de manière statique, mais aussi en roulant, les scores sont les suivants,,;
- Leopard 2S - 80%
- Leclerc - 65%
- T-84 - 47%
- Challenger 2E - 40%

Pente de 30% :
- M1A2 - ne s'est pas arrêté lors de la descente (équipage américain)
- Challenger 2E - incapable de monter une pente, glissement
- T-84 - ne pouvait pas monter la pente avec un arrêt
- Leopard 2S - n'a pas réussi à gravir la pente. Le chef d'équipe a protesté auprès de la commission en expliquant que la raison pour laquelle le test n'avait pas été réussi était la présence de marques de caoutchouc provenant des courroies de transmission des chars précédents. La protestation a été rejetée par la commission, car après le char Leopard 2A5, le char T-80U a effectué le test et l'obstacle a été surmonté. Après l'essai, les courroies des chenilles du char Leopard 2A5 ont été remplacées et une deuxième tentative a été faite pour franchir la pente de 30 %. Lors de la deuxième tentative avec les nouvelles chenilles, le char a surmonté la pente de 30%. Après la deuxième tentative sur le char, les courroies des chenilles ont été remplacées à nouveau.

Parcours sur 1 000 km :
- Leopard 2S - après le troisième parcours quotidien, les galets de chenille de la deuxième gauche et de la cinquième droite ont été remplacés. Après 1 000 kilomètres parcourus, les courroies à chenilles ont été remplacées sur tous les chars. Le chef du groupe de travail sur le char Leopard 2S a demandé à la commission d'effectuer un test de pesage du char, car il pense que le char Leclerc se comporte bien en marche grâce à sa conception légère. Le comité avait prévu un test au retour de la marche, mais le test n'a pas été effectué en raison des contraintes de temps.
- M1A2 - 3 patins manquants, arrêt forcé lors d'une marche avec travaux d'ajustement
- Leclerc - problèmes de refroidissement du moteur ou de la boîte de vitesses, car le moteur n'est pas arrêté pendant les petites pauses (10-15 min). Lors de la grande pause (après 124 km) - réglage ou réparation du moteur
- Challenger 2E - dysfonctionnement du moteur ou de la boîte de vitesses (incapable de continuer après une grande halte, il est arrivé au parc par ses propres moyens 3 heures après que les autres chars ont terminé leur parcours quotidien). Remplacement répété des chenilles pendant le parcours.
- T-84 - au cours du premier parcours quotidien, l'équipage grec a refusé de continuer après avoir passé la section montagneuse de l'itinéraire, invoquant une fatigue accrue; l'équipage a été remplacé par un équipage ukrainien.

Tir de précision en mouvement :
- M1A2 - 17 sur 20
- Leclerc - 20 sur 20
- Leopard 2S - 19 sur 20

Précision du tir de nuit en mouvement :
- M1A2 - 20 sur 20
- Leclerc - 19 sur 20
- Leopard 2S - 20 sur 20

Tir en mode chasseur-tireur :
- Leclerc - 13 succès en 20 tirs; en 0,65
- Leopard 2S - 17 succès sur 20 tirs; en 0.85
- Challenger 2E - 8 succès sur 20 tirs; en 0.40
- T-84 - 9 succès sur 19 tirs; en 0.47

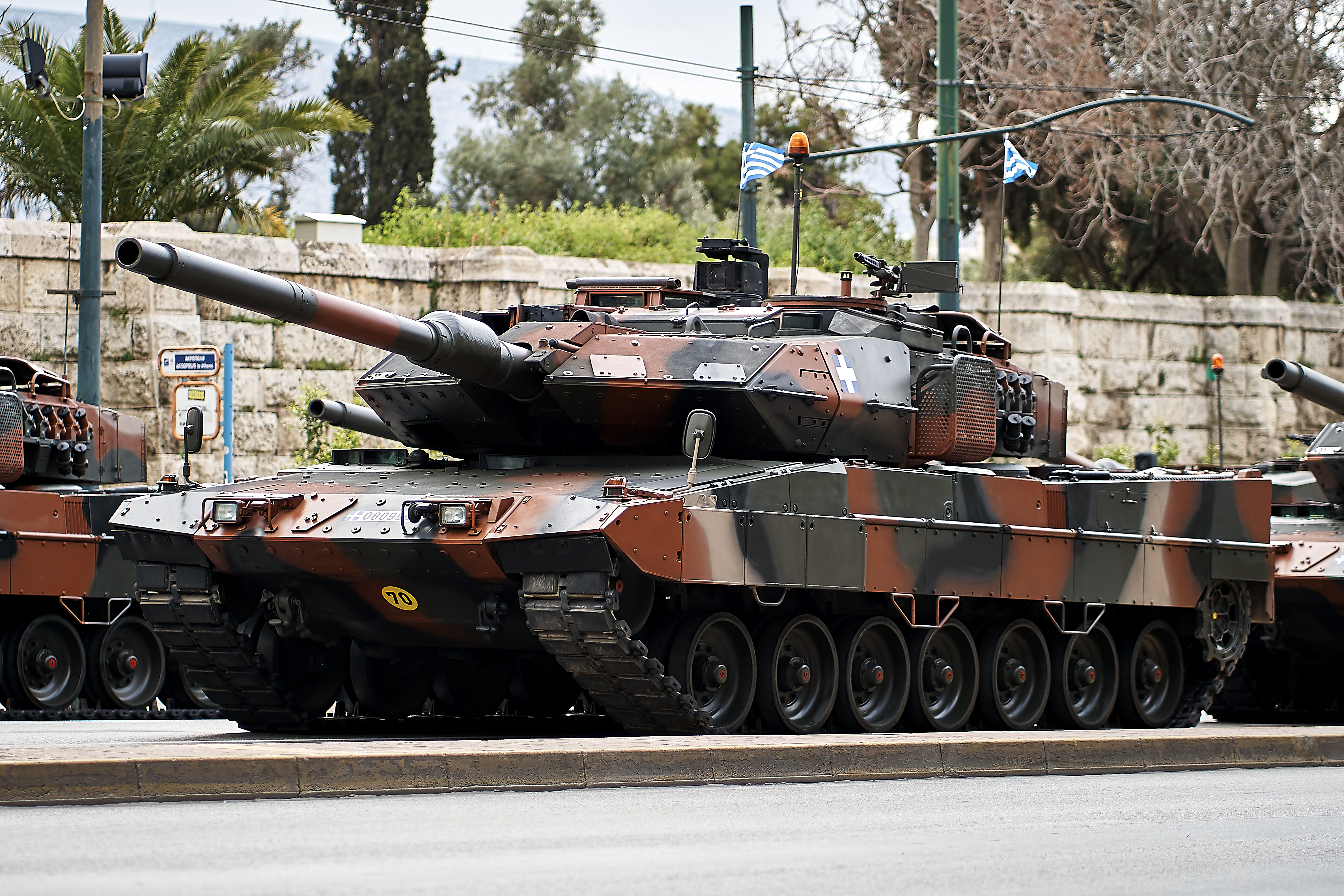
Leopard 2HEL durant la fête nationale grecque 2024.

La décision d'achat en faveur du Leopard 2 a été prise en 2002. Le ministère grec de la Défense a signé le 20 mars 2003 avec Krauss-Maffei-Wegmann un contrat portant sur l'acquisition de 170 Leopard 2HEL dont 56 chars de commandement qui peuvent accueillir une troisième radio. Les chars furent livrés entre 2006 et 2009. Le 3 août 2003, les gouvernements allemand et grec ont signé un autre contrat portant sur l'acquisition de 183 Leopard 2A4 provenant des stocks de la Bundeswehr. Avant d'être livrés, les Leopard 2A4 ont fait l'objet d'un programme de maintenance mené par KMW et RLS. Le 28 octobre 2005, dix Leopard 2A4 ont été livrés à l'armée grecque. Mi-2007, les autorités grecques ont accepté les modifications (voir la catégorie Variantes) sur le Leopard 2HEL. Le 29 mars 2008, le véhicule a été officiellement mis en service,,.

##### Dans les Ταξιαρχία (Brigade)

###### XXI Ταξιαρχία (21e Brigade)

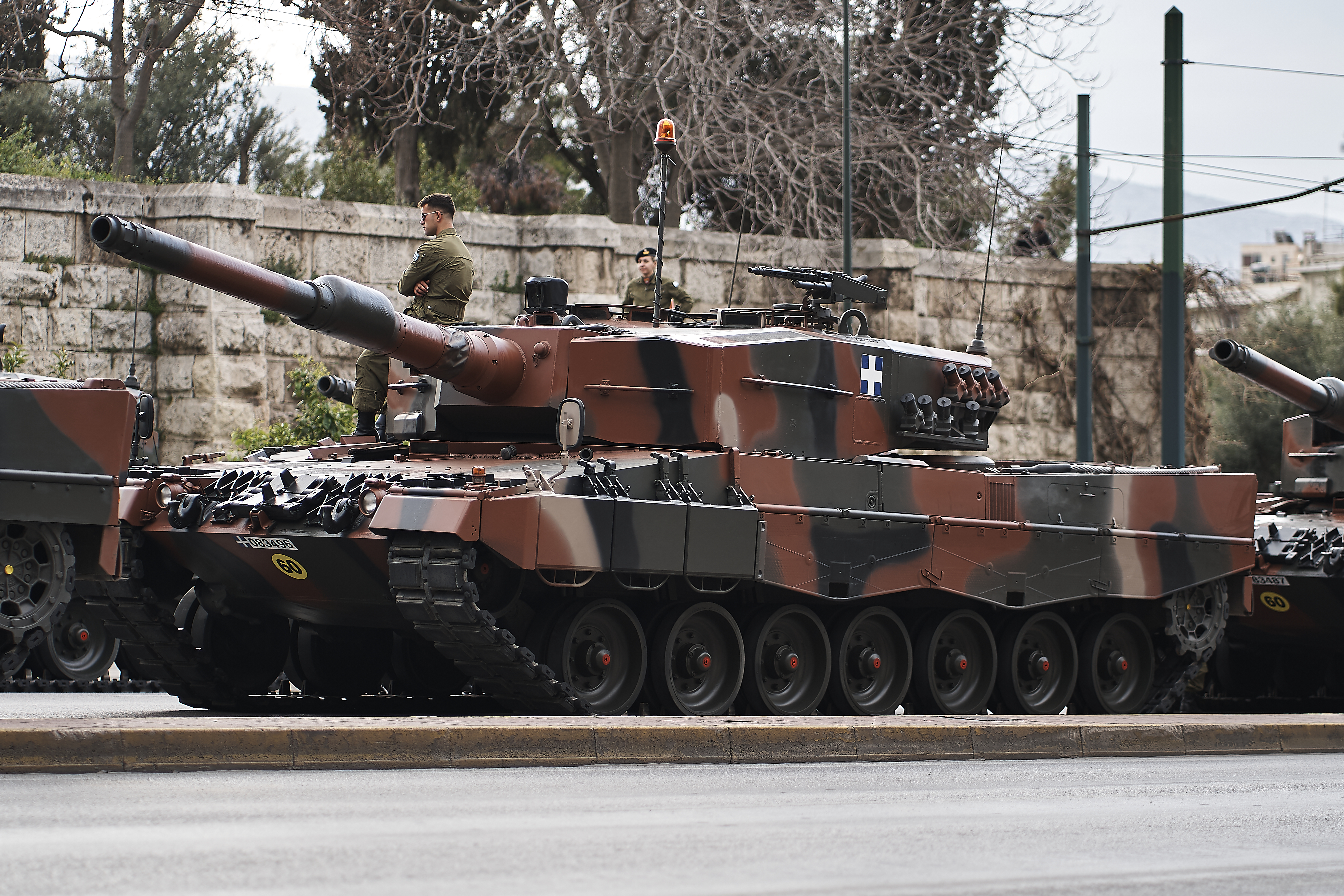
Leopard 2A4GR durant la fête nationale grecque 2024.

La brigade est composée de la 211 Επιλαρχία Μέσων Αρμάτων (Division de chars moyens) sur Leopard 2A4GR.

###### XX Ταξιαρχία (20e Brigade)
La brigade est sur Leopard 2HEL. En attente de documentation pour compléter.

###### XXIII Ταξιαρχία (23e Brigade)
La brigade est sur Leopard 2HEL. En attente de documentation pour compléter.

###### XXV Ταξιαρχία (25e Brigade)
La brigade est composée de deux bataillons sur Leopard 2HEL, le 22 Επιλαρχία Μέσων Αρμάτων (Division de chars moyens) et le 25 Επιλαρχία Μέσων Αρμάτων.

#### République tchèque

##### Acquisition
L'Allemagne fait un don de 14 Leopard 2A4 et d'un BPz 3 Büffel venant des stocks allemand et suisse fournis par Rheinmetall à la République tchèque après qu'elle a fourni des T-72M à l'Ukraine. Le 11 octobre 2022, les accords de dons et de formations des équipages furent signés par le général de division Ladislav Jung, le colonel Róbert Bielený directeur de la section logistique du ministère de la Défense, le vice-amiral Carsten Stawitzki (de) qui est le directeur national de l'armement tchèque et pour Rheinmetall par Björn Bernhard président du conseil d'administration de la division véhicules tactiques et par Oliver Mittelsdorf vice-président de la division ventes. La ministre de la Défense tchèque Jana Černochová et la ministre de la Défense allemande Christine Lambrecht s'étaient mis d'accord sur un don de 15 chars, la livraison d'un premier paquet de pièces de rechange, de munitions, un service de maintenance de trois ans du fournisseur et la formation des équipages tchèques. Le don est d'une valeur d'environ quatre milliards de couronnes tchèques, soit 159 810 000 euros.
Entre le 17 octobre et le 11 novembre 2022, les équipages tchèques s'entrainaient 8 heures par jour à Münster. L'entrainement comprenait une partie théorique et une partie pratique. Pendant la théorie, ils se sont familiarisés avec la conduite et la maintenance.
Le 21 décembre 2022, le premier Leopard 2A4 fut livré au ministère de la défense tchèque. Le secrétaire d'État du ministère de la Défense de la République fédérale d'Allemagne Benedikt Zimmer donna la clé symbolique du premier Leopard 2A4 à la ministre de la Défense tchèque Jana Černochová,.
Le 31 juillet 2024 furent signés les accords par le directeur de la section logistique du ministère de la Défense, le général de division Robert Bieleny et par Stefan Ives et Alexandra Cristea-Schmid au nom de la société Rheinmetall pour une seconde livraison de 14 Leopard 2A4 et 1 PBz3 Büffle à l'armée Tchèque.
Lors d'une réunion tenue le 24 mai 2023, le gouvernement tchèque a autorisé la ministre de la Défense Jana Černochová à négocier la possibilité d'achat de Leopard 2A8 par la République tchèque. La République tchèque prévoit d'acquérir environ 70 Leopard 2A8,.
Le gouvernement approuvera un accord sur l'adhésion à l'acquisition conjointe de chars Leopard 2A8 dans les semaines à venir, a déclaré aujourd'hui la ministre de la Défense Jana Černochová (ODS) à ČTK,.

###### 73. tankového praporu (73e bataillon de chars)
Deux Leopard 2A4 sont arrivés à Práslavice, le 27 avril 2023, le mois d'avant, le premier char passait les tests pour entrer en service,,.
Les 14 Leopard 2A4 actuellement en service sont répartis dans 3 pelotons de 4 chars dans la 2e compagnie de chars, 73e bataillon de chars basé à Práslavice.

#### Slovénie

##### Acquisition
En août 2022, le ministère slovaque de la Défense a annoncé qu'il recevrait 15 Leopard 2A4 de l'Allemagne en échange de ses 30 BVP-1 venant des réserves qui seront donnés à l'Ukraine pour l'aider à se défendre contre l'invasion russe. L'offre de l'Allemagne comprend des munitions, une formation et des pièces de rechange. Les plans de modernisation future ou l'achat de versions modernes du Leopard 2 n'ont pas été révélés à l'époque,,.

###### 14. tankový prápor (14e bataillon de chars)
Le 14e bataillon de chars a reçu le premier Leopard 2A4 livré le 19 décembre 2022. Le deuxième fut livré le 17 avril et le troisième Leopard 2A4 a été livré le 2 juin 2023,. Le 11 septembre 2023 la brigade disposait de 6 Leopard 2
Le premier char a effectué ses tests pratiques en mars 2023.
En août 2023, les Leopard 2A4 effectuent leur premier tir au sein de la brigade.

### En exercice

#### Compétition internationale

##### Canadian Army Trophy (CAT)
Le Leopard 2 participe pour la première fois au CAT en 1985, au sein des unités 43 Tankbataljon néerlandais, Panzerbataillon 24 et Panzerbataillon 244  allemands. La compétition s'est passée à Bergen-Hohne, en Allemagne de l'Ouest, entre le 10 et le 14 juin 1985.
La compétition s'est faite en deux équipes, le NORTHAG et le CENTAG, c'est la première fois où les États-Unis terminent premiers depuis le début de leur participation en 1977. Deux unités sur le podium proviennent du CENTAG, la dernière était quant à elle dans l'équipe du NORTHAG,, :
| Place | Point d'équipe       | Point individuel     | Unités                                                                         | Chars                |
| ----- | -------------------- | -------------------- | ------------------------------------------------------------------------------ | -------------------- |
| 1     | CENTAG 185,656       | 21,934               | 1st Platoon, A Company, 4th Battalion, 64th Armor Regiment, United States Army | M1IP Abrams          |
| 2     | CENTAG 185,656       | 22,037               | 2. Kompanie, Panzerbataillon 244, Bundeswehr                                   | Leopard 2A1          |
| 3     | NORTHAG 190,755      | 21,364               | A Eskadron, 43 Tankbataljon, Koninklijke Landmacht                             | Leopard 2NL          |
| Place | Classement par pays  | Classement par pays  | Classement par pays                                                            | Classement par pays  |
| 1     | Pays-Bas             | Pays-Bas             | Pays-Bas                                                                       | Pays-Bas             |
| 2     | Allemagne de l'Ouest | Allemagne de l'Ouest | Allemagne de l'Ouest                                                           | Allemagne de l'Ouest |
| 3     | États-Unis           | États-Unis           | États-Unis                                                                     | États-Unis           |

Sa deuxième participation fut durant le CAT 87, l'édition se passant à Grafenwöhr, en Allemagne de l'Ouest. Trois unités  le Leopard 2A1, la 4. Kompanie, Panzerbataillon 124, la 3. Kompanie, Panzerbataillon 363 de la Bundeswehr et la C Eskadron, 43 Tankbataljon de la Koninklijke Landmacht (Armée de Terre néerlandaise). Deux unités s'étaient entrainées pour le CAT 87, les unités étaient le Panzerbataillon et la 2. Kompanie, 364 Panzerbataillon. Les trois unités sur le podium proviennent du CENTAG, :
| Place | Point d'équipe       | Point individuel     | Unités                                                                         | Chars                |
| ----- | -------------------- | -------------------- | ------------------------------------------------------------------------------ | -------------------- |
| 1     | CENTAG 216,460       | 20,490               | 1st Platoon, A Company, 4th Battalion, 64th Armor Regiment, United States Army | M1IP Abrams          |
| 2     | CENTAG 216,460       | 19,690               | 4. Kompanie, Panzerbataillon 124, Bundeswehr                                   | Leopard 2A1          |
| 3     | CENTAG 216,460       | 18,827               | 1st Platoon, A Company, 3rd Battalion, 64th Armor Regiment, United States Army | M1IP Abrams          |
| Place | Classement par pays  | Classement par pays  | Classement par pays                                                            | Classement par pays  |
| 1     | États-Unis           | États-Unis           | États-Unis                                                                     | États-Unis           |
| 2     | Allemagne de l'Ouest | Allemagne de l'Ouest | Allemagne de l'Ouest                                                           | Allemagne de l'Ouest |
| 3     | Canada               | Canada               | Canada                                                                         | Canada               |

Sa deuxième participation fut durant le CAT 89, la compétition s'est passée à Bergen-Hohne, entre le 19 et le 23 juin 1989. Ce fut la première fois que les Leopard 2A3, 2A4 et M1A1 participaient à la compétition. Trois unités étaient sur Leopard 2, deux sur 2A4 et une sur 2A3.
La 4. Kompanie, Panzerbataillon 203 et le A Eskadron, 41 Tankbataljon étaient sur Leopard 2A4, la 3. Kompanie, Panzerbataillon 123 était sur Leopard 2A3.
| Place | Point d'équipe       | Point individuel     | Unités                                             | Chars                |
| ----- | -------------------- | -------------------- | -------------------------------------------------- | -------------------- |
| 1     | NORTHAG 158,895      | 18,147               | A Eskadron, 41 Tankbataljon, Koninklijke Landmacht | Leopard 2A4NL        |
| 2     | NORTHAG 158,895      | 17,735               | 4. Kompanie, Panzerbataillon 203, Bundeswehr       | Leopard 2A4          |
| 3     | CENTAG 158,817       | 17,530               | 3. Kompanie, Panzerbataillon 123, Bundeswehr       | Leopard 2A3          |
| Place | Classement par pays  | Classement par pays  | Classement par pays                                | Classement par pays  |
| 1     | Pays-Bas             | Pays-Bas             | Pays-Bas                                           | Pays-Bas             |
| 2     | Allemagne de l'Ouest | Allemagne de l'Ouest | Allemagne de l'Ouest                               | Allemagne de l'Ouest |
| 3     | Belgique             | Belgique             | Belgique                                           | Belgique             |

La dernière édition se passe de nouveau à Grafenwöhr, entre le 17 et le 21 juin 1991. La compétition est marquée par l'absence des unités américaines qui participaient à l'Operation Desert Storm. Comme d'habitude, trois unités sur Leopard 2, participaient à la compétition, la 4. Kompanie, Panzerbataillon 84, le C Eskadron, 41 Tankbataljon et la 2. Kompanie, Panzerbataillon 153.
| Place | Point d'équipe       | Point individuel     | Unités                                             | Chars                |
| ----- | -------------------- | -------------------- | -------------------------------------------------- | -------------------- |
| 1     | NORTHAG 16,076       | 20,225               | 4. Kompanie, Panzerbataillon 84, Bundeswehr        | Leopard 2A4          |
| 2     | NORTHAG 16,076       | 17,267               | 2. Kompanie, Panzerbataillon 153, Bundeswehr       | Leopard 2A4          |
| 3     | CENTAG 15,838        | 17,032               | C Eskadron, 41 Tankbataljon, Koninklijke Landmacht | Leopard 2A4NL        |
| Place | Classement par pays  | Classement par pays  | Classement par pays                                | Classement par pays  |
| 1     | Allemagne de l'Ouest | Allemagne de l'Ouest | Allemagne de l'Ouest                               | Allemagne de l'Ouest |
| 2     | Pays-Bas             | Pays-Bas             | Pays-Bas                                           | Pays-Bas             |
| 3     | Canada               | Canada               | Canada                                             | Canada               |

##### Strong Europe Tank Challenge (SETC)

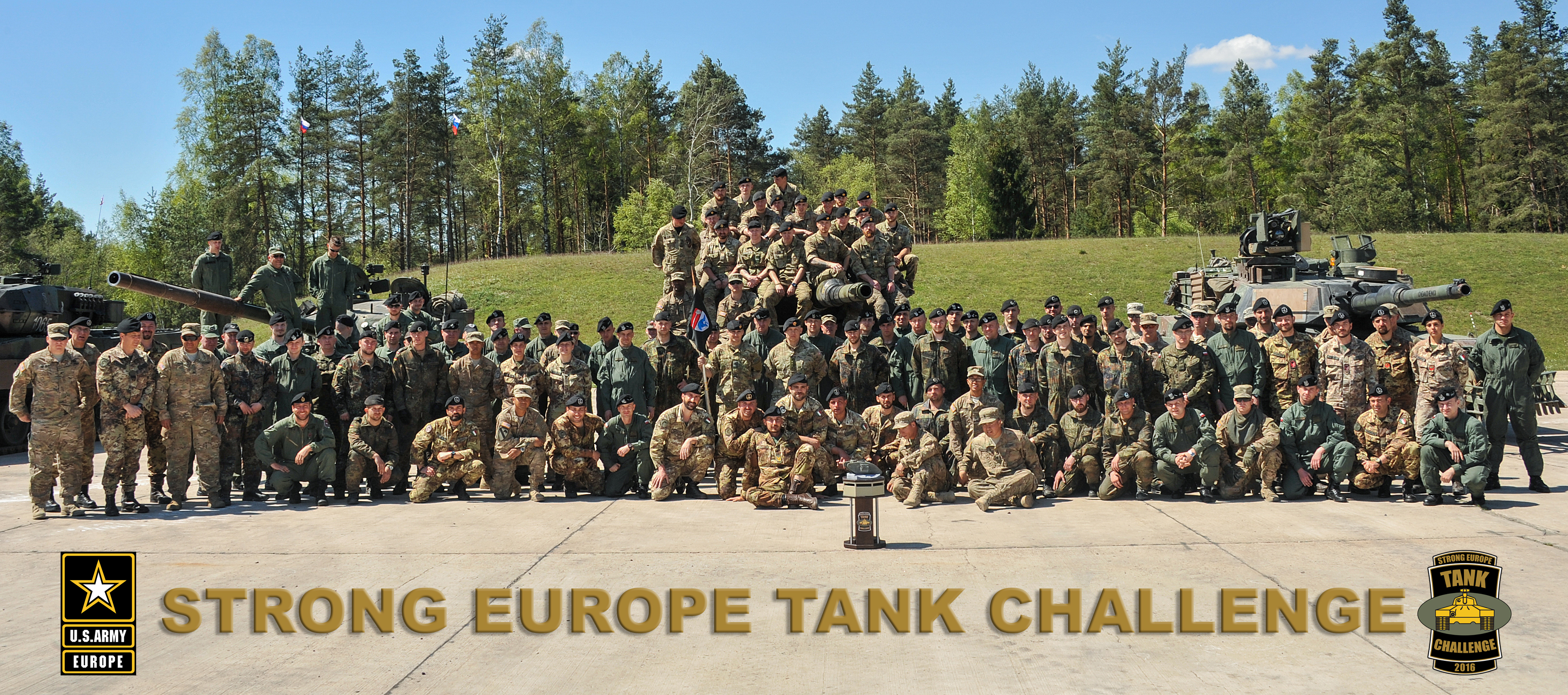
Photo d'ouverture du SETC 2016

En 2016, une nouvelle compétition de chars apparaît au sein de l'OTAN, le SETC ou Strong Europe Tank Challenge.
Il y a eu trois éditions de 2016 à 2018, d'autres éditions étaient prévues, mais elles furent annulées à cause de la crise du COVID.
Pour la première édition, trois pays utilisant le Leopard 2 participent, l'Allemagne avec le Leopard 2A6 de la 3.

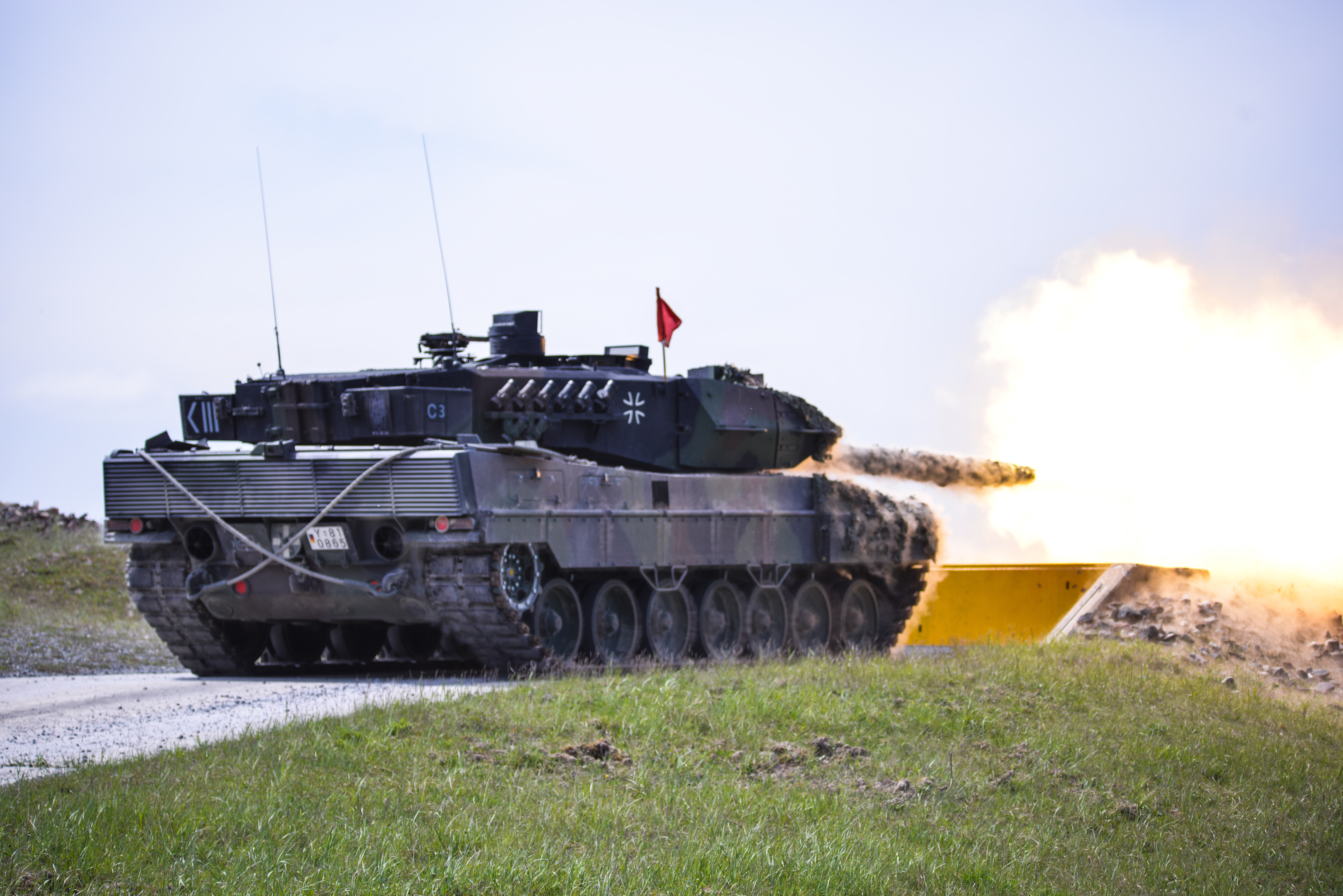
Leopard 2A6, de la 3. Kompanie, GebirgsPanzerbataillon 8

Kompanie, GebirgsPanzerbataillon 8, le Danemark avec le Leopard 2A5DK du 1 Eskadron, 1. Panserbataljon et le 1 Kompania Pancerna, 1 Batalionu Pancernego.
L'Allemagne gagne la première édition,.
| Place | Point individuel | Unités                                            | Chars         |
| ----- | ---------------- | ------------------------------------------------- | ------------- |
| 1     | 846,5            | 3. Kompanie, GebirgsPanzerbataillon 8, Bundeswehr | Leopard 2A6   |
| 2     | 827,5            | 1 Eskadron, 1. Panserbataljon                     | Leopard 2A5DK |
| 3     | 780,5            | 1 Kompania Pancerna, 1 Batalionu Pancernego       | Leopard 2A5PL |

En 2017, l'Autriche participa pour la première fois à la compétition. Trois pays utilisant le Leopard 2 furent présents, les Leopard 2A6 de la 2. Kompanie, Panzerbataillon 203, les Leopard 2A4Ö de la 2. Kompanie, Panzerbataillon 14 et  de la 4 Kompania Pancerna , 1 Poznańskiego Batalionu Pancernego.

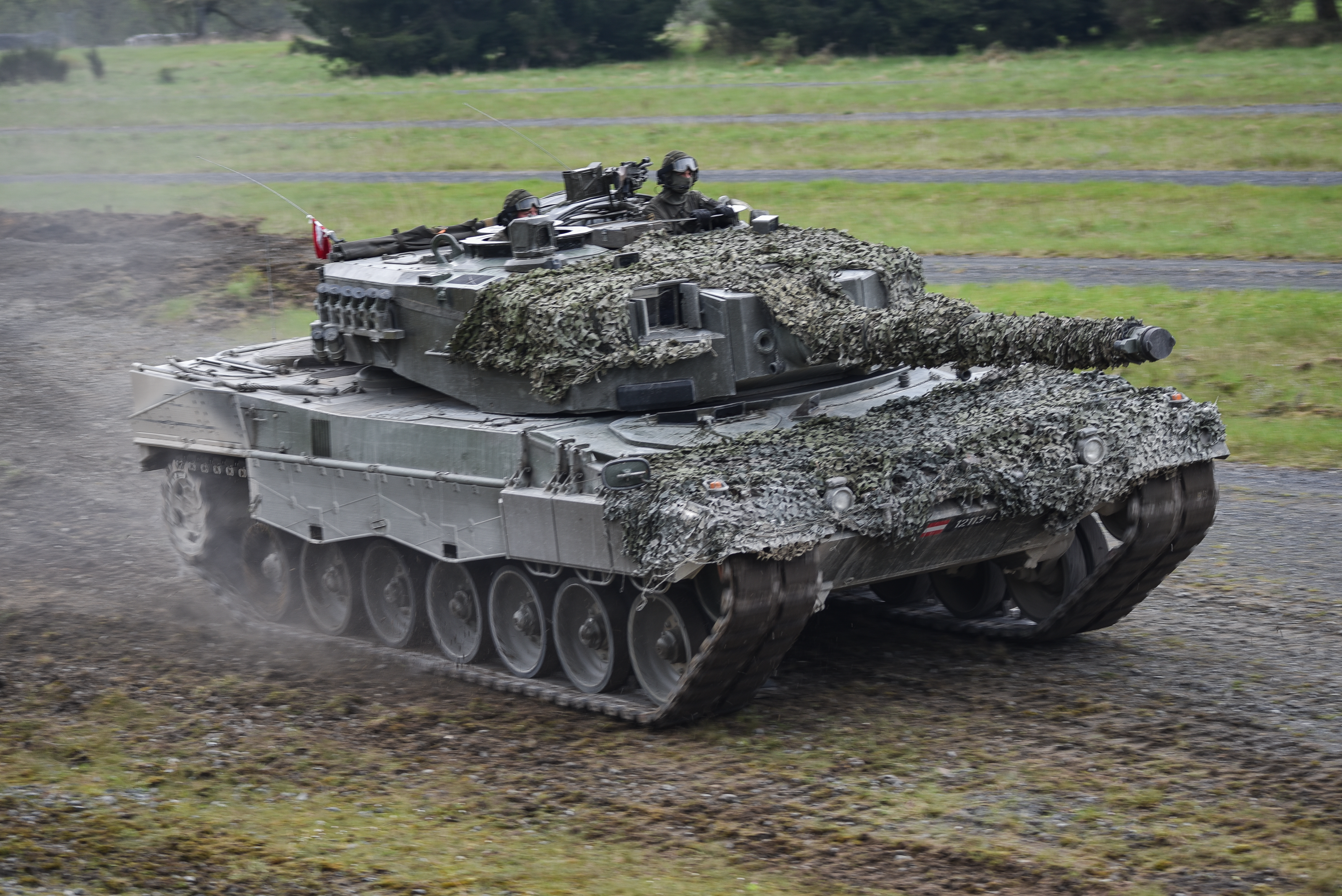
Leopard 2A4Ö, de la 2. Kompanie, Panzerbataillon 14

Deux unités furent sur le podium, les polonais finissant cinquième devant les ukrainiens et derrière les français,.
| Place | Point individuel | Unités                                                                        | Chars               |
| ----- | ---------------- | ----------------------------------------------------------------------------- | ------------------- |
| 1     | 1347             | 2. Kompanie, Panzerbataillon 14, Bundesheer                                   | Leopard 2A4Ö        |
| 2     | 1236,25          | 2. Kompanie, Panzerbataillon 203, Bundeswehr                                  | Leopard 2A6M+ ou 6+ |
| 3     | 1227,25          | 1st Platoon, A Company, 1st Battalion, 66 Armor Battalion, United States Army | M1A2SEPv2           |

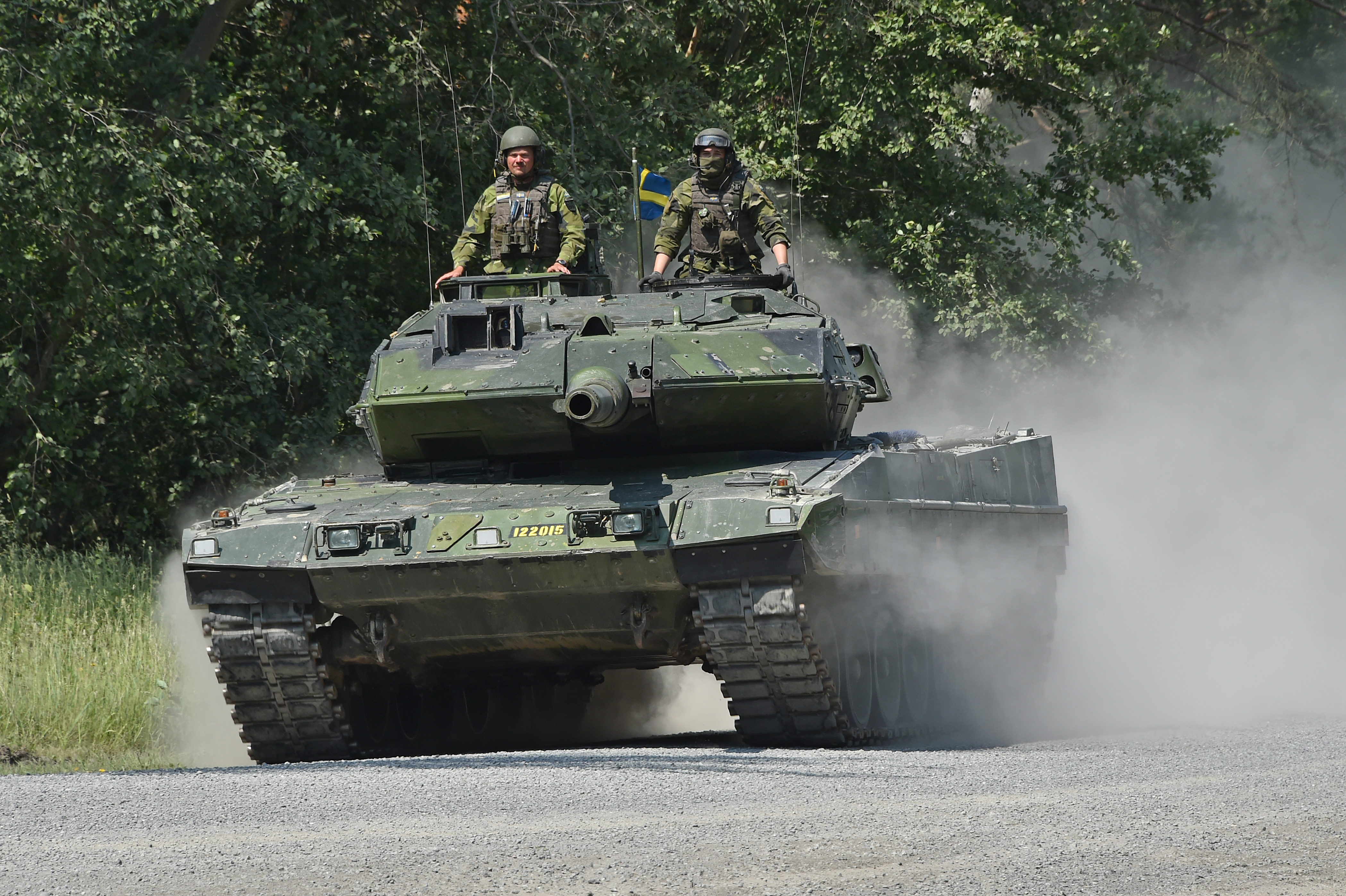
Strv 122C du Skaraborgs regemente (P 4)

Pour la dernière édition quatre pays utilisateurs furent présents, l'Allemagne avec ses Leopard 2A6 de la 3. Kompanie, Panzerbataillon 393, la Suède qui participa pour la première fois avec ses Strv 122C du Skaraborgs regemente (P 4), l'Autriche avec ses Leopard 2A4Ö de la 6. Kompanie, Panzerbataillon 14 et les Polonais avec leurs Leopard 2A5PL de la 34 Brygada Kawalerii Pancernej,.
| Place | Point individuel | Unités                                       | Chars        |
| ----- | ---------------- | -------------------------------------------- | ------------ |
| 1     | 1450             | 3. Kompanie, Panzerbataillon 393, Bundeswehr | Leopard 2A6  |
| 2     | 1411             | Skaraborgs regemente (P 4), Försvarsmakten   | Strv 122C    |
| 3     | 1321             | 6. Kompanie, Panzerbataillon 14, Bundesheer  | Leopard 2A4Ö |

Images des SETC
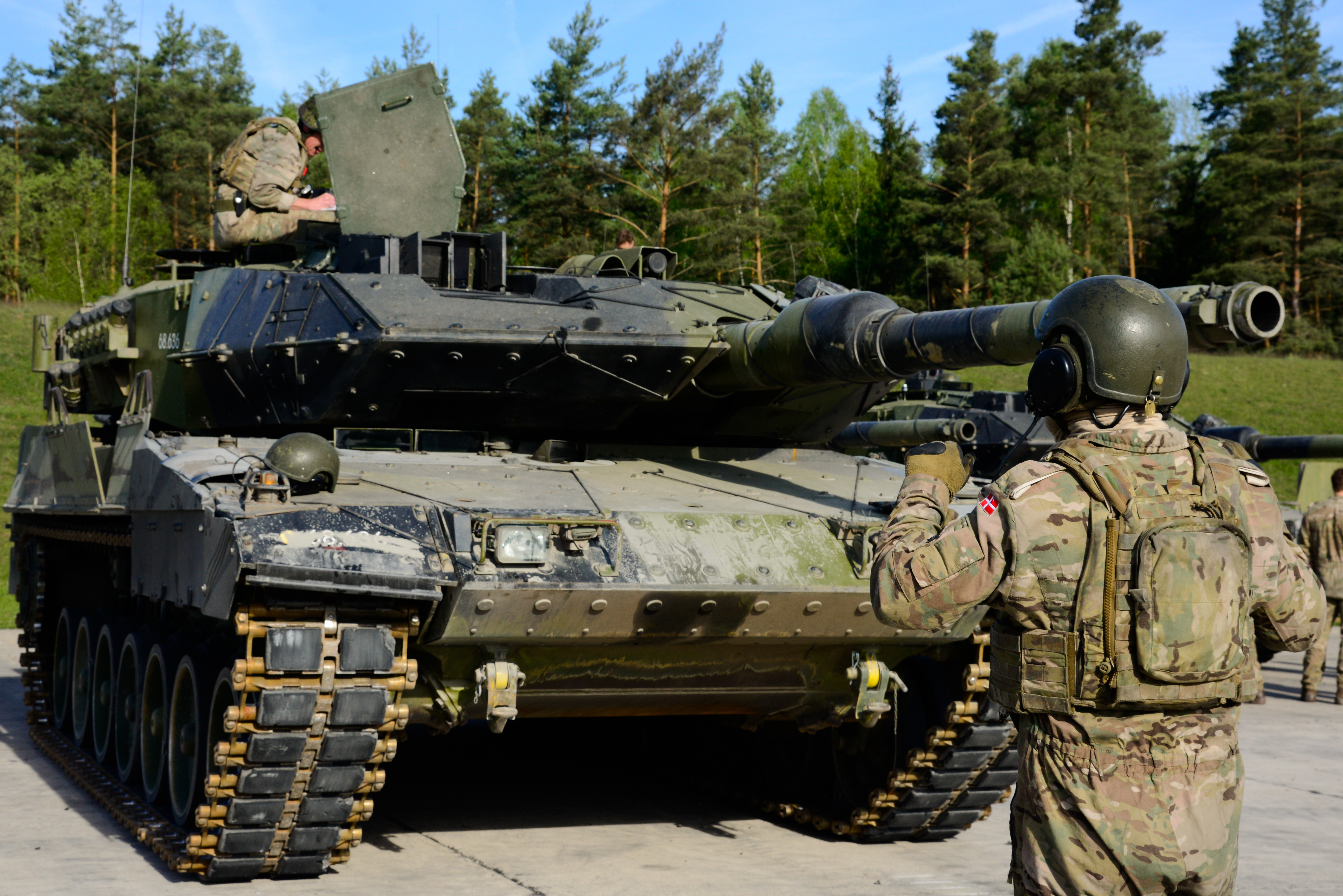
Leopard 2A5DK, 1 Eskadron, 1. Panserbataljon, SETC 2016
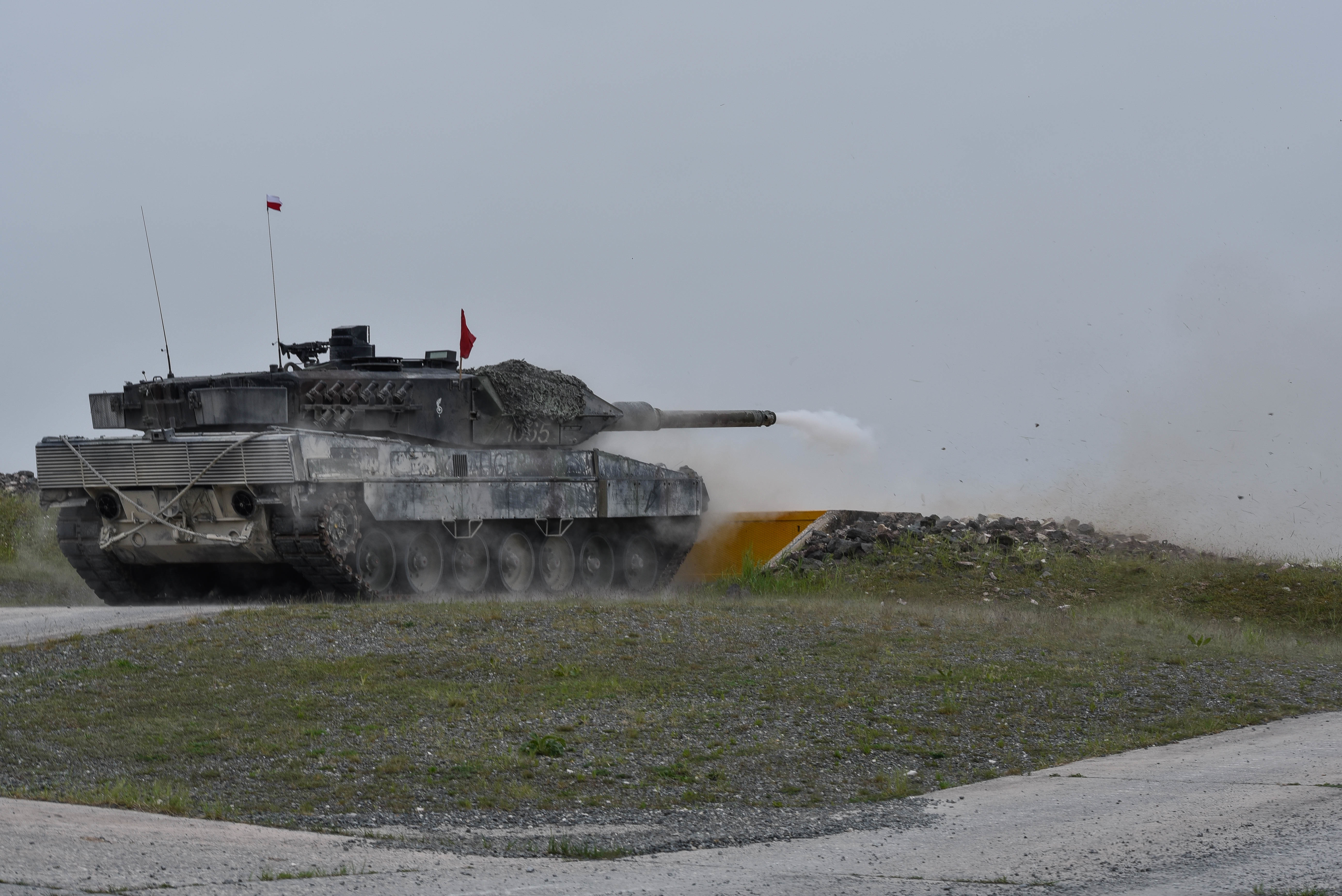
Leopard 2A5PL, 1 Kompania Pancerna, 1 Batalionu Pancernego, SETC 2016
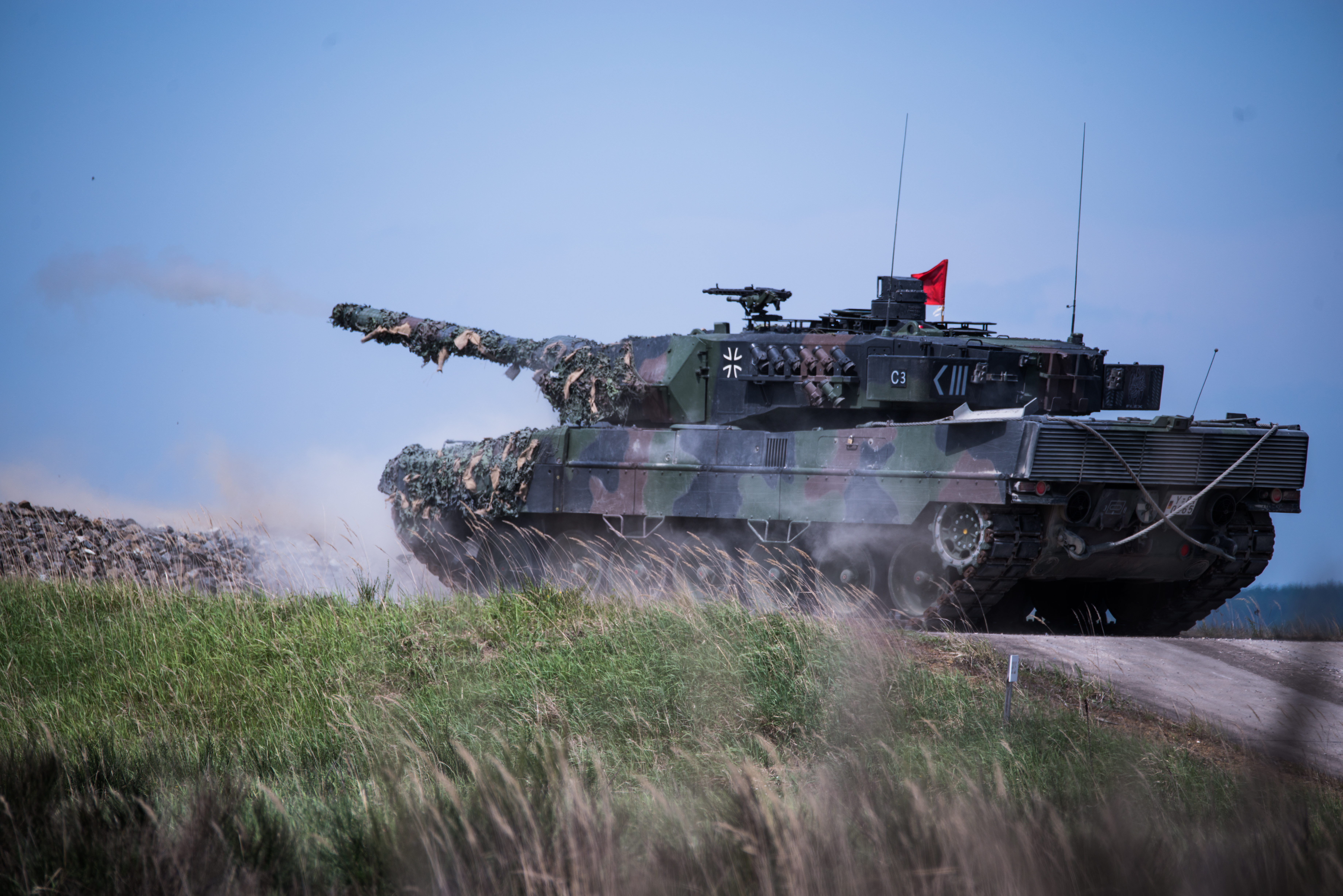
Leopard 2A6, 3. Kompanie, SETC 2016
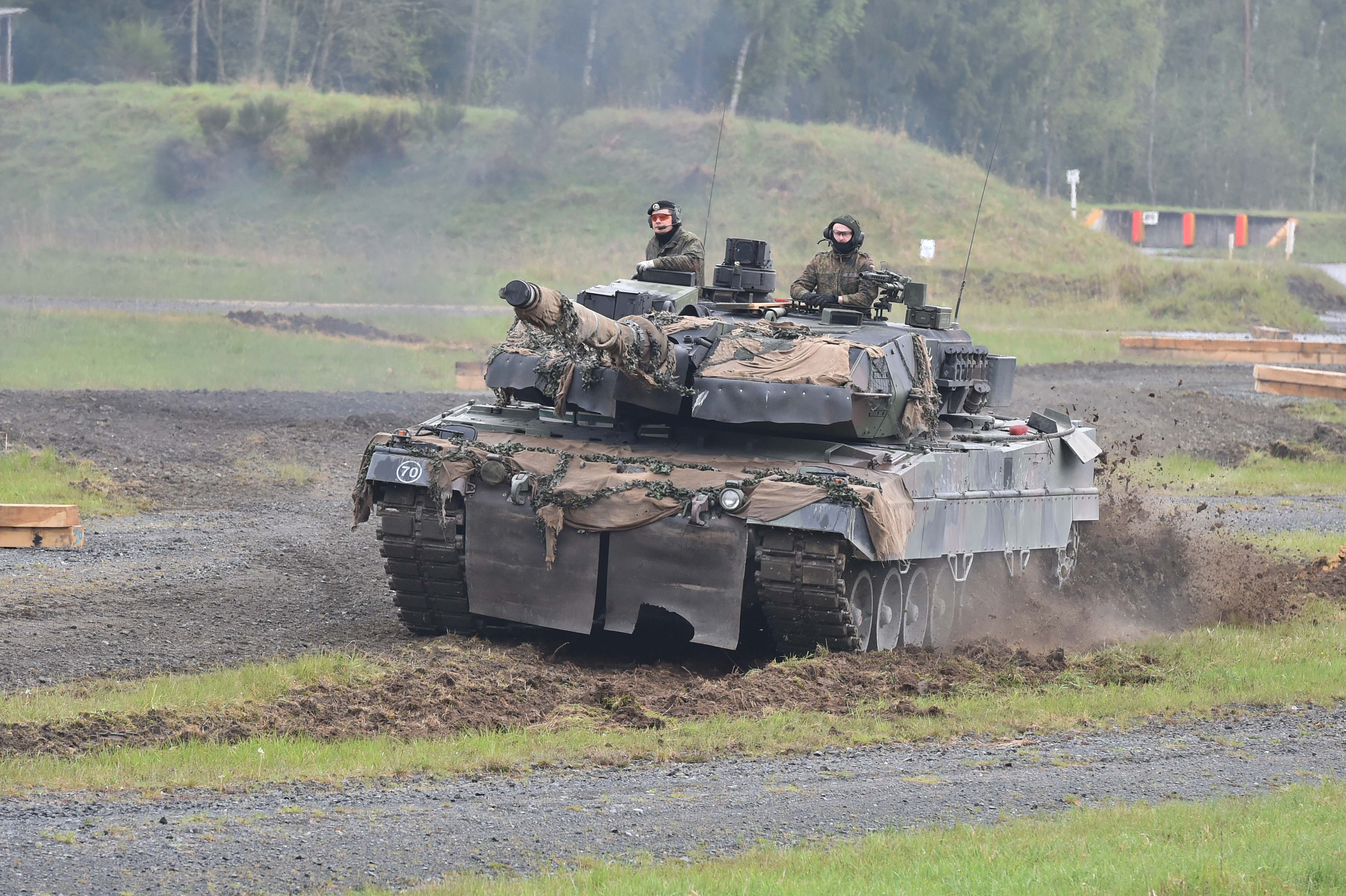
Leopard 2A6M+ ou + de la 2. Kompanie, Panzerbataillon 203, SETC 2017
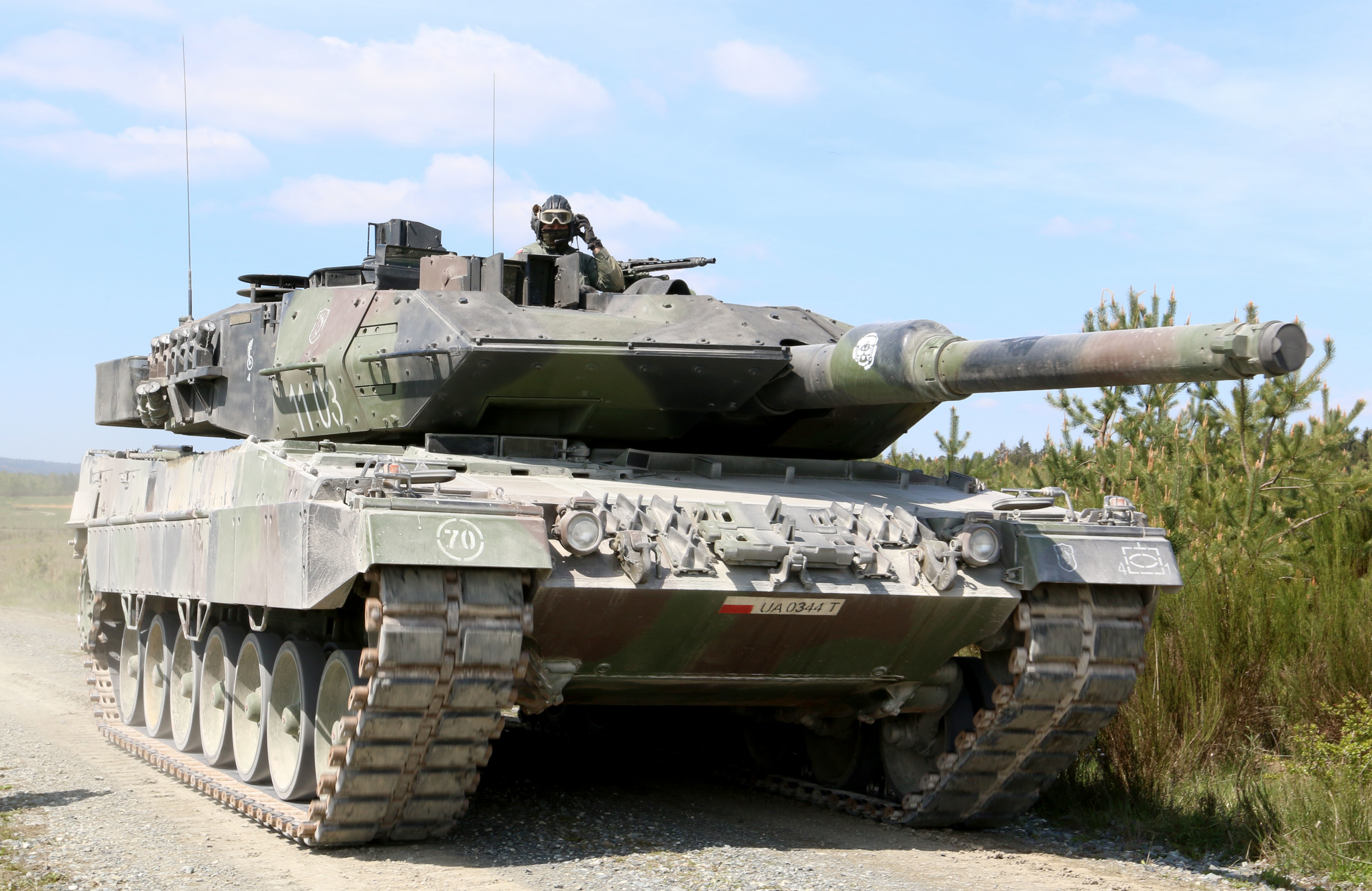
Leopard 2A5PL, 4 Kompania Pancerna , 1 Poznańskiego Batalionu Pancernego, SETC 2017
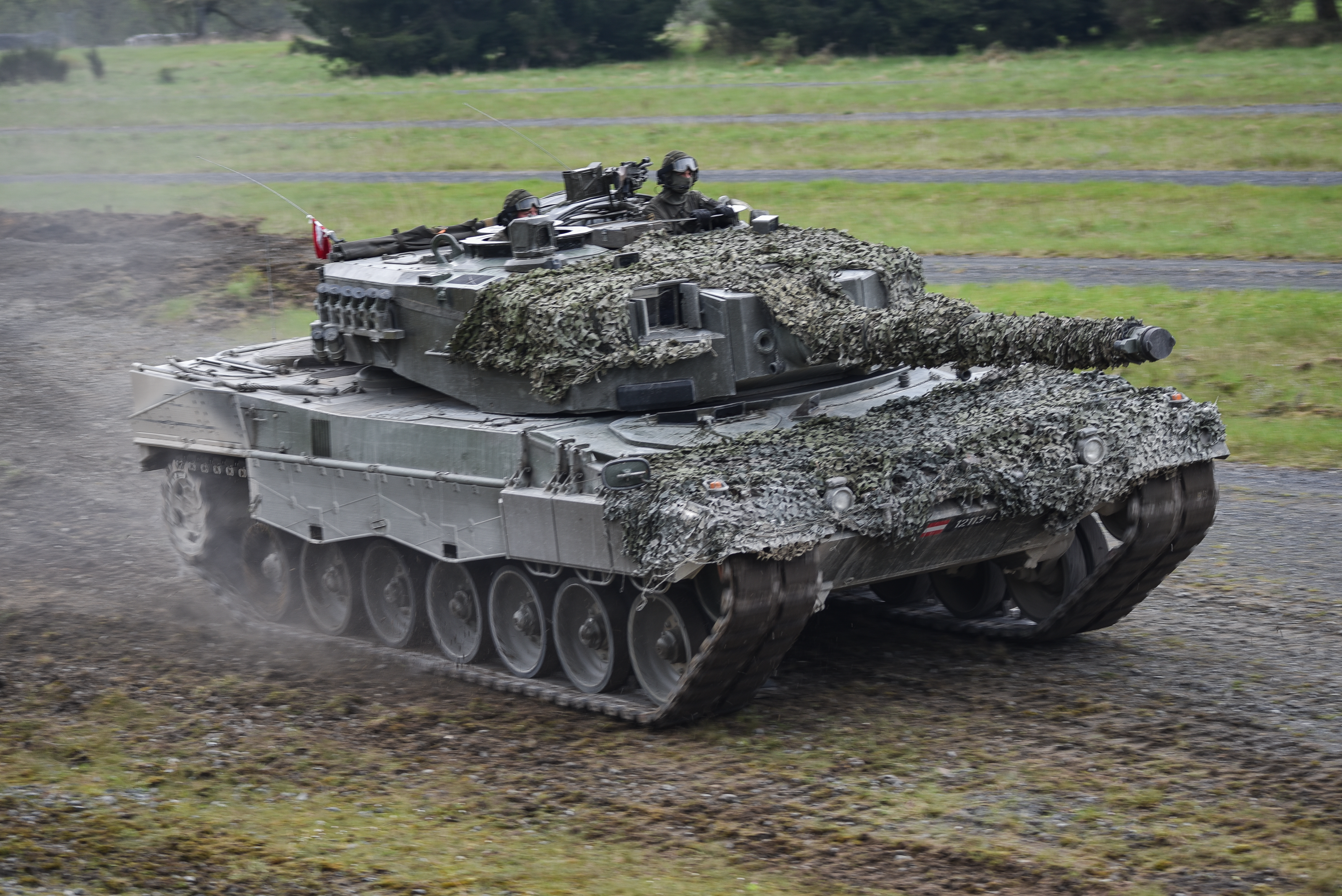
Leopard 2A4Ö, 2. Kompanie, Panzerbataillon 14, SETC 2017
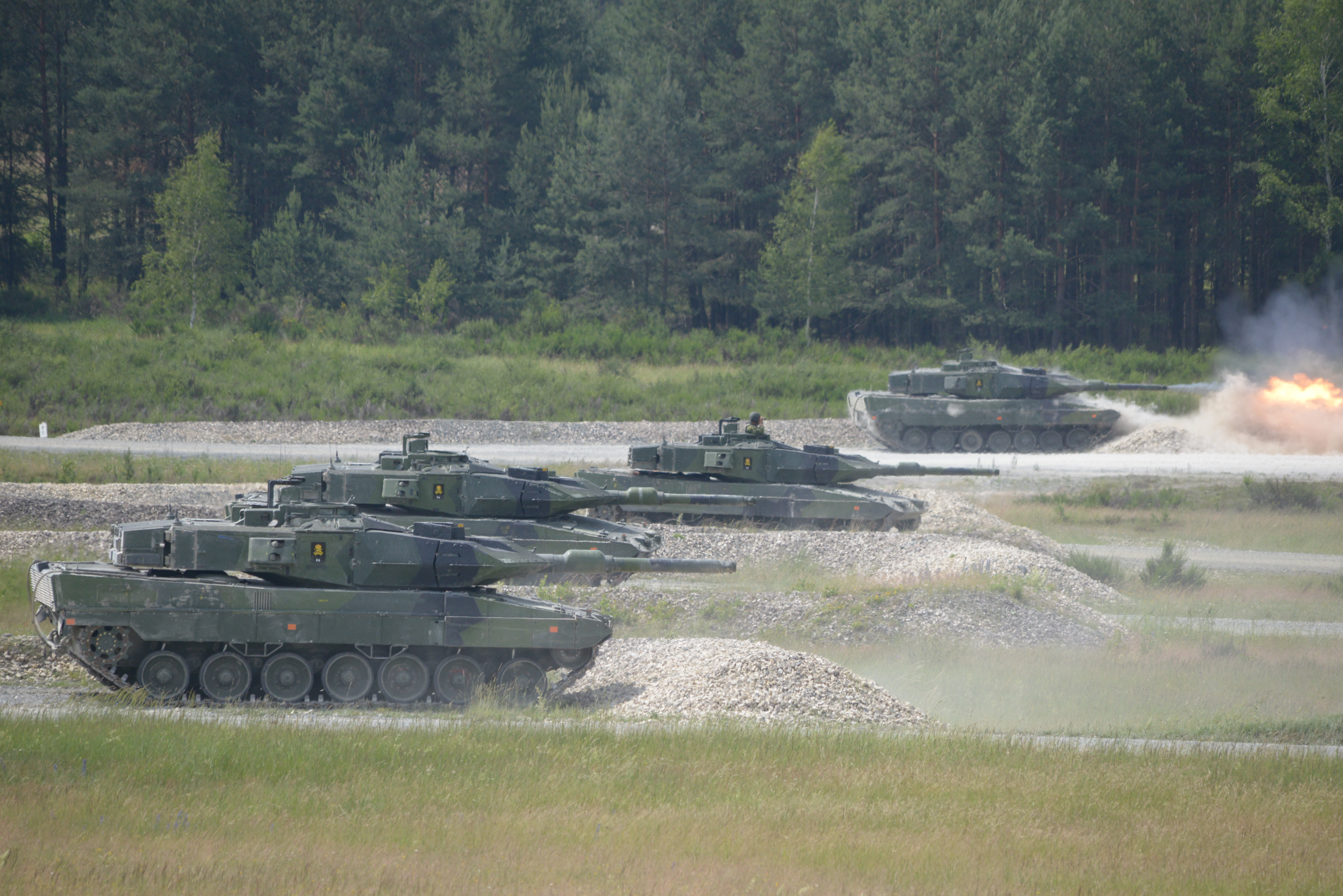
Strv 122C, Skaraborgs regemente (P 4), SETC 2018
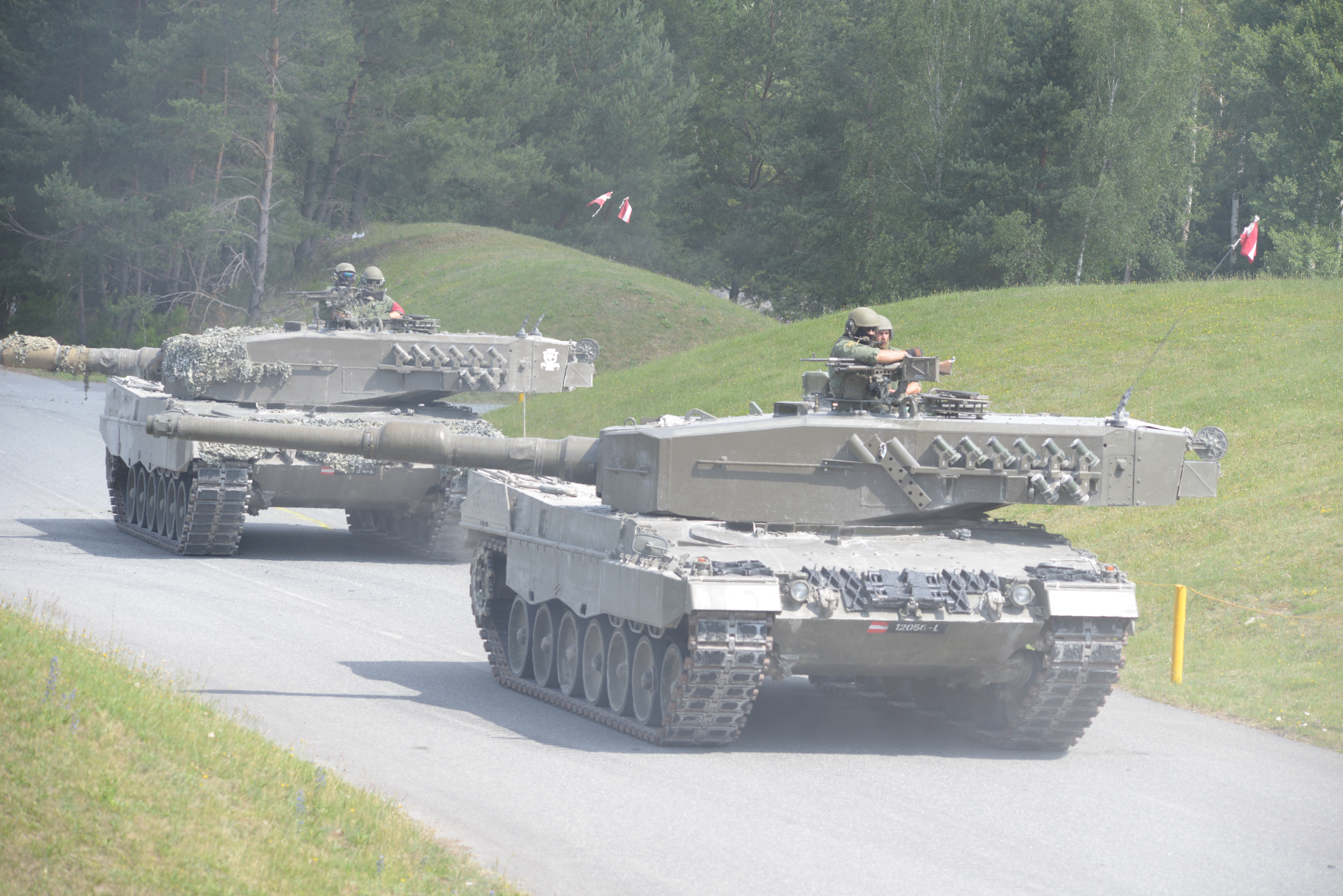
Leopard 2A4Ö, 6. Kompanie, Panzerbataillon 14, SETC 2018
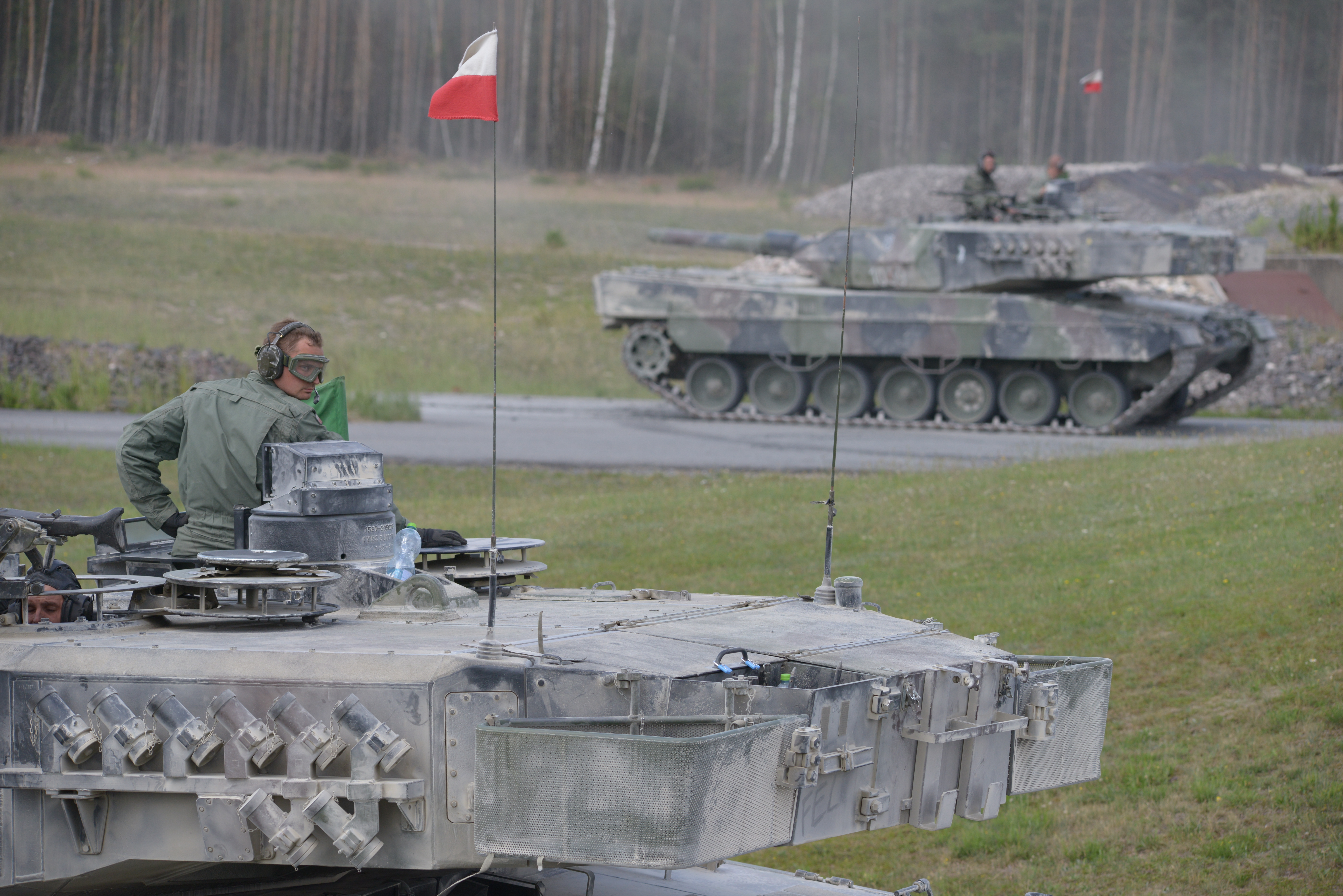
Leopard 2A5PL, 34 Brygada Kawalerii Pancernej, SETC 2018
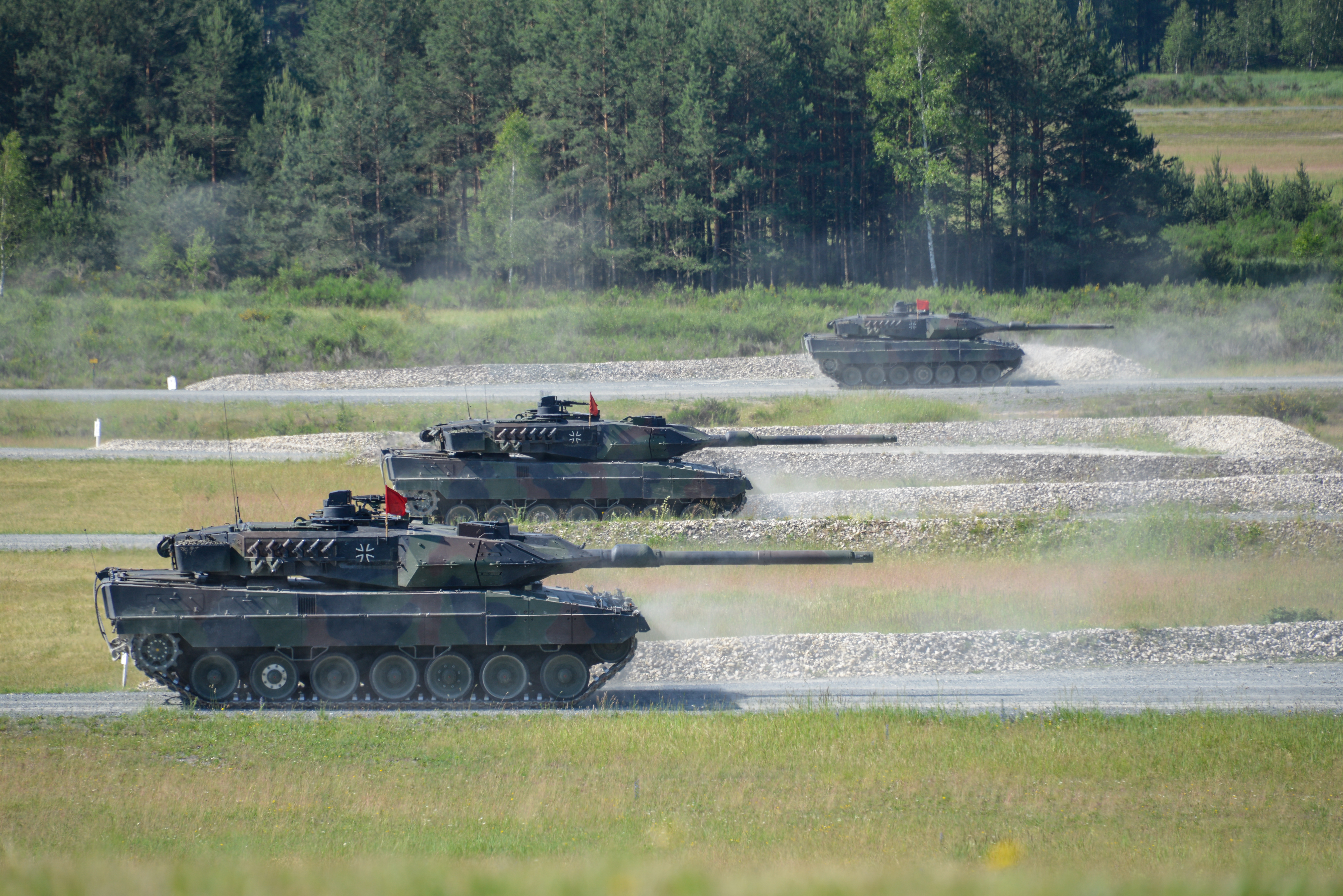
Leopard 2A6, 3. Kompanie, Panzerbataillon 393, SETC 2018

##### Hellenic Tank Challenge
En 2020, la Grèce lance son propre "Tank Challenge". La première édition s'est passée entre le 14 et le 18 septembre 2020. Les différentes unités sont, la XXIII Ταξιαρχία (23e Brigade), la XXV Ταξιαρχία (25e Brigade) sur Leopard 2HEL, la XX Ταξιαρχία (20e Brigade), XXI Ταξιαρχία (21e Brigade) sur Leopard 2A4GR et le 3rd Battalion, 15th Infantry Regiment sur M1A1SA.
La XXI Ταξιαρχία (21e Brigade) à gagner la première édition, face aux américains,,,.
| Place | Unités                                                    | Chars         |
| ----- | --------------------------------------------------------- | ------------- |
| 1     | XXI Ταξιαρχία (21e Brigade)                               | Leopard 2A4GR |
| 2     | 3rd Battalion, 15th Infantry Regiment, United States Army | M1A1SA        |
| 3     | XXIII Ταξιαρχία (23e Brigade)                             | Leopard 2HEL  |

La deuxième édition, s'est passée entre le 1re et le 5 novembre 2021 au Camp Triantaphyllides. Différentes unités ont participé à l'exercice, XXIII Ταξιαρχία (23e Brigade) et la XXV Ταξιαρχία (25e Brigade) sur Leopard 2HEL, XX Ταξιαρχία (20e Brigade), XXI Ταξιαρχία (21e Brigade) sur Leopard 2A4GR et la C Company, 3st Battalion, 16th Infantry Regiment sur M1A2SEPv2.
La XXIII Ταξιαρχία (23e Brigade) à gagner la seconde édition,,,,,,,,.
| Place | Unités | Chars        |
| ----- | --- | ------------ |
| 1     | XXIII Ταξιαρχία (23e Brigade)                                                                                                | Leopard 2HEL |
| 2     | C Company, 3st Battalion, 16th Infantry Regiment, 1st Armored Brigade Combat Team, 1st Infantry Division, United States Army | M1A2SEPv2    |
| 3     | XXV Ταξιαρχία (25e Brigade)                                                                                                  | Leopard 2HEL |

La troisième édition s'est passée le 29 octobre au 5 novembre 2022 à Petrohori. Les différentes unités ont participé à l'exercice, XXIII Ταξιαρχία (23e Brigade) et la XXV Ταξιαρχία (25e Brigade) sur Leopard 2HEL, XX Ταξιαρχία (20e Brigade), XXI Ταξιαρχία (21e Brigade) sur Leopard 2A4GR et la C Company, 1st Battalion, 18th Infantry Regiment sur M1A2SEPv2,,.

### En opération
Le Leopard 2 a été utilisé sur trois théâtres d’opérations sous les couleurs de quatre pays.

#### Bosnie
Stabilization Force et Implementation Force
Les Pays-Bas ont participé à la SFOR et IFOR, en envoyant le 101 Tankbaljon, entre décembre 1996 et juin 1997, entre mai et novembre 2000, du début 2003 à avril 2004.

#### Kosovo
La KFOR au Kosovo
- La Heer déploie en 1999 des troupes dans le cadre de la force de maintien de la paix KFOR. Des échanges de tirs ont lieu entre des soldats allemands appuyés par des Leopard 2A5 et les occupants d’une voiture.

#### Afghanistan
L'Afghanistan (FIAS - Force internationale d'assistance et de sécurité)
- Forces armées canadiennes

L'armée canadienne a implanté dans le cadre de l'OTAN une mission en Afghanistan, appuyée par des troupes et des équipements militaires. Après l'utilisation d'une quinzaine de Leopard 1 C2 par le Lord Strathcona's Horse (Royal Canadians) - première unité occidentale à déployer des chars de combat dans ce pays - à partir d'octobre 2006-, 20 Leopard 2A6M loués à l'armée allemande ont été pris en compte durant l’été 2007. Au cours d'un engagement le 2 novembre 2007, un Leopard 2 canadien a été frappé par un engin explosif improvisé, préservant son équipage de dommages mortels.
- Forces armées danoises

Les troupes danoises ont été déployées en Afghanistan dans le cadre de l'OTAN, avec l'appui de véhicules blindés, dont quatre Leopard 2A5DK du régiment des Dragons du Jutland en octobre 2007. Ces blindés ont aussi apporté leur assistance à d'autres forces, en particulier aux soldats britanniques. Le 25 juillet 2008, un Leopard danois est touché par un engin explosif improvisé. Le conducteur du char décède de ses blessures malgré une intervention médicale.

#### Syrie
Opération Bouclier de l'Euphrate.
- Forces armées turques À la fin de 2016, l'armée turque est intervenue dans le nord de la Syrie. Elle y a déployé une cinquantaine de Leopard 2A4TR de la 2e brigade blindée de la Première armée à partir de décembre 2016. Mi-janvier 2017, elle avait perdu une dizaine de Leopard 2A4 contre Daech dans la région d'Al-Bab[188] qui utilise des missiles antichars russes pour des tirs contre le flanc de ces blindés lorsqu'ils sont généralement en position statique[189].

#### Guerre russo-ukrainienne
Il fait partie des matériels demandés par l'Ukraine pour repousser l'invasion russe et sont fournis par la Pologne, la Finlande, la Suède. Neuf pays ont promis de livrer 150 chars Léopard 2 en date de mai 2023 à l'Ukraine. En 2024, 59 Leopard 2A4 ont été livrés (29 par l'Espagne, 14 par la Pologne, 8 par la Norvège, 8 par le Canada), 21 Leopard 2A6 (18 par l'Allemagne et 3 par le Portugal) et 10 Strv 122 (équivalent 2A5) par la Suède. Soit un total de 90 Leopard 2. 14 supplémentaires sont prévus par le Danemark et les Pays-Bas.

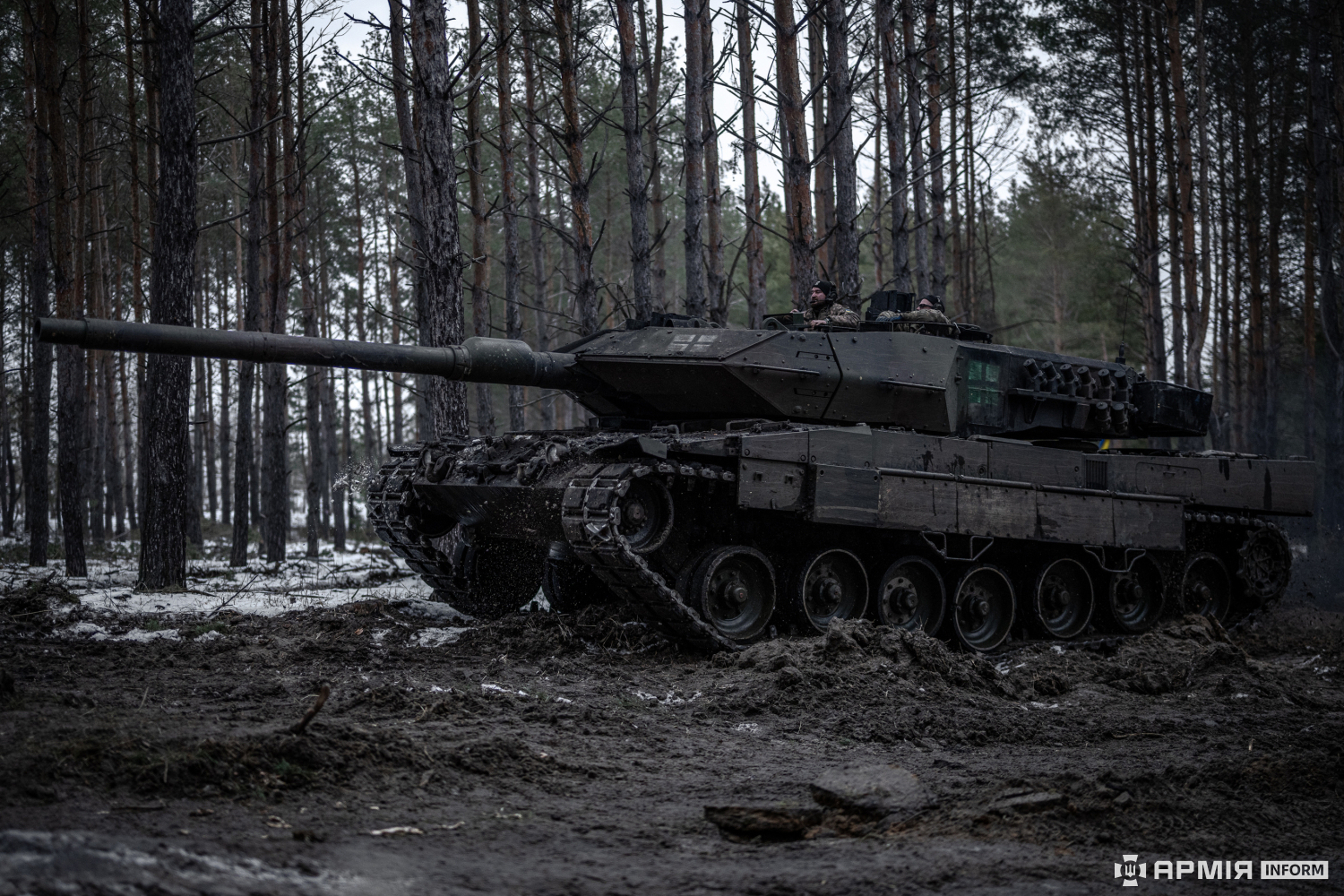
Leopard 2A6 ukrainien

Les 7 et 8 juin 2023, les forces armées russes publient plusieurs vidéos de drones du front de Zaporijia montrant une offensive ukrainienne avec la première utilisation de chars Leopard 2A4 et 2A6. À la date du 16 mai 2024, au moins 17 Leopard ont été détruits (10 Léopard 2A4, 6 2A6 et 1 2A5), 21 ont été endommagés (10 2A4, 5 2A5 et 62A5) sans avoir si certains ont été endommagés plusieurs fois.
Les Leopard 2A4 équipent le bataillon de chars de la 33e brigade mécanisée. Dans un premier temps, les 2A6 équipent la 47e brigade mécanisée avant d'être transférés dans la 21e brigade mécanisée déjà équipée des 10 Stridsvagn 122[Quand ?].

#### enhanced Forward Presence (eFP)

##### Lituanie
Les Leopard 2A4NO du Telemark Bataljon norvégien participa au eFP Lithuania en 2017,.
En août 2018, le Panzerbataillons 393 a été déployé avec ses Leopard 2A6.
Le Panzerbataillons 104 a pris la relève du Panzerbataillons 393 en février 2019 avec ses Leopard 2A6,.

## Utilisateurs

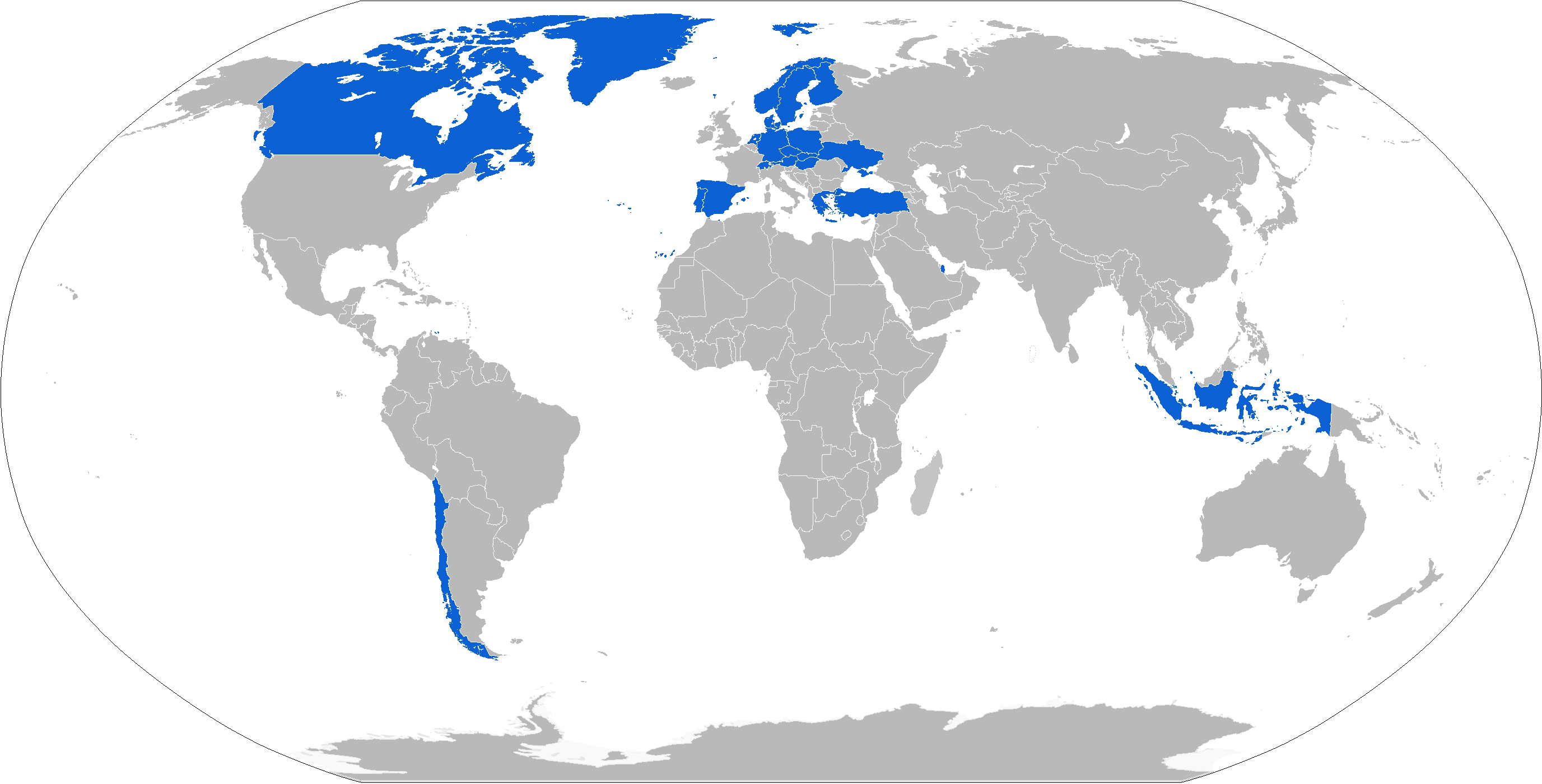
Pays utilisateurs du Leopard 2.

Le Leopard 2 est l’actuel char ouest-européen de loin le plus exporté depuis les années 1980. Dans les années 2000, il connaît un fort regain d'intérêt en partie grâce aux surplus dus à la diminution des forces armées en Europe :
| Pays                   | Type                                                            | Quantité (estimée)                                                   | Origine                         | Notes |
| ---------------------- | --------------------------------------------------------------- | -------------------------------------------------------------------- | ------------------------------- | --- |
| Autriche               | 2A4Ö                                                            | 56                                                                   | Allemagne                       | La Bundesheer a initialement acquis 114 Leopard 2A4 provenant de stocks néerlandais excédentaires, plus une tourelle, en 1996. En 2006, le nombre de chars a été réduit à deux bataillons de chars, et 40 des Leopard 2A4 ont été revendus à KMW en 2011 (le Canada a perdu l'appel d'offres pour les acheter). En 2017-19, un troisième bataillon de chars a été ajouté et le nombre de chars en service actif a été porté à 56. En 2023, l'Autriche annonce moderniser sa flotte de chars au standard 2A7. |
| Autriche               | Leopard 2 de formation des conducteurs                          | 4                                                                    | Allemagne                       | [ 201 ] |
| Canada                 | 2A4 CAN                                                         | 34 (utilisé pour la formation)                                       | Allemagne                       | Acquisition de 100 Leopard 2A4 auprès des Pays-Bas en 2009. Quinze chars Leopard 2A4 supplémentaires ont été achetés à l'armée allemande pour les pièces détachées. 20 modifiés en 2A4M CAN et 18 convertis en AEV, laissant 42 en service actif d'ici 2022, principalement pour l'entraînement. 8 livrés à l'Ukraine en avril 2023. En janvier 2023, il a été signalé que la majorité des Leopard 2 canadiens étaient dans un état de délabrement, avec seulement 15 chars, soit seulement 20 %, opérationnels et prêts à l'emploi,. |
| Canada                 | 2A4M CAN                                                        | 20                                                                   | Allemagne                       | 2A4 avec un blindage modulaire adapté de la variante Leopard 2A7+ et des sections de blindage à lamelles, ainsi qu'une électronique améliorée et une tourelle entièrement numérique. Il était également prévu que le canon principal soit mis à niveau vers la variante L55, mais le canon L44 a été jugé favorable aux conditions rencontrées en Afghanistan à l'époque, et a donc été conservé. |
| Canada                 | 2A6M CAN                                                        | 20                                                                   | Allemagne                       | Initialement loué à la Bundeswehr à partir de la mi-2007 pour soutenir le déploiement canadien en Afghanistan. Premier char reçu le 2 août 2007, et arrivant en Afghanistan le 16 août 2007. Les 2A6M ont été définitivement acquis par le Canada en échange de 20 des 2A4 achetés aux Pays-Bas, qui ont été améliorés au standard 2A7 et donnés à l'Allemagne en guise de paiement. |
| Canada                 | BPz 3A1 Büffel ARV                                              | 11                                                                   | Allemagne Suisse                | 2 Bergepanzer 3 Büffel achetés à la Bundeswehr pour être utilisés en Afghanistan. 12 Pz 87 suisses excédentaires ont été achetés en 2011 pour être transformés en ARV. Le Canada a annoncé qu'il fournirait un de ses 12 ARV à l'Ukraine. |
| Canada                 | Wisent 2 "Ram" AEV                                              | 18                                                                   | Allemagne Canada                | FFG Canada a reçu le contrat en 2014 pour convertir 18 des Leopard 2A4 néerlandais du Canada en Wisent 2 AEV. Les véhicules ont été convertis au Nouveau-Brunswick et les 18 ont été livrés en 2018. |
| Chili                  | 2A4CHL                                                          | entre 130 et 162                                                     | Allemagne                       | Acquis en 2007, mis à niveau au standard Leopard 2A4CHL (plus 8 utilisés comme pièces de rechange),. |
| Chili                  | Leopard 2 de formation des conducteurs                          | 2                                                                    | Allemagne                       | [ 215 ] |
| République Tchèque     | 2A8CZ                                                           | 77                                                                   | Allemagne                       | Lors d'une réunion tenue le 24 mai 2023, le gouvernement tchèque a autorisé la ministre de la Défense Jana Černochová à négocier la possibilité d'achat de Leopard 2A8 par la République tchèque. La République tchèque prévoit d'acquérir environ 70 Leopard 2A8,. Le gouvernement approuvera un accord sur l'adhésion à l'acquisition conjointe de chars Leopard 2A8 dans les semaines à venir, a déclaré aujourd'hui la ministre de la Défense Jana Černochová (ODS) à ČTK. |
| République Tchèque     | 2A4CZ                                                           | 42                                                                   | Allemagne                       | En juillet 2016, des officiers de l'armée de la République tchèque ont visité une base militaire espagnole à Saragosse où sont stockés des Leopards 2A4 espagnols. La République tchèque était intéressée par le remplacement de ses T-72M4CZ produits localement et de ses T-72M/T-72M1 vieillissants. Aucun accord officiel n'a été signé. Plus tard, l'armée tchèque a officieusement annoncé que les Leopards espagnols étaient en trop mauvais état pour être achetés. En mai 2022, le ministère tchèque de la défense a annoncé qu'il recevrait 15 Leopards 2A4 de l'Allemagne en échange de chars tchèques qui seront donnés à l'Ukraine pour l'aider à se défendre contre l'invasion russe, et qu'il pourrait acheter jusqu'à 50 variantes modernes 2A7+ plus tard,. Il a ensuite été précisé que la Tchécoslovaquie recevrait 14 Leopard 2A4 et 1 BPz 3 ARV. Le premier Leopard 2A4 a été livré le 21 décembre 2022, et les 14 ont été livrés à partir du 21 novembre 2023. En février 2024, le ministère tchèque de la défense a annoncé avoir reçu une offre de l'Allemagne pour 14 Leopard 2A4 et 1 Büffel ARM supplémentaires en compensation des transferts d'armes à l'Ukraine. Cette offre de chars gratuits est accompagnée d'une offre d'achat du même nombre de véhicules de la plateforme Leopard 2A4 (14 Chars + 1 ARV) pour "moins de centaines de millions d'euros". Si ces deux offres sont acceptées, l'armée tchèque possédera 42 chars de combat Leopard 2A4 et 3 véhicules blindés de combat Büffel en complément de l'achat prévu de la variante Leopard 2A8,. Le 31 juillet 2024, les ministères de la Défense allemands et tchèques se sont mis d'accord pour une livraison de 14 Leopard 2A4 et d'un BPz3 Büffle supplémentaire. Le ministère tchèque de la Défense prévoit maintenant d'acheter 14 Leopard 2A4 supplémentaires, portant le nombre total à 42 chars. La livraison des 14 chars devrait avoir lieu au cours de l'année 2026. |
| République Tchèque     | BPz3 Büffel ARV                                                 | 2                                                                    | Allemagne                       | Partie du paquet "Ringtausch", qui sera livré en 2024. |
| Danemark               | 2A7DK                                                           | 44                                                                   | Allemagne                       | L'armée royale danoise a reçu ses premiers chars Leopard 2 provenant de stocks allemands excédentaires en 1998. Ceux-ci ont été modernisés de la norme 2A4 à la norme 2A5DK (égale à la norme Leopard 2A6 moins le canon L/55) en 2004-2006, date à laquelle l'armée a utilisé 57 Leopard. En 2023, ils en avaient 44, qui ont tous été mis à la norme A7 avec des modifications danoises entre 2019 et 2023,. |
| Danemark               | Leguan AVLB                                                     | 10                                                                   | Allemagne                       | 7 Leopard 2A5DK convertis en poseurs de ponts. 10 utilisés à partir de 2021. |
| Danemark               | Leopard 2 ARV                                                   | 10                                                                   | Allemagne                       | Basé sur Leopard 2, à partir de 2025. |
| Danemark               | Leopard 2 MC/AEV                                                | 6                                                                    | Allemagne                       | Basé sur Leopard 2, à partir de 2025. |
| Espagne                | 2A4E                                                            | 98 (55 actif)                                                        | Allemagne                       | 108 loués à l'Allemagne à des fins d'entraînement en 1995, et achetés en 1998. En 2023, 55 sont en service actif dans les régiments de cavalerie blindée "Montesa" no 3 et "Alcántara" no 10,. Les 53 autres ont été stockés à Saragosse. 11 Leopard 2A4 ont été retirés de l'installation de stockage de Saragosse afin d'être remis en état pour "avoir la même létalité que les Leopard 2 modernes". L'Espagne envisage d'envoyer 40 des 53 Leopard 2A4E stockés à Saragosse, bien qu'ils nécessitent d'importantes réparations en raison d'une inondation survenue en 1997; les 13 autres sont sans tourelle ou inutilisables. Au moins dix d'entre eux ont été transférés en Ukraine,. Le 5 avril 2023, la ministre de la défense Margarita Robles a annoncé que l'Espagne enverrait 6 Leopard 2A4 à l'Ukraine d'ici la seconde moitié du mois d'avril. |
| Espagne                | 2E                                                              | 219                                                                  | Espagne                         | Santa Bárbara Sistemas a fabriqué 60 % du contrat sous licence. 219 Leopard 2E + 4 chars d'entraînement. |
| Espagne                | BPz3 Büffel ARV                                                 | 16                                                                   | Allemagne                       | 16 en possession en 2021. |
| Espagne                | Leopard 2 de formation des conducteurs                          | Nombre inconnu                                                       | Espagne                         | Véhicule auto-école, basé sur Leopard 2E. |
| Finlande               | 2A4FIN                                                          | 139 (+27 pour les pièces détachées.)                                 | Allemagne                       | En 2003, l'armée finlandaise a acheté 124 2A4 provenant de stocks allemands excédentaires. Douze d'entre eux ont été convertis en chars poseurs de ponts (Leopard 2L) et Leopard 2R et douze ont été démontés pour être utilisés comme pièces de rechange, ce qui laisse 100 chars opérationnels. En 2009, l'armée finlandaise a acheté 15 autres Leopard 2A4 de surplus allemand pour les pièces de rechange de la flotte existante, ce qui porte le nombre total de Leopard 2A4 à 139. |
| Finlande               | 2A6FIN                                                          | 100                                                                  | Allemagne                       | En janvier 2014, la Finlande a convenu avec les Pays-Bas d'acheter 100 chars d'assaut Leopard 2A6NL d'occasion pour un montant d'environ 200 millions d'euros. En 2015, la plupart des Leopard 2A4 ont été mis en réserve, certains ayant été convertis en véhicules anti-aérien Marksman, en chars poseurs de ponts et en chars de déminage. |
| Finlande               | Ilmatorjuntapanssarivaunu 90                                    | 6                                                                    | Allemagne Finlande Royaume-Uni  | Six châssis Leopard 2A4 ont été utilisés pour remplacer le châssis T-55AM en 2015 pour le SPAAG Marksman. |
| Finlande               | Leguan AVLB "Siltapanssarivaunu Leopard 2L"                     | 10                                                                   | Allemagne Finlande              | Six Leopard 2A4 ont été transformés en ponts en 2008. Voir les notes sur les 2A4 et 2A6. 10 poseurs de ponts possédés à partir de 2021. |
| Allemagne (Industrie)  | 2A4                                                             | N/A                                                                  | Allemagne de l'Ouest            | Retiré du service. Les Leopard 2A4 restants ont été convertis en véhicules de soutien, sont stockés à long terme, ou chez KMW et Rheinmetall pour la revente. |
| Allemagne (Bundeswehr) | 2A5                                                             | 19                                                                   | Allemagne                       | La Bundeswehr disposait de 285 Leopard 2A5 - Lot 1: + 225 exemplaires améliorés du Leopard 2A4 - Lot 2: + 125 étaient prévus pour être mis à niveau à partir du Leopard 2A4, mais en raison d'améliorations ultérieures, seuls 60 ont été mis à niveau vers le Leopard 2A5, les 65 restants ont été mis à niveau directement à partir du Leopard 2A4 vers le Leopard 2A6 Par la suite, certains ont été vendus et modernisés : - - 160 ont été transformés en Leopard 2A6 - - 105 vendus à la Pologne en 2013 après que l'Allemagne a décidé de limiter sa flotte à 225 chars |
| Allemagne (Bundeswehr) | 2A6                                                             | 68                                                                   | Allemagne                       | 225 Leopard 2 ont été mis à niveau au standard A6: - + 160 modifié à partir du Leopard 2A5 - + 65 mis à niveau à partir du Leopard 2A4 La Bundeswehr a également acheté : - + 18 provenant de l'armée néerlandaise en 2015 Certains d'entre eux ont été revalorisés / transférés: - - 70 mises à niveau vers le Leopard 2A6M - - 51 mises à niveau vers le standard Leopard 2A6A3 - - 20 ont été transformés en Leopard 2A7, qui ont à nouveau été transformés en Leopard 2A7V - - 16 ont été directement transformés en Leopard 2A7V - - 18 transférés à l'Ukraine en 2023 (14 + 4) |
| Allemagne (Bundeswehr) | 2A6A3                                                           | 34                                                                   | Allemagne                       | Leopard 2A6 équipé du nouveau système optronique de commandement Peri R17A3 - + 51 en service en 2019 - - 17 retirés du service en 2022 pour être modifiés en Leopard 2A7A1 |
| Allemagne (Bundeswehr) | 2A6M                                                            | 20                                                                   | Allemagne                       | Leopard 2A6 avec une meilleure protection contre les mines. - + 70 ont été modifiés à partir de Leopard 2A6 - - 50 plus tard modernisé en Leopard 2A6MA3 standard |
| Allemagne (Bundeswehr) | 2A6MA3                                                          | 50                                                                   | Allemagne                       | Leopard 2A6M équipé du nouveau système optronique de commandement Peri R17A3. - 50 modifiés à partir du Leopard 2A6M |
| Allemagne (Bundeswehr) | 2A7V                                                            | 104                                                                  | Allemagne                       | |
| Allemagne (Bundeswehr) | 2A7A1                                                           | 17 en commande                                                       | Allemagne                       | Commande - novembre 2021 Livraison - 2024 - 2025 Nouvelle variante équipée du système de protection active Trophy. KMW a fabriqué 17 nouveaux châssis, la Bundeswehr a fourni 17 tourelles de la variante Leopard 2A6A3. KNDS a délivrer le premier Leopard 2A7A1 le 29 octobre 2024,. |
| Allemagne (Bundeswehr) | 2A8                                                             | 123                                                                  | Allemagne                       | En 2023, l'Allemagne a commandé 18 Leopard 2A8 avec une option de 105 autres à KMW. Les livraisons des 18 Leopard 2A8 remplaçant les 18 Leopard 2A6 envoyés par l'Allemagne à l'Ukraine commencent en 2025. 105 Leopard 2A8 supplémentaires sont commandés en juillet 2024 pour 2,9 milliards d’euros, les chars seront livrés entre 2026 et 2030 en différents lots de 24 pièces, 36 pièces et 34 pièces. Un budget de 2,3 milliards d'euros est prévu à cet effet. Le contrat prévoit en outre que KNDS Allemagne garantisse la disponibilité de 60% des chars dans l'état E0 (opérationnel) et de 90% dans l'état E1 (opérationnel sous conditions) au cours des cinq premières années. Un montant de plusieurs dizaines de millions d'euros par an est prévu à cet effet pour les 18 chars. Avec cette acquisition, le parc de Leopard 2 au sein de la Bundeswehr s'élèvera à environ 425 unités. Les 105 chars permettront d'équiper environ deux brigades, une partie va être utilisée pour la brigade en Lituanie,. |
| Allemagne (Bundeswehr) | BPz3 Büffel ARV                                                 | 75                                                                   | Allemagne                       | 75 dans les stocks de l'armée à partir de 2021. |
| Allemagne (Bundeswehr) | PiPz 3 Kodiak AEV                                               | 44                                                                   | Allemagne                       | 44 dans les stocks de l'armée à partir de 2021. |
| Allemagne (Bundeswehr) | Leguan AVLB                                                     | 31                                                                   | Allemagne                       | 31 dans les stocks de l'armée à partir de 2021. |
| Grèce                  | 2A4GR                                                           | 183                                                                  | Allemagne                       | En mai 2022, il a été rapporté que la Grèce était en discussion avec KMW pour mettre à niveau l'ensemble des 183 véhicules au standard 2A7HEL. |
| Grèce                  | 2HEL                                                            | 170                                                                  | Grèce                           | Fabriqué en Grèce. |
| Grèce                  | BPz3 Büffel ARV                                                 | 25                                                                   | Allemagne                       | 25 exploité en 2021. |
| Hongrie                | 2A4HU                                                           | 12                                                                   | Allemagne                       | Les douze 2A4 sont arrivés en décembre 2020. |
| Hongrie                | 2A7HU                                                           | 44                                                                   | Allemagne                       | Un contrat portant sur 44 Leopard 2A7+ et 12 Leopard 2A4 d'occasion a été signé en décembre 2018. Le premier char 2A7+ est arrivé le 6 décembre 2023,. |
| Hongrie                | Wisent 2 ARV                                                    | 6                                                                    | Allemagne                       | 6 en possession en 2021. |
| Hongrie                | BPz3 Büffel ARV                                                 | 9                                                                    | Allemagne                       | 9 en possession en 2021. |
| Hongrie                | Leguan AVLB                                                     | 3                                                                    | Allemagne                       | 3 en possession en 2021. |
| Indonésie              | 2A4+                                                            | 42                                                                   | Allemagne Suisse                | L'Indonésie a demandé et obtenu l'autorisation d'acheter 103 Panzer 87 rénovés provenant des stocks excédentaires de la Bundeswehr en 2013. En septembre 2013, l'armée indonésienne a reçu les deux premiers Leopard 2A4. Les Leopard 2 ont été modifiés pour s'adapter au climat tropical de l'Indonésie et ont été renommés en interne Leopard 2A4+. Les Leopard 2 indonésiens étaient à l'origine des Panzer 87, et utilisent des FN MAG, certains utilisant des M240C/D comme mitrailleuses montées sur coaxial. |
| Indonésie              | 2RI                                                             | 61                                                                   | Allemagne Suisse                | Environ 62 Leopard 2A4 ont été mis à niveau au standard Revolution par Rheinmetall. |
| Indonésie              | BPz3 Büffel ARV                                                 | 4                                                                    | Allemagne                       | Achetés avec des Leopard 2A4+ rénovés. |
| Indonésie              | PiPz 3 Kodiak AEV                                               | 3                                                                    | Allemagne                       | Achetés avec des Leopard 2A4+ rénovés. |
| Indonésie              | Leguan AVLB                                                     | 3                                                                    | Allemagne                       | Achetés avec des Leopard 2A4+ rénovés. |
| Pays-Bas               | 2A6MA2                                                          | 18 (loué)                                                            | Allemagne                       | 18 sont actuellement loués à l'Allemagne et utilisés par le 414e bataillon de chars germano-néerlandais. Il a été brièvement envisagé de les donner à l'Ukraine, mais le gouvernement néerlandais a décidé de les conserver. L'armée royale néerlandaise utilisait auparavant 445 Leopard 2. 330 d'entre eux ont été mis au standard 2A5 en 1993, et plus tard, 188 d'entre eux ont été convertis au standard 2A6. La majorité de ces Leopard 2 ont été vendus après la fin de la guerre froide. En avril 2011, le ministère néerlandais de la Défense a annoncé que la dernière division de chars serait dissoute et que les chars Leopard restants seraient vendus en raison d'importantes réductions budgétaires. En mai 2011, le dernier char a tiré le dernier coup de feu sur la zone d'entraînement de Bergen-Hohne. Ils devaient être livrés à l'armée indonésienne, qui prévoyait d'acheter la totalité du stock néerlandais de Leopard 2A6. L'accord a été abandonné en raison de l'opposition du Parlement néerlandais. L'armée néerlandaise a offert ses Leopard 2A6 précédemment utilisés pour des essais comparatifs qui seront menés par l'armée péruvienne en vue d'une éventuelle acquisition. En septembre 2013, le Leopard 2A6 avait été disqualifié par le Pérou en raison de problèmes logistiques. Les Leopard 2 ont finalement été vendus à la Finlande dans le cadre d'un accord signé en janvier 2014 pour un montant de 200 millions d'euros, les livraisons devant débuter entre 2015 et 2019. En septembre 2015, le gouvernement néerlandais a publié que l'armée allait faire déstocker 16 chars. Un Leopard 2 est exposé au musée militaire. |
| Pays-Bas               | 2A6MA3                                                          | (loué)                                                               | Allemagne                       | Le 414e bataillon de chars germano-néerlandais utilise des Leopard 2A6MA3 en plus des Leopard 2A6MA2 qui sont tous deux loués à l'Allemagne. |
| Pays-Bas               | 2A8NL                                                           | 46 commandés en 2024                                                 | Allemagne                       | En 2023, Berlin a invité les Pays-Bas à participer à l'initiative d'acquisition du Leopard 2A8. Le 5 septembre 2024, le ministre de la défense néerlandaise Ruben Brekelmans annonce sur X (anciennement Twitter) le retour des chars dans l'armée néerlandaise avec un bataillon de chars, après leur disparition de l'armée en 2011,. Le secrétaire d'État Gijs Tuinman à annoncer le 14 octobre 2024, que les Pays-Bas allés acquérir 46 Leopard 2A8 pour une fourchette de 1 et 2,5 milliards d'euros. Les chars entreront en service entre 2027 et 2030. Cette somme tient compte du Maintien en condition opérationnelle [MCO], des pièces de rechange, des « équipements spéciaux » et de la formation. Option pour six véhicules supplémentaire afin de former un bataillon blindé OTAN (52 chars). |
| Pays-Bas               | BPz3 Büffel ARV                                                 | 25                                                                   | Allemagne                       | Exploitation de 25 ARV à partir de 2021. |
| Pays-Bas               | PiPz AEV                                                        | 10                                                                   | Allemagne                       | Exploitation de 10 AEV à partir de 2021. |
| Pays-Bas               | Leguan AVLB                                                     | 10                                                                   | Allemagne                       | Exploitation de 10 AVLB à partir de 2021. |
| Norvège                | 2A4NO                                                           | 28                                                                   | Allemagne                       | L'armée norvégienne a initialement acheté 52 anciens Leopard 2A4NL néerlandais, mais un certain nombre d'entre eux ont depuis été cannibalisés pour les pièces de rechange et/ou ont été reconstruits dans des variantes de soutien. Seuls 36 de ces chars sont encore actifs et opérationnels en 2023 ; 8 ont été donnés à l'Ukraine,. |
| Norvège                | 2A8 NOR (initialement 2A7NO)                                    | 54 (en attente de livraison)                                         | Allemagne Norvège               | Le 18 février 2023, il a été annoncé que le gouvernement norvégien avait commandé 54 nouveaux chars Leopard 2A7NO à KMW. Plus tard, à la mi-juin, il a été annoncé que la commande de 2A7 avait été remplacée par une variante 2A8 NOR nouvellement spécifiée. Le 2A8 NOR s'appuie sur le modèle allemand 2A8 avec l'APS EuroTrophy intégré, tout en ayant certaines caractéristiques spécifiques à la Norvège telles que la solution ICS/CORTEX de Kongsberg et les systèmes de gestion du champ de bataille FACNAV/norBMS de Teleplan Globe. Le fabricant de chars KNDS Deutschland et l'entreprise norvégienne Ritek ont signé 11 juin 2024 un accord pour la construction d'une usine de fabrication de chars de combat Leopard 2 en Norvège, selon une publication du gouvernement norvégien. L'accord prévoit que 37 des 54 Leopard 2 A8NOR commandés par la Norvège en 2023 seront assemblés à Levanger. En outre, le projet prévoit, selon le gouvernement norvégien, que Ritek ne se limite pas à l'assemblage des chars Leopard norvégiens, mais devienne aussi un centre nordique de maintenance, de réparation et de mise à niveau de la flotte nordique de chars Leopard. De plus, il serait prévu de maintenir la chaîne de production après la fabrication des chars de combat norvégiens, de sorte que le site puisse par ailleurs produire pour l'exportation vers d'autres pays. Selon des cercles bien informés, le début de la production est prévu pour le deuxième semestre 2026. Si c'est le cas, le premier char devrait sortir de la chaîne de production quelques mois plus tard, car on peut s'attendre à ce que les composants nécessaires à la construction aient déjà été commandés. |
| Norvège                | Wisent 2 ARV                                                    | 6+3                                                                  | Allemagne                       | En mai 2015, il a été annoncé que l'armée norvégienne avait commandé 6 Wisent 2 en configuration ARV. 3 ARV supplémentaires ont été commandés en juin 2023. |
| Norvège                | Wisent 2 AEV                                                    | 6+8                                                                  | Allemagne                       | Une deuxième commande de 6 Wisent 2 a été annoncée en septembre 2018, mais ceux-ci ont été livrés dans la configuration AEV. 8 AEV supplémentaires ont été commandés en juin 2023. |
| Norvège                | Leguan AVLB                                                     | 6                                                                    | Allemagne                       | En mars 2019, la Norvège a signé un accord avec Krauss-Maffei Wegmann pour l'acquisition de 6 nouveaux poseurs de ponts. Leguan, dont les livraisons ont commencé à l'été 2022,. |
| Pologne                | 2A4PL                                                           | 142 (initiallement) ~45 (- 14 don à l'Ukraine, -82 Leopard 2PL/PLM1) | Allemagne                       | Après la réorganisation de ses forces blindées par la 7. Panzerdivsion de la Bundeswehr en 1999, la Pologne choisit en 2001 de prendre des Leopard 2A4 pour standardiser ses équipements. Le 15 septembre 2002, les 15 premiers Leopard 2 furent réceptionnés et adoptés par l'armée polonaise, les Leopard 2A4 provenaient des Panzerbataillon 294 et 304 qui avaient été dissoute. |
| Pologne                | 2A5PL                                                           | 105                                                                  | Allemagne                       | 105 Leopard 2A5 provenant directement de la Bundeswehr ont été achetés avec 14 autres 2A4, 16 Biber AVLB et d'autres équipements par la Pologne en 2013 pour un montant de 183 millions d'euros. Le dernier char a été livré le 30 novembre 2015,. |
| Pologne                | 2PL                                                             | ~45                                                                  | Allemagne Pologne               | 128 Leopard 2A4 devaient être modernisés au standard Leopard 2PL, dans le cadre d'un contrat d'une valeur de 2 415 millions de PLN signé en décembre 2015. En 2018, un contrat de suivi a été signé pour moderniser un deuxième lot de 14 Leopard 2A4. À partir de juillet 2022, 45 ont été converties à partir de février 2023,. Le Leopard 2PL est doté de nouveaux équipements de visée pour le tireur, le commandant et le conducteur, d'un niveau de protection accru, d'un canon amélioré, d'un système d'extinction des incendies amélioré et de l'installation d'un groupe électrogène auxiliaire,. - 12 en 2020 - 13 en 2021 |
| Pologne                | 2PLM1                                                           | ~37                                                                  | Allemagne Pologne               | Des Leopard 2A4 et certains Leopard 2PL furent modernisé au standard Leopard 2PLM1 entre 2022 et 2023,. - 19 en 2022 - 18 en 2023 |
| Pologne                | Leopard 2NJ (Nauka Jazdy / Fahrschulpanzer)                     | 2                                                                    | Allemagne                       | Le 23 novembre 2013, la Pologne acheta 2 Leopard 2 Fahrschulpanzer (véhicule d'entrainement). |
| Portugal               | 2A6                                                             | 34                                                                   | Allemagne                       | L'armée portugaise utilise 37 Leopard 2A6NL hollandais, achetés en 2008 pour 80 millions d'euros. Elle a également acheté un Leopard 2A4 et un autre pour les pièces de rechange,. En 2010, l'armée prévoyait d'acquérir 18 unités supplémentaires, pour un total de 55 Leopard 2A6, mais le ministère de la défense nationale a refusé l'achat d'unités supplémentaires en raison de coupes budgétaires. La loi de programmation militaire, signée en 2019, prévoit la modernisation de tous les Leopard 2A6 de 2026 à 2030, qui pourront également recevoir un système de protection active,. 3 Leopard 2A6PRT furent donné l'Ukraine en 2023. |
| Portugal               | Leopard 2 Fahrschulpanzer                                       | 1                                                                    | Allemagne                       | Un véhicule a été acquis en 2008 pour former les nouveaux conducteurs de Leopard 2A6. |
| Qatar                  | 2A7Q                                                            | 62                                                                   | Allemagne                       | Le Qatar a signé un contrat pour 62 Leopard 2A7+ en avril 2013,. Les livraisons ont commencé fin 2014/début 2015 et ont été achevés en 2018. Les premières unités ont été présentées lors du défilé annuel de la fête nationale du Qatar en décembre 2015. |
| Qatar                  | Wisent 2 ARV                                                    | 6                                                                    | Allemagne                       | 6 en possession en 2021. |
| Singapore              | 2SGP                                                            | 158                                                                  | Allemagne                       | En 2006, l'armée singapourienne a acquis 182 anciens Leopard 2A4 allemands, dont 32 chars de rechange,. En 2019, Singapour aurait pris livraison de 158 Leopard 2A4 et de 45 Leopard 2A7,. Toutefois, le gouvernement de Singapour a nié avoir reçu des livraisons de Leopard 2A7. |
| Singapore              | 2SG                                                             | Nombre inconnu                                                       | Allemagne                       | Un certain nombre de Leopard 2SGP ont été modernisés en 2010 par IBD Deisenroth et ST Kinetics avec un blindage composite AMAP supplémentaire et ont été renommés Leopard 2SG en octobre 2010. Ils ont été présentés pour la première fois lors d'un défilé en 2010. En 2017, deux Leopard 2SG ont été montrés pour la première fois, équipés du COAPS (Commander Open Architecture Panoramic Sight) de la société israélienne El-Op/Elbit Systems, en remplacement du PERI R17A1. |
| Singapore              | L2-ARV                                                          | 20                                                                   | Allemagne                       | 20 en possession en 2022. |
| Singapore              | L2-AEV                                                          | 14                                                                   | Allemagne Suisse                | 14 en possession en 2022. |
| Singapore              | L2-AVLB                                                         | 10                                                                   | Allemagne                       | 10 en possession en 2013. |
| Slovénie               | 2A4SVK                                                          | 15                                                                   | Allemagne                       | En août 2022, le ministère slovaque de la défense a annoncé qu'il recevrait 15 Leopards 2A4 de l'Allemagne en échange de ses 30 BVP-1 venant des réserves qui seront donnés à l'Ukraine pour l'aider à se défendre contre l'invasion russe. L'offre de l'Allemagne comprend des munitions, une formation et des pièces de rechange. Les plans de modernisation future ou l'achat de versions modernes du Leopard 2 n'ont pas été révélés à l'époque,. Le premier Leopard 2A4 a été livré le 19 décembre 2022. Le troisième Leopard 2A4 a été livré le 2 juin 2023. |
| Croatie                | 2A4HRV                                                          | 2                                                                    | Allemagne                       | Au moins deux Leopard 2A4 ont été livrés par l'Allemagne pour l'entrainement des équipages en attendant la livraison des Leopard 2A8HRV. Ils furent aperçus pour la première fois durant le défilé du 31 juillet 2025,. |
| Suède                  | Stridsvagn 122C                                                 | 96                                                                   | Allemagne Suède                 | En août 1994, 160 anciens Leopard 2A4 allemands ont été loués et ont reçu des modifications mineures. Ils ont été utilisés sous la désignation Stridsvagn 121 jusqu'à la réorganisation de l'armée suédoise en 2000, date à laquelle ils ont été stockés jusqu'à l'expiration du contrat de location en 2011. 20 chars Strv 121 ont été achetés pour être transformés en véhicules de génie et de pose de ponts et les 140 chars restants ont été renvoyés en Allemagne. La Suède a acquis 120 chars Leopard 2 améliorés et les a transformés en Stridsvagn 122. 14 des 120 Strv 122A resurent un plancher antimines prenant la désignation 122B. En 2013, la Suède lance le programme RENO (RENOvation) pour moderniser ses Strv 122A et B. À la suite de cette modernisation, les Strv 122A prennent la désignation C. 42 Strv 122 sont encore en service actif,. La Suède a confirmé qu'elle livrait 10 de ses 106 Strv 122C à l'Ukraine,. 66 Strv 122 seront modernisés au standard 2A8 et prendront la dénomination Strv 123A (voir Stridsvagn 123). |
| Suède                  | Stridsvagn 122D                                                 | 14                                                                   | Suède                           | Un plancher antimines a été intégré à 14 Strv 122A, devenant ainsi des Strv 122B. En 2013, la Suède lance le programme RENO (RENOvation) pour moderniser ses Strv 122A et B. À la suite de cette modernisation, les Strv 122B prennent la désignation D. |
| Suède                  | Stridsvagn 123A                                                 | 66 (modernisation de Strv 122)                                       | Suède                           | 66 Stridsvagn 122 seront modernisés au standard 2A8, ils prendront le nom Strv 123A,. |
| Suède                  | Stridsvagn 123B                                                 | 44 (nouvellement construit)                                          | Suède                           | 44 Stridsvagn 123 (2A8) ont été achetés le 9 janvier 2025. La livraison des chars modernisés et des nouveaux est prévue entre 2028 et 2030,. Les chars commandé prendront le nom Strv 123B. |
| Suède                  | Bärgningsbanvagn 120A (Bgbv 120A)                               | 6                                                                    | Allemagne                       | 14 en possession en 2021. |
| Suède                  | Bärgningsbanvagn 120C (Bgbv 120C)                               | 6                                                                    | Allemagne                       | Bgbv 120A modernisé au standard du Strv 122C,. |
| Suède                  | Bärgningsbanvagn 120D (Bgbv 120D)                               | 2                                                                    | Allemagne                       | Bgbv 120B modernisé au standard du Strv 122D,. |
| Suède                  | PiPz 3 Kodiak AEV                                               | 6                                                                    | Allemagne Suisse                | 6 en possession en 2021. |
| Suède                  | Leguan AVLB                                                     | 10                                                                   | Allemagne                       | 10 en possession en 2021. |
| Suisse                 | Pz 87 WE                                                        | 134                                                                  | Suisse                          | Modernisé au standard Pz 87 WE entre 2009 et 2011. |
| Suisse                 | Pz 87                                                           | 71 (en stockage)                                                     | Allemagne Suisse                | L'armée suisse a acheté 380 Leopard 2A4 désignés sous le nom de Char 87 Leo / Panzer 87. 35 ont été fabriqués par KMW et Rheinmetall, tandis que 345 ont été fabriqués sous licence en Suisse par K+W Thun entre 1987 et 1993, pour un coût d'acquisition de 3,5 milliards francs suisses. En 2015, sur les 380 Char 87 reçus, 134 exemplaires avaient été modernisés, (programme d'armement 2006), 12 avaient été transformés en chars du génie Kodiak (PA 2006), 12 devaient être transformés en chars ponts Leguan (PA 2014), 96 étaient en réserve, 10 servaient pour le remorquage, 4 étaient utilisés par Armasuisse pour des essais et 3 étaient dans des musées, soit 271 exemplaires au total. Les 109 Char 87 restants avaient été vendus ou étaient en passe de l'être. En 2010, 42 chars 87 Leo ont été vendus à l'entreprise allemande Rheinmetall Landsysteme (dépourvus de l'armement et des systèmes de communication) afin d'utiliser les châssis pour la construction de véhicules d'appui. En 2011, 12 Leopard 2 A4 (sans armement, sans systèmes de communication) ont été vendus au Canada afin de les transformer en char de génie L2-ARV (BPz3 Büffel ARV). Krauss-Maffei Wegmann en a achetés 55 exemplaires. En 2023, 134 Pz 87 WE modernisés sont actifs, tandis que les 96 Pz 87 restants ont été mis hors service et stockés à long terme, et 49 Pz 87 ont été transformés en variantes d'ingénierie depuis 2011. Le 3 mars 2023, il a été rapporté que l'Allemagne cherchait à acheter un nombre inconnu des 96 Pz 87 en réserve de la Suisse pour compléter ceux donnés à l'Ukraine par d'autres alliés Le PDG de Rheinmetall, Armin Papperger, a confirmé plus tard dans une interview que l'entreprise cherchait à acheter 36 de ces chars. La Commission de sécurité de la Suisse a voté en faveur de la mise hors service complète de 25 des Pz 87, permettant ainsi leur revente au fabricant allemand, sous réserve de l'approbation du Parlement. Le 22 novembre, le Parlement suisse a approuvé leur exportation vers Rheinmetall Landsysteme GmbH en Allemagne, à condition qu'ils restent en Allemagne, dans l'OTAN ou chez un partenaire de l'UE et qu'ils ne soient pas fournis à l'Ukraine. |
| Suisse                 | Entpannungspanzer 87                                            | 25                                                                   | Allemagne                       | Char dépannage Büffel Leopard livrés en 2004 et 2005 en remplacement du char de dépannage 65/88 |
| Suisse                 | PiPz 3 Kodiak AEV                                               | 12                                                                   | Allemagne Suisse                | Pz 87 transformés en variantes Char génie/déminage Kodiak Leopard (livrés entre 2011 et 2013), et avec cela plusieurs modules de mission ont été achetés pour plus de flexibilité : - 12 modules d'ingénierie - 6 modules de déminage - 4 kits de protection contre les mines |
| Suisse                 | Leguan AVLB                                                     | 12                                                                   | Allemagne                       | Pz 87 transformés en char pont Leguan Leopard livrés en 2018 et 2019 en remplacement du Char pont 68/88 |
| Turquie                | 2A4TU                                                           | 250*                                                                 | Allemagne                       | En 2005, des négociations ont été entamées pour l'acquisition de 289 Leopard 2 provenant des stocks de la Bundeswehr. Les premiers véhicules ont été livrés à la fin de l'été 2006, à la fin de l'année 2006, 50 Leopard 2A1 avaient été livrés. Avant leur livraison, les véhicules ont fait l'objet d'un programme d'entretien et de réparation mené par KMW et RLS. Le premier contrat fût complété par un second en 2009 pour 56 Leopard 2A4 supplémentaires, qui ont été livrés entre 2010 et 2014. Quinze véhicules de la deuxième livraison étaient destinés à fournir des pièces de rechange. |
| Turquie                | 2A4T1                                                           | 40                                                                   | Allemagne Turquie               | Au printemps 2019, des photos d'un Leopard 2A4TU ont pu être vues sur les médias sociaux, dans lesquelles des modules de blindage réactifs/passifs étaient montés à l'avant et sur les côtés tandis que la zone arrière était renforcée par des grilles de protection. En septembre 2020, il a été rendu public que, dans un premier temps. 40 Leopard 2A4TU seraient équipés de l'ensemble de protection réactive/passive Roketsan T1. Selon la SSB (Savunma Sanayii Başkanlığı en français Présidence des industries de la défense) le premier véhicule a été remis en décembre 2020,. Au début décembre 2023, les Leopard 2A4T1 effectuent leur première manœuvre. |
| Ukraine                | 2A4                                                             | ≥ 90                                                                 | Allemagne                       | Au 23 février 2023, les transferts confirmés vers l'Ukraine à partir des stocks de l'armée comprennent 14 2A4PL de Pologne, 8 2A4NO de Norvège, 8 2A4CAN du Canada, 10 2A4E d'Espagne, un nombre inconnu de chars de combat de Finlande. Les Pays-Bas ont accepté de contribuer à l'achat et à la fourniture de munitions pour les chars. Les opérateurs de chars ukrainiens ont commencé à s'entraîner sur les véhicules en février 2023 et ceux-ci devraient arriver en Ukraine en mars. Les quatre premiers chars Leopard 2A4 provenant des stocks polonais ont été livrés à l'Ukraine le 24 février 2023. Les 10 autres sont arrivés après le 7 mars. Les 8 Leopard 2A4NO ont été livrés le 20 mars 2022,. Les 8 Leopard 2A4 CAN canadiens ont été livrés avant le 18 avril 2023. L'Espagne a livré ses six premiers Leopard à la fin du mois d'avril, et les quatre autres devaient arriver en Pologne le 19 juin et être transférés en Ukraine. Rheinmetall prépare 50 Leopard 2A4 supplémentaires pour l'Ukraine, dont 30 seront remis en état à partir du 4 mars 2023,. Les 20 Leopard restants pourraient être prêts fin 2023 ou début 2024, selon un porte-parole de l'entreprise. Le 20 avril 2023, les Pays-Bas et le Danemark ont annoncé l'achat conjoint de 14 Leopard 2A4 provenant des stocks de l'industrie de défense allemande pour l'Ukraine, la livraison étant prévue pour le premier trimestre 2024,. |
| Ukraine                | Stridsvagn 122                                                  | 10                                                                   | Allemagne Suède                 | Le 24 février 2023, le ministre suédois de la Défense, Pål Jonson, a annoncé que la Suède fournirait 10 Strv 122C/D à l'Ukraine,. Livré en juillet 2023. |
| Ukraine                | 2A6                                                             | 21                                                                   | Allemagne                       | L'Ukraine a reçu à l'origine 14 Leopard 2A6 de l'Allemagne et 3 Leopard 2A6PRT supplémentaires du Portugal. La formation sur les 2A6 a commencé en Allemagne en février 2023 et ils devraient arriver en Ukraine en mars. Le 24 février, le ministère allemand de la défense a annoncé qu'il enverrait 4 Leopard 2A6 supplémentaires afin de garantir un bataillon de chars complet,. L'Allemagne a livré les 18 chars promis au 27 mars 2023. Le ministère portugais de la défense a confirmé que les 3 Leopard 2A6 promis ont également été livrés à l'Ukraine,. Les documents du Pentagone qui ont fait l'objet d'une fuite ont révélé que la Grèce pourrait donner 5 chars Leopard 2HEL et le Portugal 3 Leopard 2A6PRT supplémentaires à l'Ukraine, bien que ces livraisons n'aient pas été officiellement confirmées par les deux gouvernements,. |
| Ukraine                | BPz3 Büffel ARV                                                 | 3                                                                    | Allemagne                       | Le 24 février 2023, le Canada a confirmé qu'il fournirait un de ses ARV lors de sa prochaine livraison de quatre Leopard 2A4 CAN. Le Canada a livré son BPz3 le 18 mars 2023. L'Allemagne a confirmé qu'elle en fournissait deux ; les deux ont été livrés le 27 mars. |
| Ukraine                | 2R Minebreacher "Raivauspanssarivaunu Leopard 2R"               | 6                                                                    | Allemagne Finlande              | La Finlande a d'abord annoncé qu'elle fournissait 3 Leopard 2R et une quantité non divulguée de Leopard 2,. Trois Leopard 2R supplémentaires ont été promis par la suite. 3 auraient été abandonnés au combat en juin 2023. |
| Émirats arabes unis    | Wisent 2 ARV                                                    | 4                                                                    | Allemagne                       | Première commande en 2016.Quatre en possession en 2021. |
| Futurs opérateurs      |                                                                 |                                                                      |                                 | |
| Lituanie               | Leopard 2A8                                                     | 44                                                                   | Allemagne                       | En mars 2023, le chef de la défense lituanienne, le lieutenant-général Valdemaras Rupšys, a annoncé que l'armée lituanienne avait l'intention d'acquérir jusqu'à 54 Leopard 2. En juillet 2023, le ministère de la Défense lituanien a envoyé une lettre d'intention pour l'achat de Leopard 2 à l'entreprise allemande KMW. Le Conseil national de défense (VGT), réuni mardi 23 janvier 2024 décide de leur acquisition,. Le Conseil national de défense (VGT) confirme l'achat de Leopard 2 le 22 octobre 2024. Le lundi 16 décembre 2024, la ministre de la Défense lituanienne Dovilė Šakalienė et le ministre de la Défense allemand Boris Pistorius ont signé « le plus grand contrat de l'histoire de la Lituanie » avec l'achat de 44 Leopard 2A8,. |
| Croatie                | Leopard 2A8                                                     | 50                                                                   | Allemagne                       | Le ministère de la Défense et l'état-major général des forces armées négocient avec la société allemande Krauss-Maffei Wegmann, les négociations seraient en phase finale. Le ministre de la Défense croate Ivan Anušić et le ministre de la Défense allemand Boris Pistorius ont signé, le 28 octobre 2024, une lettre d'intention d'achat de Leopard 2A8. La Croatie livrera 30 M84A4 et 30 BVP M80 à l'Ukraine quand les premiers Leopard 2A8 seront livrés. |
| Potentiels opérateurs  |                                                                 |                                                                      |                                 | |
| Autriche               | Leopard 2A8                                                     | 58                                                                   | Allemagne                       | Un document sur des négociations entre le FPÖ (Freiheitliche Partei Österreichs) et l'ÖVP (Österreichische Volkspartei) révèle le plan de réarmement de la Bundesheer. La Landstreitkräfte (forces terrestres) devrait recevoir un bataillon de chars supplémentaire, soit 58 chars. L'investissement total serait d'1,7 milliard d'euros pour 58 chars et ce qui est autour. |
| Offres non retenues    |                                                                 |                                                                      |                                 | |
| Italie                 | Leopard 2A8IT (initialement 2A7IT)                              | 132                                                                  | Allemagne Italie                | Dans le document de planification pluriannuelle de la défense pour 2023-2025 le ministère de la défense italien annonce que l'Italie est intéressée par l'achat de Leopard 2, comprenant des variantes de combat et les versions du génie - afin de remplacer ses variantes de Leopard 1 -. Le programme est estimé à un total de 8.246,0 millions d'euros, dont une partie de 4.090,0 millions d'euros est actuellement financée, répartie sur 14 ans. Le 12 juillet 2023 la sous-secrétaire à la Défense Isabella Rauti (it) a officiellement déclaré que l'achat des Leopard 2 serait inclus dans le prochain DPP. Des négociations ont eu lieu pour l'acquisition de 132 Leopard 2A8 en version IT et d'environ 140 Leopard 2 en version spéciale. L'accord déjà signé par Leonardo et KNDS (une holding commune entre le français Nexter et l'allemand Krauss-Maffei Wegmann). Les Leopard seront produits à La Spezia par OTO Melara. La première phase est la suivante, : - Les véhicules de préséries devraient être livrés entre 2024 et 2026.La seconde phase (2027 - 2037) consiste : - 132 Leopard 2A8IT pour équiper le 2e Régiment de char (it) et les instituts de formation. - 140 Leopard 2A8 "spéciale" pour équiper les unités des brigades lourdes, moyennes et légères, tous les régiments de génie et de logistique de l'armée et les instituts de formation. Le 11 juin 2024 KNDS et Leonardo annoncent la fin des négociations pour le partenariat, ces dites négociation on commencé en décembre 2023 et poursuivaient deux objectifs : Sur le plan stratégique, l'objectif était de former un partenariat potentiel entre la division défense de Leonardo et KNDS. Les Leopard sont développés et produits par KMW — maintenant entreprise KNDS —, bien que la tourelle soit fabriquée par Krauss-Maffei Wegmann, le canon par Rheinmetall et les systèmes embarqués par le français Nexter et l'allemand Hensoldt (dans lequel Leonardo a une participation de 23%). La partie italienne souhaite qu'une bonne partie des nouveaux chars soit fabriquée par des industries italiennes : en particulier, la tourelle par l'ancien Oto Melara, l'électronique par Leonardo et peut-être même la caisse par Iveco Defence Vehicles. Les Allemands, quant à eux, souhaiteraient accorder à la partie italienne tout au plus la fourniture de quelques composants et selon certaines sources, demanderaient un accord préliminaire entre Leonardo et Iveco. Selon certaines informations, Leonardo jugerait ces conditions inacceptables et c'est précisément l'impossibilité de dénouer ce nœud qui aurait également bloqué les négociations sur l'acquisition d'Iveco Defence Vehicles. Face à cette situation, la partie italienne aurait entamé un dialogue avec Rheinmetall, qui achève le développement du nouveau char KF51 Panther,. |
| Italie                 | Leopard 2A8 en version « spéciale »                             | 140                                                                  | Allemagne Italie                | Voir note du Leopard 2A8IT |
| Roumanie               | Leopard 2                                                       |                                                                      | Allemagne                       | Le programme de modernisation a débuté en 2020, annonce l'Agence européenne de défense. Le ministère de la défense confirme qu'il dispose de fonds pour moderniser sa flotte de chars, mais la décision sur le modèle à acheter n'a pas encore été prise. « Il est prématuré de parler à ce stade de la concrétisation du projet mené par l'Agence européenne de défense (AED) concernant l'optimisation des capacités du char de combat principal Leopard 2 pour l'armée roumaine, car un certain nombre de procédures doivent être achevées au niveau de l'AED. Je confirme que nous avons des discussions à ce niveau, mais qu'elles ont pour l'instant une composante essentiellement technique », peut-on lire dans le communiqué de MApN. |
| Bulgarie               | Leopard 2A6                                                     | 24                                                                   | Allemagne                       | Le ministère bulgare de la Défense a manifesté son intérêt pour l'acquisition d'au moins 24 véhicules de Leopard 2A6. La transaction a été appuyée par une augmentation du budget militaire à 2 % du PIB d'ici 2016 dans le nouveau budget bulgare et par une promesse militaire de dépenser 2,2 milliards d'euros pour de nouveaux armements pour l'armée bulgare. |
| Arabie saoudite        | Leopard 2A7+                                                    | 600 à 800                                                            | Allemagne                       | Le gouvernement saoudien a essayé d'acheter des Leopard 2A7 (total de 600-800 souhaités). Début juillet 2011, la presse allemande a rapporté que le Bundessicherheitsrat (Conseil fédéral de sécurité) avait approuvé la vente par KMW de plus de 200 unités de chars 2A7+ à l'Arabie saoudite. Cette nouvelle a été critiquée à l'intérieur et à l'extérieur de l'Allemagne en raison de la nature autocratique de l'État saoudien et de son implication dans la répression des manifestations populaires dans le pays voisin de Bahreïn. Les critiques ont également été émises au sein de la coalition gouvernementale de la chancelière Angela Merkel et plusieurs autres. En juin 2012, des informations ont été publiées selon lesquelles l'Arabie saoudite avait augmenté le nombre de chars qui l'intéressaient de 600 à 800. Le contrat n'a jamais été finalisé et la question a fait l'objet d'un débat au sein de l'opinion publique allemande et du parlement fédéral. En avril 2014, un journal allemand a rapporté que le marché des chars Leopard 2 pour l'Arabie saoudite était susceptible d'être annulé, car Sigmar Gabriel était le ministre fédéral de l'économie de l'époque. En 2015, l'Allemagne a bloqué la vente de chars Leopard 2 à l'Arabie saoudite. L'ambassadeur d'Arabie saoudite en Allemagne a annoncé en 2016 que l'Arabie saoudite ne s'intéressait plus à l'achat de chars Leopard et a estimé que la question était utilisée à des fins de politique intérieure,. |
| Australie              | Panzer 87WE, Leopard 2A4, Leopard 2A5 et Leopard 2A6            |                                                                      | Suisse Allemagne                | Sur la base de l'analyse préliminaire des capacités et des coûts réalisée par la défense, deux options ont été retenues pour remplacer le Leopard AS1 existant. Il s'agit du M1A1 AIM Abrams et du RUAG Panzer 87WE, une version modernisée du Leopard 2A4 (Panzer 87), qui devrait été fabriqué sous licence en Suisse. Ces deux options ont fait l'objet d'un examen plus approfondi, dans la mesure où les informations disponibles le permettaient, au cours de la période qui a suivi l'approbation de premier passage en novembre 2003. Les autres options envisagées, moins privilégiées comprenaient les variantes Leopard 2A4, 2A5 et 2A6 n'ont pas été considérées comme compétitives en termes de capacité opérationnelle, car elles auraient été fournies sous la forme de chars vieillissants et de seconde main, de capacité moindre. Fin janvier 2004, le Comité des capacités de défense a examiné les deux options privilégiées et a été informé que les deux options, le M1A1 AIM Abrams et le Panzer 87WE, offraient des niveaux élevés de serviabilité, utilisaient un canon lisse de 120 mm, nécessitaient un équipage de quatre personnes et répondaient aux objectifs du projet. Les principales différences entre les options ont été identifiées et ont mis en évidence les avantages de l'option M1A1 AIM Abrams dans un certain nombre de domaines majeurs, à savoir : la serviabilité, le potentiel de guerre réseau-centrée, les coûts d'acquisition, les risques liés au calendrier du programme, l'interopérabilité, mais pas les coûts du cycle de vie. Il convient de noter que les risques liés aux coûts opposent les coûts de la chaîne de production mature de la solution M1A1 AIM Abrams aux coûts de développement de la solution Panzer 87WE, un char qui, à l'époque, n'était pas encore en production. |
| Royaume-Uni            | Leopard 2A4 (première offre) Leopard 2A4 ou 2A5 (offre de 2015) | ? 100 et 400                                                         | Allemagne Royaume-Uni           | À la fin des années 1970, le Royaume-Uni avait également travaillé avec l'Allemagne sur le projet MBT-80. Ce projet a finalement été abandonné en raison de divergences de vues sur les délais de mise en œuvre. Le Royaume-Uni a alors découvert qu'il était primordial de remplacer le Chieftain par un nouveau véhicule dans les plus brefs délais. En 1980, la Royal Ordnance Factory a reçu un contrat pour modifier le FV4030/3 selon les exigences de l'armée britannique. En 1983, le véhicule est entré en production de série et porte désormais le nom de Challenger. Le Challenger a remplacé des éléments de la flotte existante de Chieftain. Le Challenger n'était pas du tout apprécié par le Royal Armoured Corps et plusieurs responsables voulaient que le Leopard 2 remplace le reste de la flotte de Chieftain, car le Leopard 2 avait fortement impressionné de nombreux officiers britanniques en raison de sa fiabilité et de son excellente conception générale. En outre, on estime que l'achat direct à l'Allemagne n'aurait jamais été possible pour des raisons historiques et politiques, en particulier lorsque les fabricants de chars britanniques se trouvaient dans une situation aussi critique. D'autre part, le nombre de véhicules requis n'aurait pas justifié l'établissement d'une usine de production au Royaume-Uni,. En 2015, Krauss-Maffei Wegmann a proposé de vendre 100 à 400 Leopard 2 d'occasion au Ministry of Defence. La proposition faisait partie des nombreuses envisagées pour un contrat de 700 millions de livres sterling visant à moderniser la flotte de Challenger 2. Cependant, l'offre fut refusée par le MoD par crainte de mauvaise presse. Une source de l'industrie de la défense a déclaré : « Ils nous ont fait cette offre et nous aurions dû l'accepter, mais ils ont fait preuve d'arrogance : nous avons inventé le char d'assaut, nous devons avoir un char britannique ». La Grande-Bretagne aurait payé 500 000 livres sterling supplémentaires pour modifier les véhicules afin qu'ils répondent à une norme commune de mise à niveau, puis une somme supplémentaire — jusqu'à 1 million de livres sterling par véhicule — pour les transformer en une variante 2A7V,. |
| États-Unis             | Leopard 2AV                                                     | 500                                                                  | Allemagne de l'Ouest États-Unis | Après les tests entre le Leopard 2AV et le XM1 de 1976, le gouvernement allemand pensait que le Leopard 2AV aurait été acheté par l'U.S. Army au cas où il aurait été plus performant en se basant sur des déclarations informelles du secrétaire à la défense américaine. L'Allemagne de l'Ouest s'est associée avec l'entreprise FMC pour une production sous licence locale aux États-Unis du Leopard 2AV, si le char avait été sélectionné par l'U.S. Army. Une étude financée par l'État allemand avait démontré au préalable que la production sous licence du char était possible aux États-Unis. Cependant, les relations entre les deux pays se sont tendues à cause des résultats des tests. Les deux parties interprétaient les résultats différemment ainsi que le protocole d'accord qui les précédait. L'Allemagne de l'Ouest notait que le Leopard 2AV répondait à 61 des 77 exigences évaluées. L'U.S. Army utilisait un autre système de pondération des exigences ; ainsi, le prototype XM1 (qui ne répondait qu'à 48 exigences évaluées) était considéré comme meilleur. Le désaccord sur les chars a eu des conséquences sur d'autres projets. Les fonctionnaires allemands avaient reçu un "ordre de silence" pour minimiser le tollé public concernant les essais américains. Le gouvernement a menacé d'annuler un projet d'achat d'AWACS. L'Allemagne de l'Ouest avait envisagé d'acheter plusieurs avions AWACS Boeing E-3 Sentry dans le cadre d'un accord de compensation et pour renforcer les capacités de détection précoce de l'OTAN. Le gouvernement américain a envisagé différentes options afin de calmer les choses et de sauver cet accord financièrement lucratif. L'une de ces options consistait à acheter le char Leopard 2AV en plus du XM1 Abrams. Une option d'achat était d'un total de 500 Leopard 2AV pour l'U.S. Army Europe (USAREUR). Les chars seraient stationnés en Allemagne de l'Ouest, bénéficiant de l'infrastructure et des pièces détachées locales. En 1977, le quartier général du département de l'armée a demandé un retour d'information sur cette proposition. La réponse fut la suivante : « Les incidences sur l'entraînement liées à l'acquisition du char Leo 2 AV, tel que décrit dans la référence A, compliqueraient considérablement les problèmes d'entraînement des unités de blindés et des institutions chargées de l'entraînement des blindés. » Les responsables de l'école des blindés de l'armée américaine (USAARMS) ont jugé cette idée mauvaise, citant en référence les expériences insatisfaisantes avec le M60A2. Sur les sept bataillons de M60A2 disponibles, six étaient déployés en Europe et un seul se trouvait aux États-Unis, ce qui a entraîné des problèmes lors de la formation de remplaçants qualifiés pour les bataillons de l'USAREUR; l'armée craignait que ces problèmes ne se reproduisent avec le Leopard 2AV. L'entraînement aurait été à Fort Knox, mais les installations, les pièces détachées, les outils et les chars n'auraient pas été suffisants pour entraîner correctement des troupes qui seraient principalement en Europe. Dans un autre document, le TRADOC MSG ATCD-CM-A P081805Z, il est expliqué que cela alourdirait la logistique qui doit déjà s'occuper des M551, M60A1 et A2 en plus du futur XM1. « Actuellement, trois cours de formation spécifiques à chaque système sont dispensés (M551, M60A1 et M60A2). L'ajout de deux systèmes supplémentaires (US XM1 et Leo 2 AV), avec les exigences de formation de recyclage/transition d'un système à l'autre en fonction de la distribution mondiale des chars, se traduirait par une structure de formation totalement ingérable. Les frais généraux logistiques pour répondre aux besoins de la base d'entraînement seraient énormes. » L'entrainement complet en Europe aurait pu être mal vu, de facto le Leopard 2AV aurait été vu comme remplaçant du XM1 et aurait pu priver de fonds nécessaires pour le XM1. Avec le refus de Fort Knox et d'officiers de l'U.S. Army à cause des tensions et de leurs potentielles implications dans le développement du programme de l'Abrams, le Leopard 2AV ne fut pas pris et les Allemands ont renoncé à l'achat de Boeing E-3 Sentry,. |

## Dans la culture populaire

### Jeux vidéo
- Leopard 2A6 PSO est visible dans la mission Scorched Earth de Call of Duty: Modern Warfare 3
- Leopard 2K, Leopard PT 16/T 14, Leopard PT 19/T 19, Leopard 2A4, Strv 121, Strv 121B, Leopard 2PL, Leopard 2A4HU, ItPsV 90, Leopard 2A5, Leopard 2A5NL, Strv 122A, Strv 122B, Strv 122B+, Leopard 2A6, 2A6NL, 2A6FIN, 2PSO, 2A7V et 2A7HU sont jouables dans War Thunder
- Leopard 2A6 sous le nom L2A6 dans Battlefield 2 est jouable avec le DLC Battlefield 2: Euro Force
- Leopard 2A4, Leopard 2A5, Leopard 2A5DK, Strv 122A, Leopard 2A6, Leopardo 2E sont jouables dans Steel Beasts
- Leopard 2A4 est jouables dans World in Conflict
- Leopard 2A4CAN, Leopard 2A6M CAN, Leopard 2A6NL sont jouables dans Combat Mission: Shock Force
- Leopard 2A4 est jouable dans Neo Warfare X (Roblox)
- Leopard 2A6 est jouable dans Sunny Valley (Roblox)
- Leopard 2A7+ est jouable dans Polybattle (Roblox)
- Leopard 2A7 est jouable dans Car Crushers 2 (Roblox)
- Leopard 2A7 est jouable dans War Tycoon (Roblox)
- Leopard 2A7 est jouable dans Military Tycoon (Roblox)
- Leopard 2A7 est jouable dans CTS (Cursed Tank Simulator) (Roblox)
- Leopard 2A4, Leopard 2A6, et Leopard 2A7 sont jouables dans MTC 4 (Multicrew Tank Combat 4) (Roblox)
- Leopard 2A5 visible dans Tom Clancy's EndWar
- Leopard 2A1, Leopard 2A7+ sont jouables dans Tanktastic
- Leopard 2A1, Leopard 2A4 jouable dans Wargame European Escalation
- Leopard 2A1NL, Leopard 2A4, Leopard 2A4NL, Leopard 2A5 et 2A5NL sont jouable dans Wargame Red Dragon
- Leopard 2A3, Leopard 2A4NL (en B-tech) et Leopard 2A4 (en C-tech) sont jouable dans WARNO
- Leopard 2 est jouable dans Empire Earth
- Leopard 2A5 est jouable dans Sid Meier's Civilization V

### Séries et films
- Leopard 2A4 dans l'épisode 5 de la série allemande Dengler
- Leopard 2A6 dans l'épisode 5 de la série allemande 8 Tage
- Leopard 2A4PL dans le film polonais Kobiety mafii 2
- Leopard 2A6 dans l'épisode 11 de la saison 5 de la série américaine Gotham
- Leopard 2A4E dans le film espagnol La mujer más fea del mundo
- Faux Leopard 2A4 dans la série turque Börü
- Strv 121 dans le film suédoise Den 5:e kvinnan
- Leopard 2A4M CAN dans le film américain Atlantic Rim : World's End
- Leopard 2A4NO dans le film norvégien Troll
- Leopard 2A4NO dans l'épisode 2 de la saison 2 de la série norvégienne Okkupert
- Leopard 2A6NL dans le film néerlandais Kicks
- Leopard 2A6M CAN dans le film canadien Hyena Road
- Prototype PT 07/T 5 dans la série suédoise Meningen med livet

### Films d'animations, animés et dessins animés
- Leopard 2A5 ou 2A6 dans l'animé ヘタリア Axis Powers
- Leopard 2A6 visible en arrière plan dans le film d'animation ガールズ&パンツァー 劇場版 (Girls und Panzer)
- Dans l'épisode 730 de 名探偵コナン (Détective Conan) nous pouvons voir Shinichi Kudo porté deux boites de maquettes de ce qui pourrait être inspiré de la marque Tamiya, l'une est une boite de Tyrell P34 et l'autre celle d'un Leopard 2, cependant le dessin ressemble plus a un Leopard 1A3 ou 1A4.

## Galerie photo

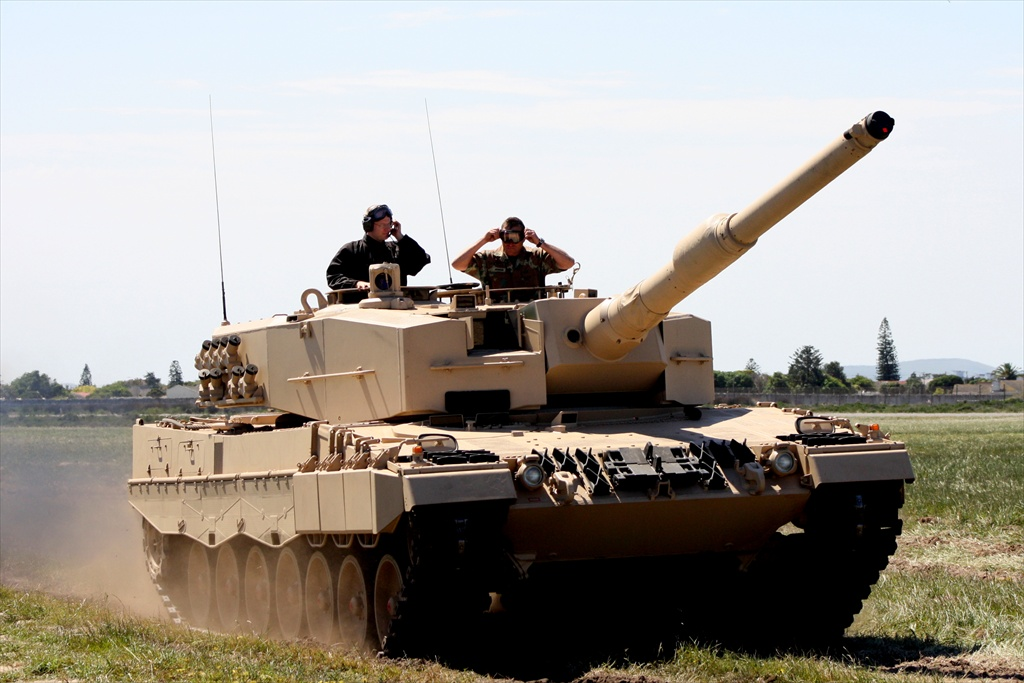
Leopard 2A4GR (2A4HEL) de l'armée de terre grecque.
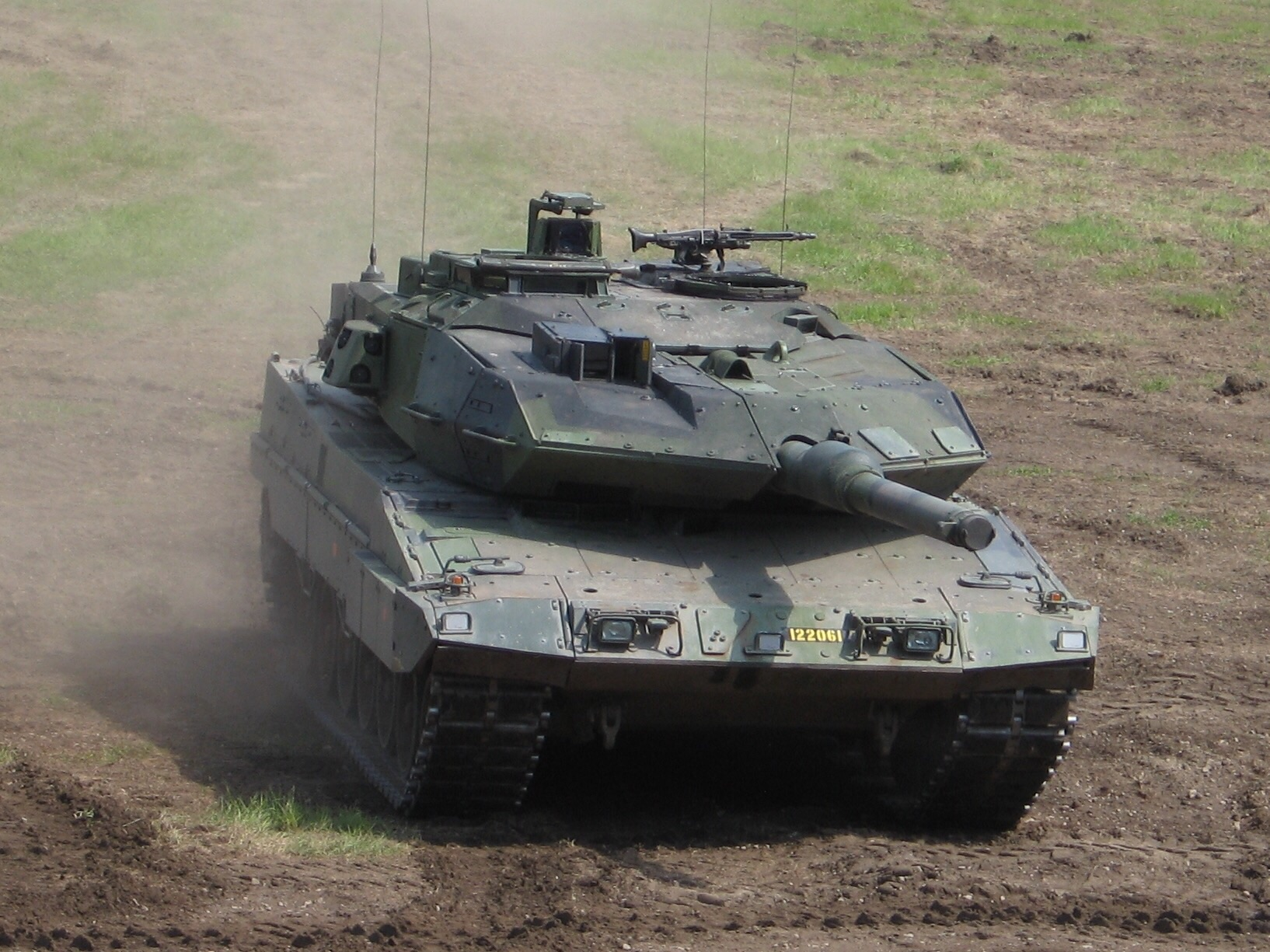
Le Strv 122 est un Leopard 2A5 modifié en service dans l'Armée suédoise depuis la fin des années 1990.
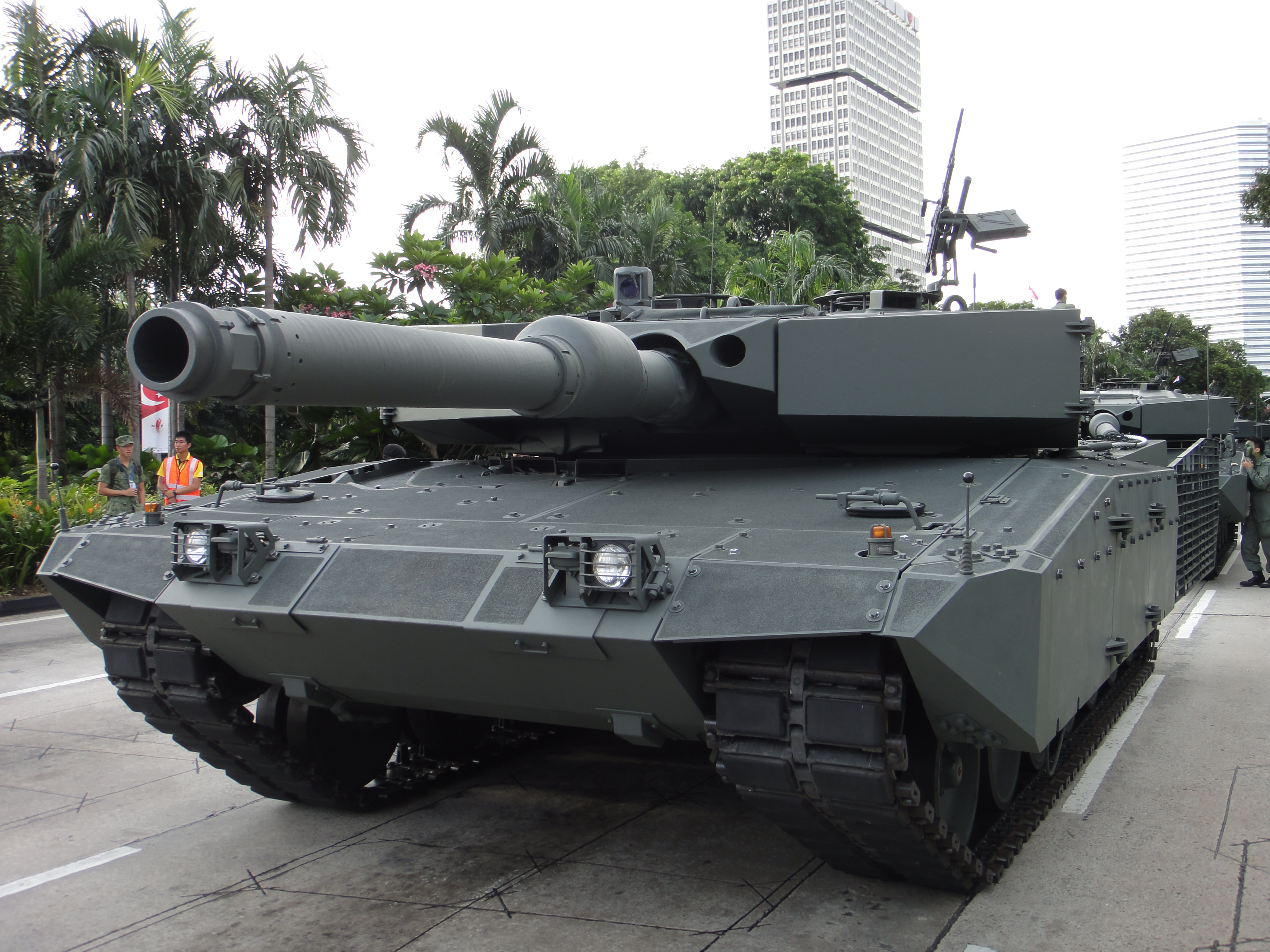
Un Leopard 2SG singapourien recouvert d'un surblindage composite AMAP-B fabriqué par IBD Deisenroth Engineering.
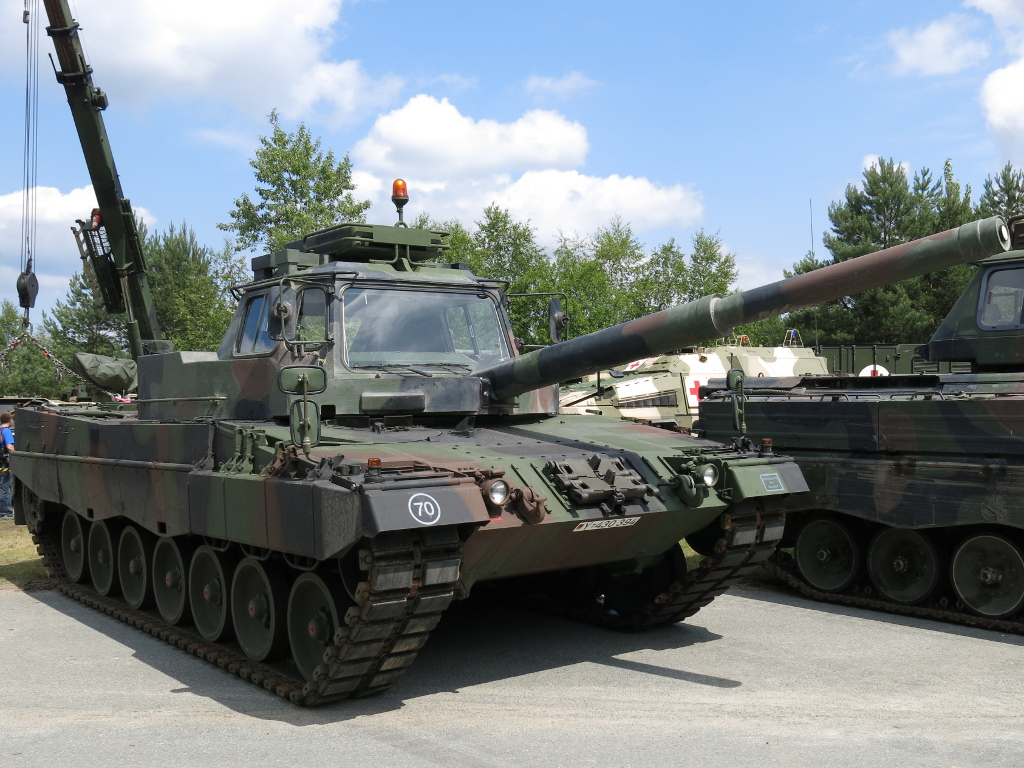
Fahrschulpanzer

## En Exposition dans des musées
Panzer 87 'M.77 214' est exposé au Musée Militaire Suisse
Panzer 87 Prototyp RUAG est exposé au Musée Militaire Suisse
Panzer 87 MLU est exposé au Musée Militaire Suisse
Panzer 87-140 est exposé au Musée Militaire Suisse
Leopard 2AV (PT / T 21D) est en pot de fleur à la base de Henning-von-Tresckow-Kaserne
Leopard 2A4 en pot de fleur à la base de Balthasar Neumann Kasern
Leopard 2A5DK en pot de fleur à la base de Holstebro Kaserne
Le prototype (PT 10 / T 17) est exposé au Musée des Blindés de Saumur

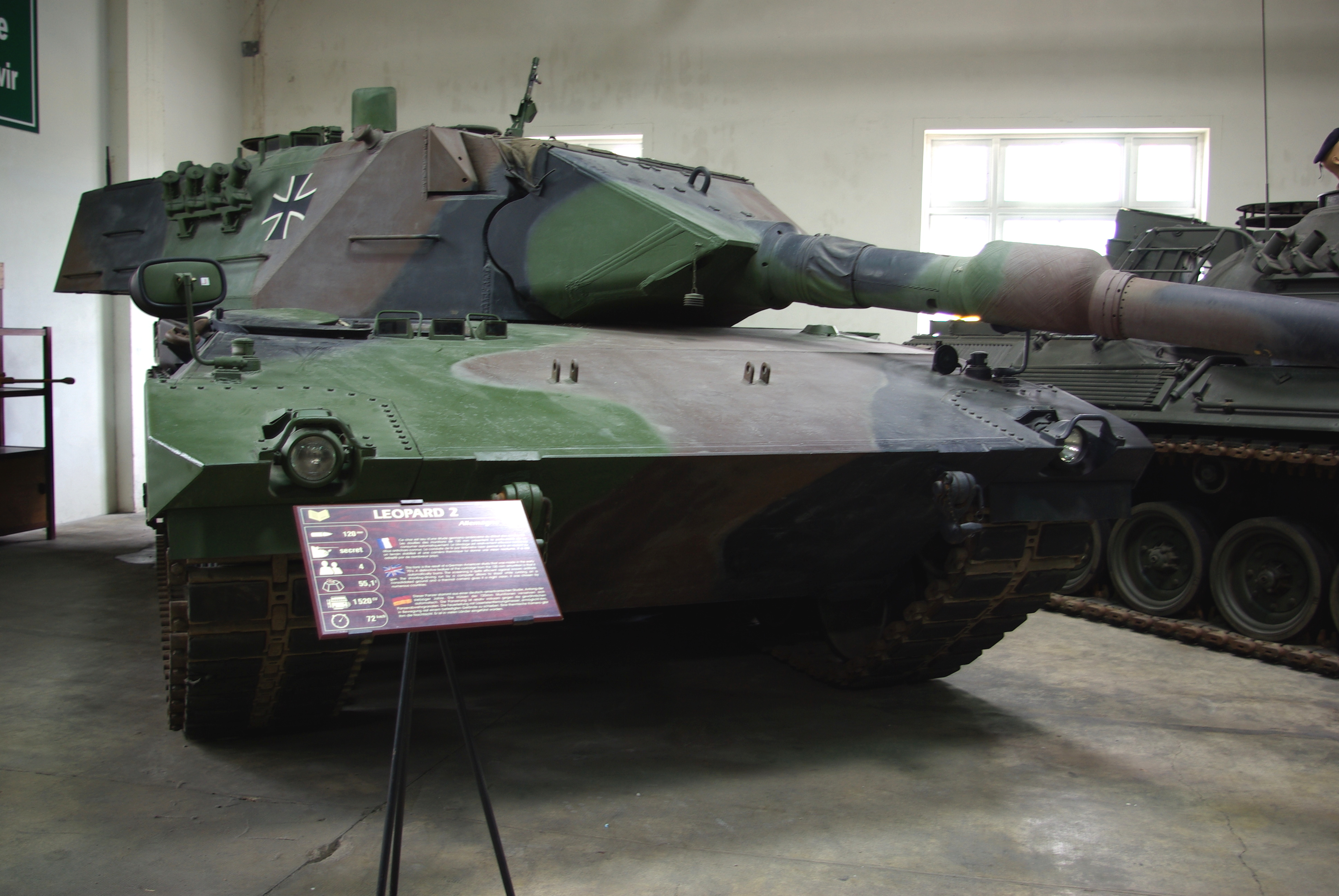
Prototype PT 10/T 17 au Musée des Blindés de Saumur

Le prototype (PT 15 /T 02) est exposé au Wehrtechnischen Dienststelle 41

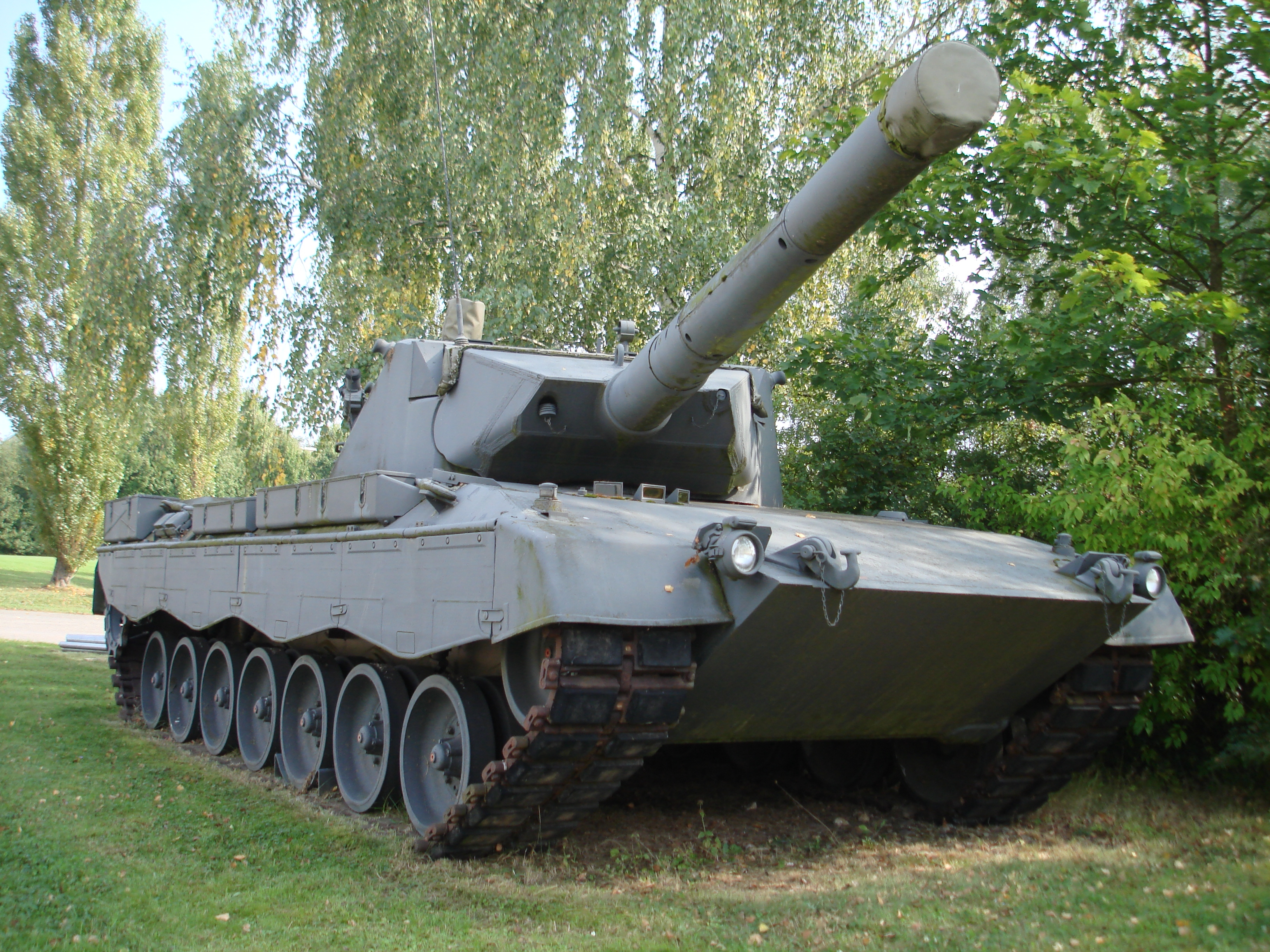
Prototype PT 15 / T 02 au Wehrtechnischen Dienststelle 41

Leopard 2A4NL 'KU-84-01' est exposé au Cavaleriemuseum

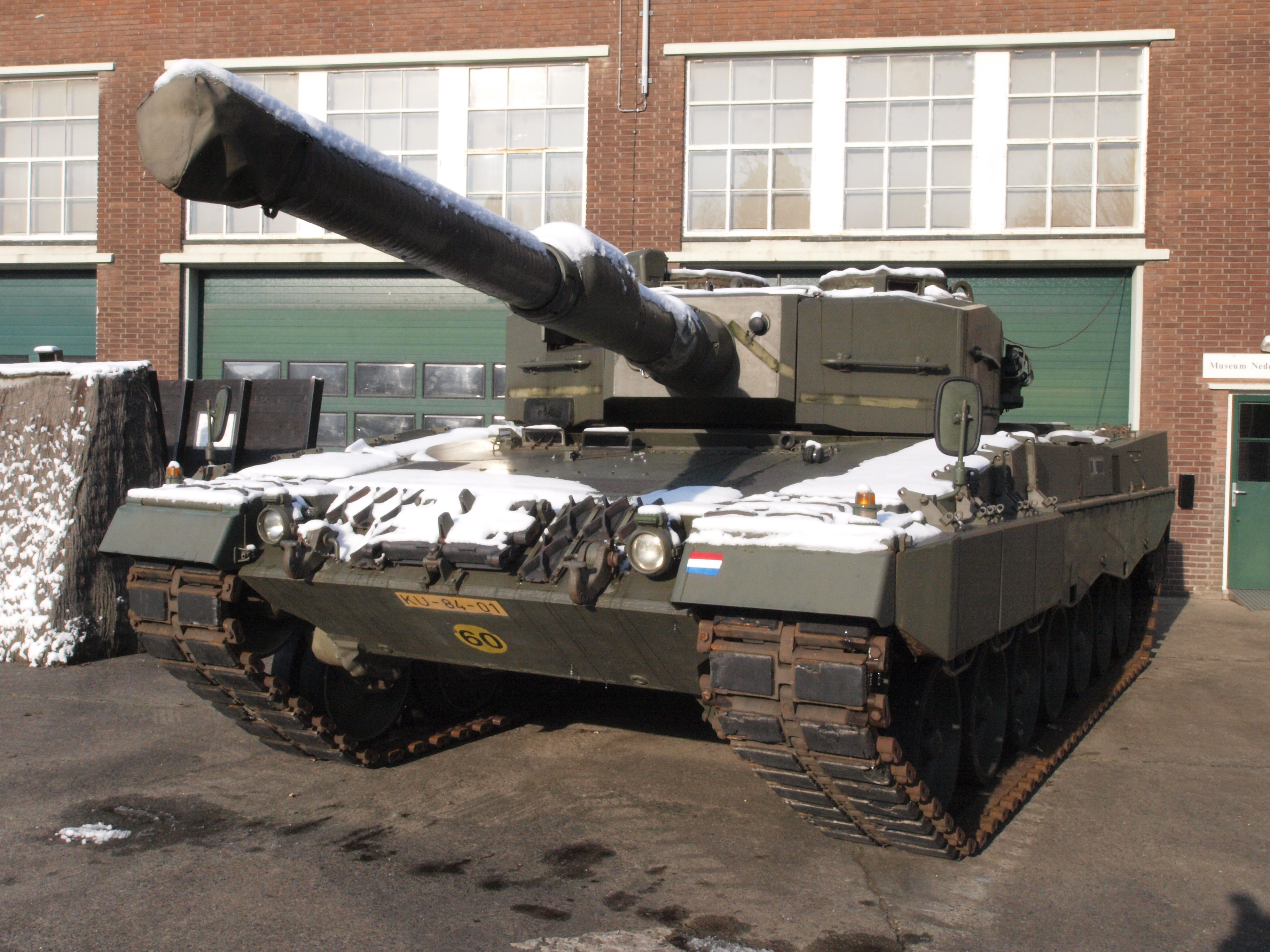
Leopard 2A4NL au Cavaleriemuseum

Leopard 2A4 au couleur finlandaise, mais ne possédant pas de modification de Leopard 2A4FIN est exposé au Musée des Blindés de Parola

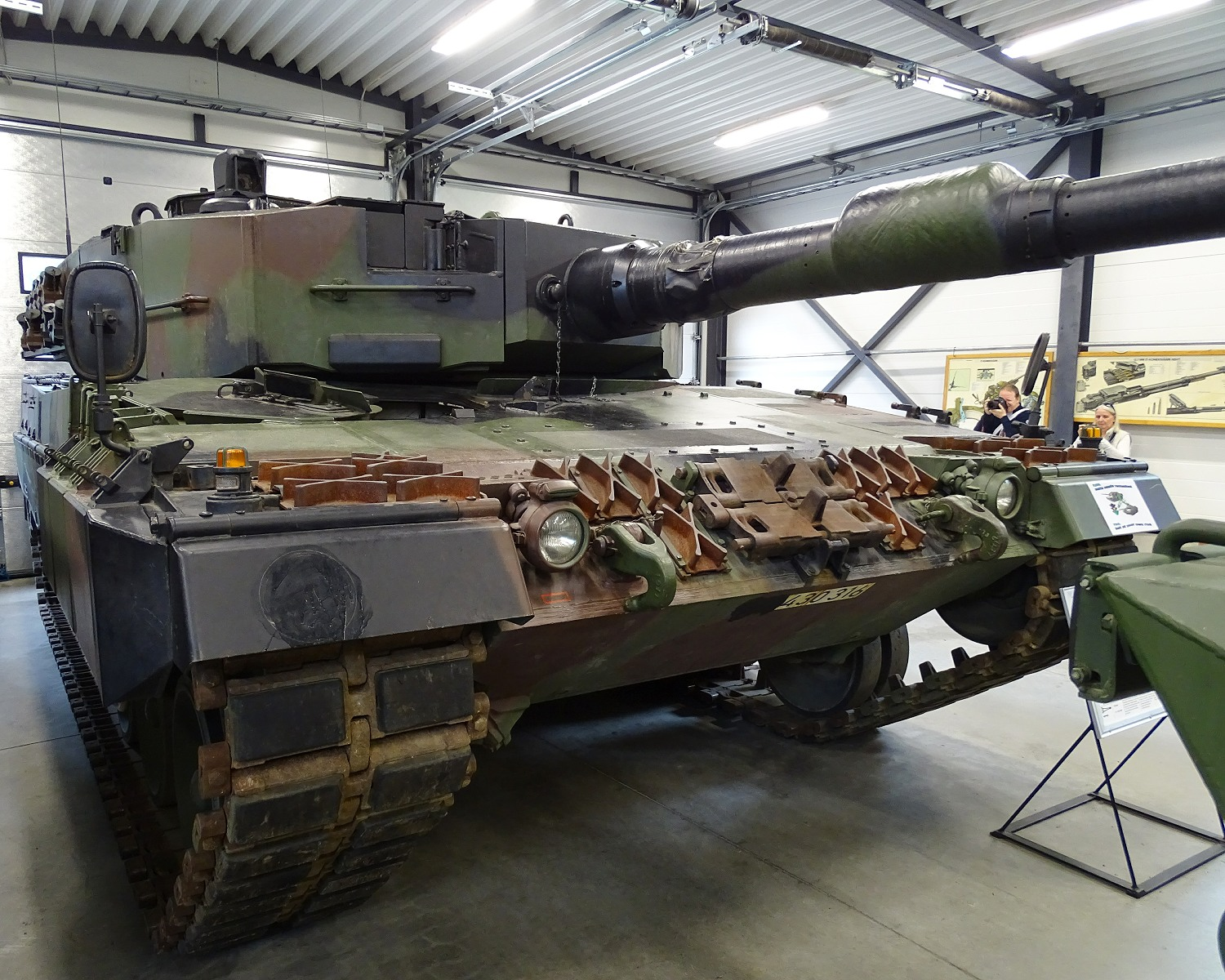
Leopard 2A4 au Musée des Blindés de Parola

Leopard 2A6NL est exposé au Nationaal Militair Museum

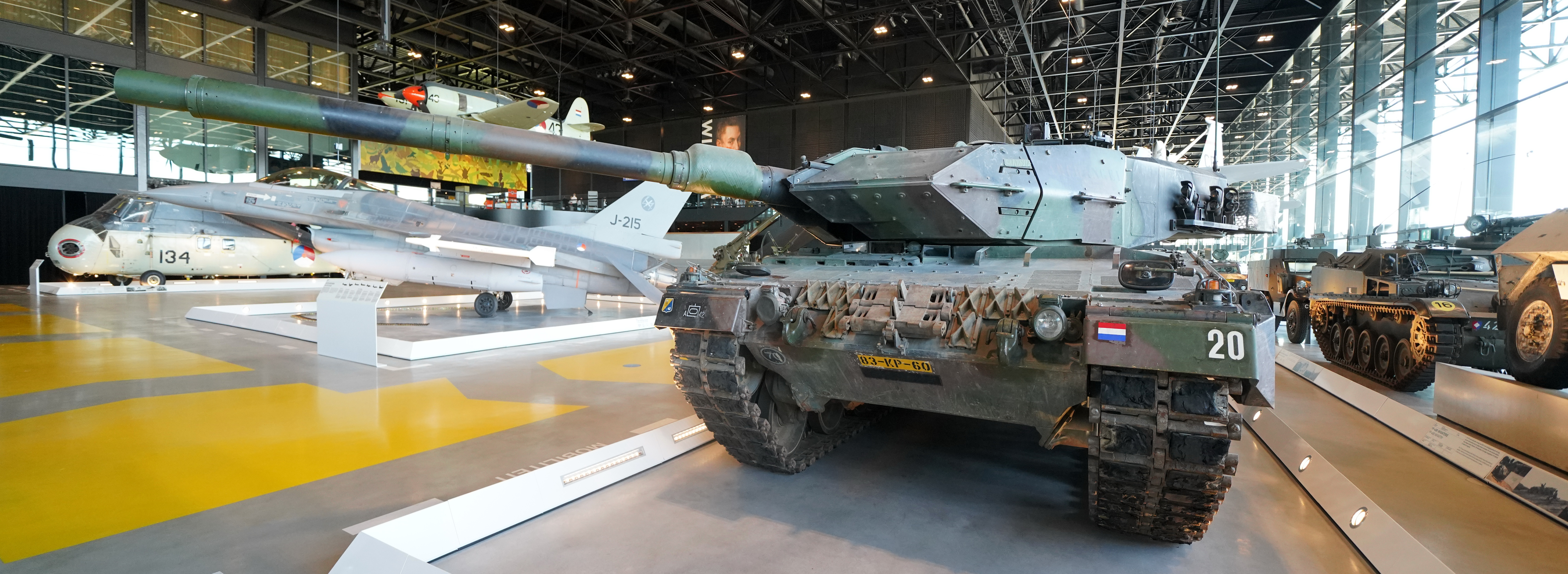
Leopard 2A6NL au Nationaal Militair Museum

Stridsvagn 122B (Strv 122B) est exposé au Försvarsfordonsmuseet Arsenalen

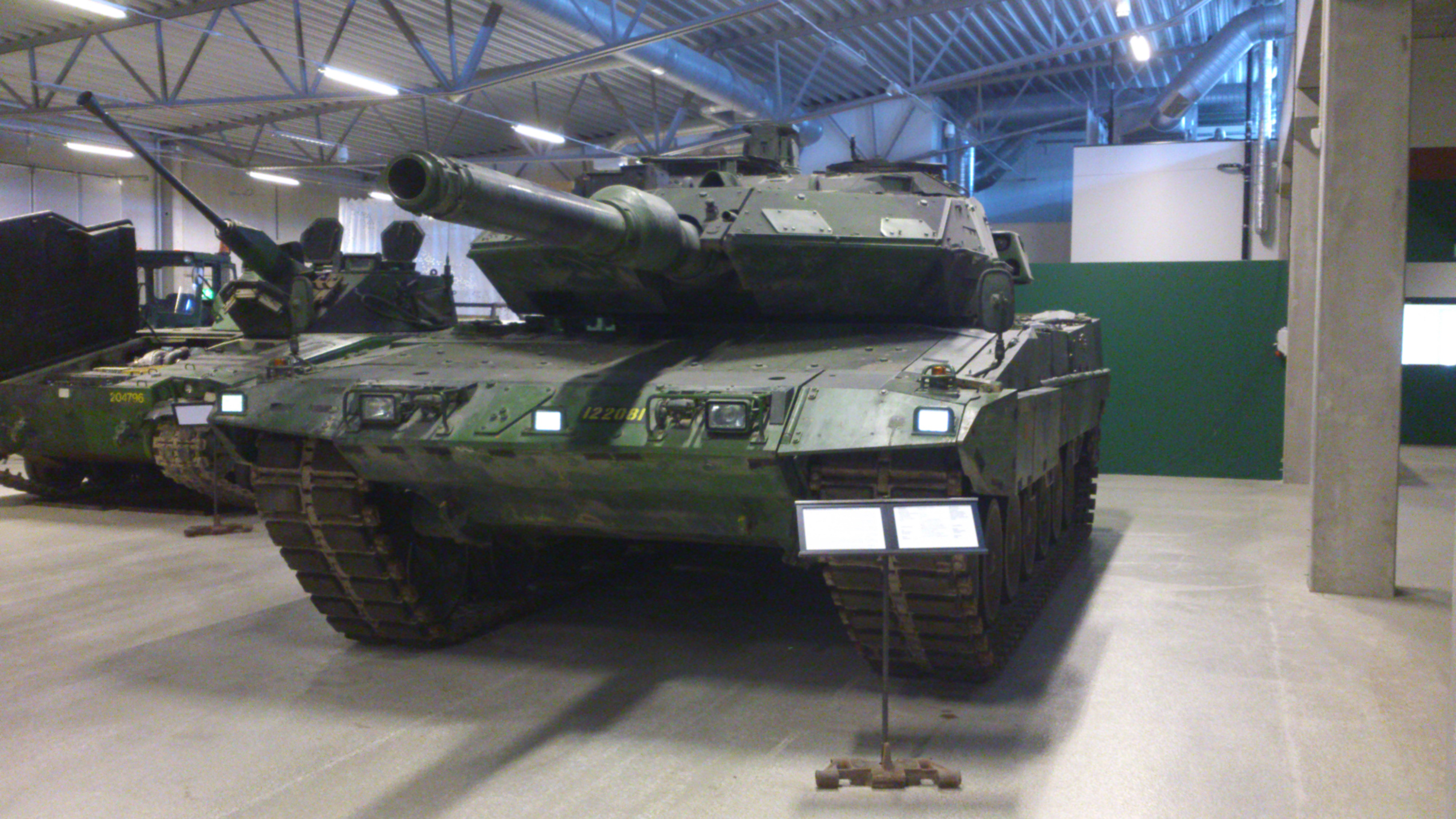
Strv 122B au Försvarsfordonsmuseet Arsenalen

Leopard 2A4 est exposé au Deutsches Panzermuseum Munster

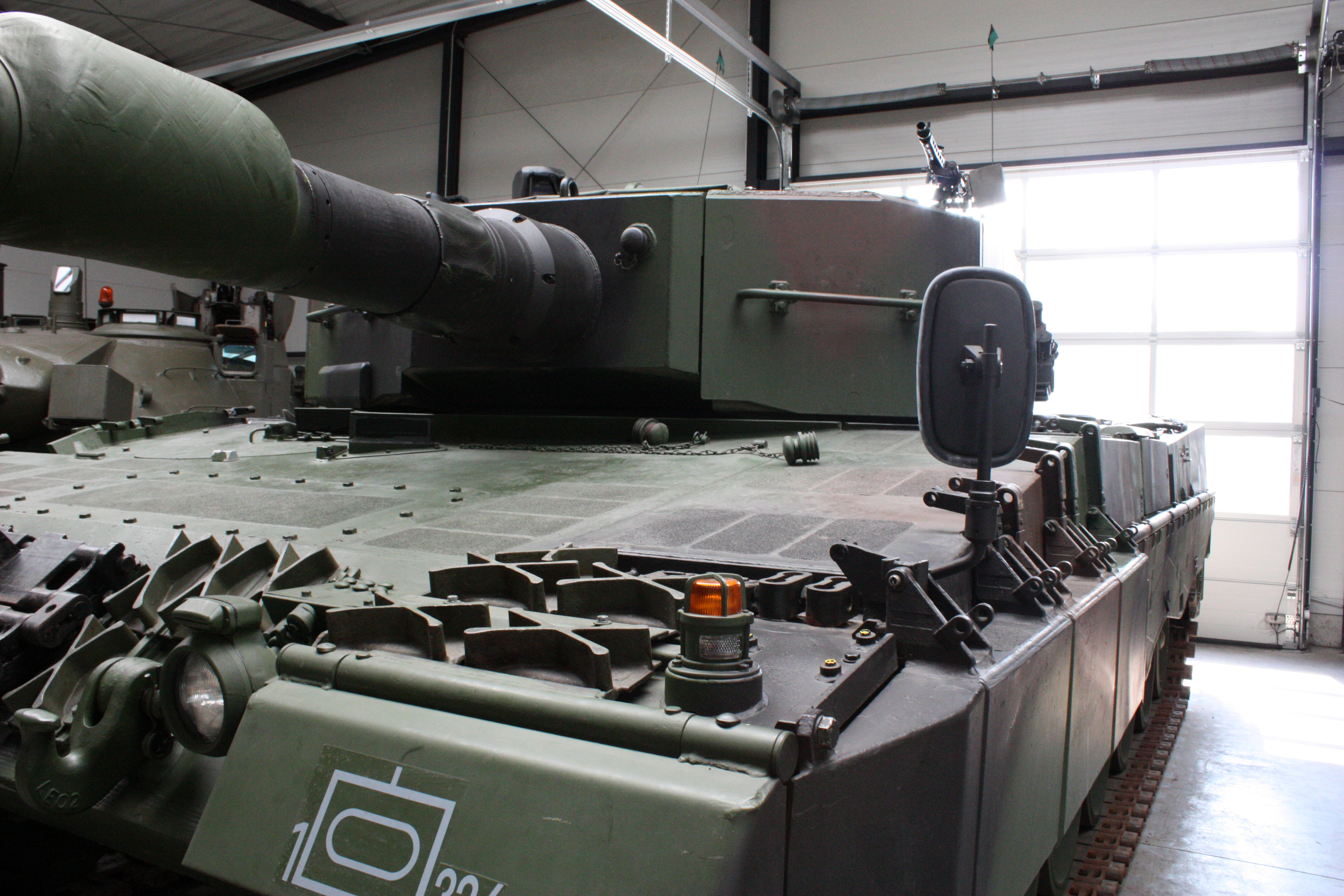
Leopard 2A4 au Deutsches Panzermuseum Munster

Le prototype (PT 16 / T 14) est exposé au Wehrtechnische Studiensammlung Koblenz

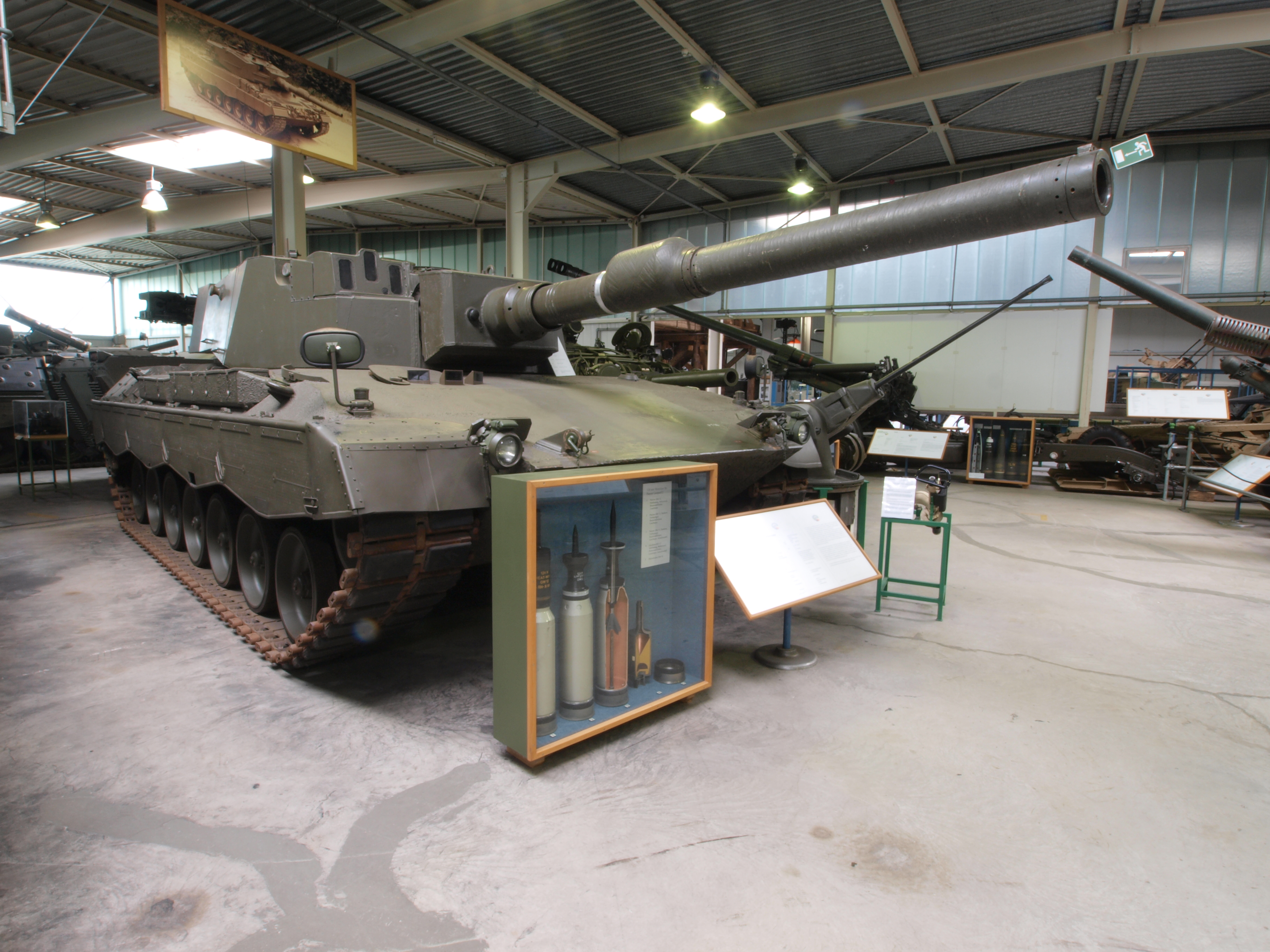
Prototype PT 16/T 14 au Wehrtechnische Studiensammlung Koblenz

Le prototype (PT 07 / T 5) est exposé au Försvarsfordons Arsenalen

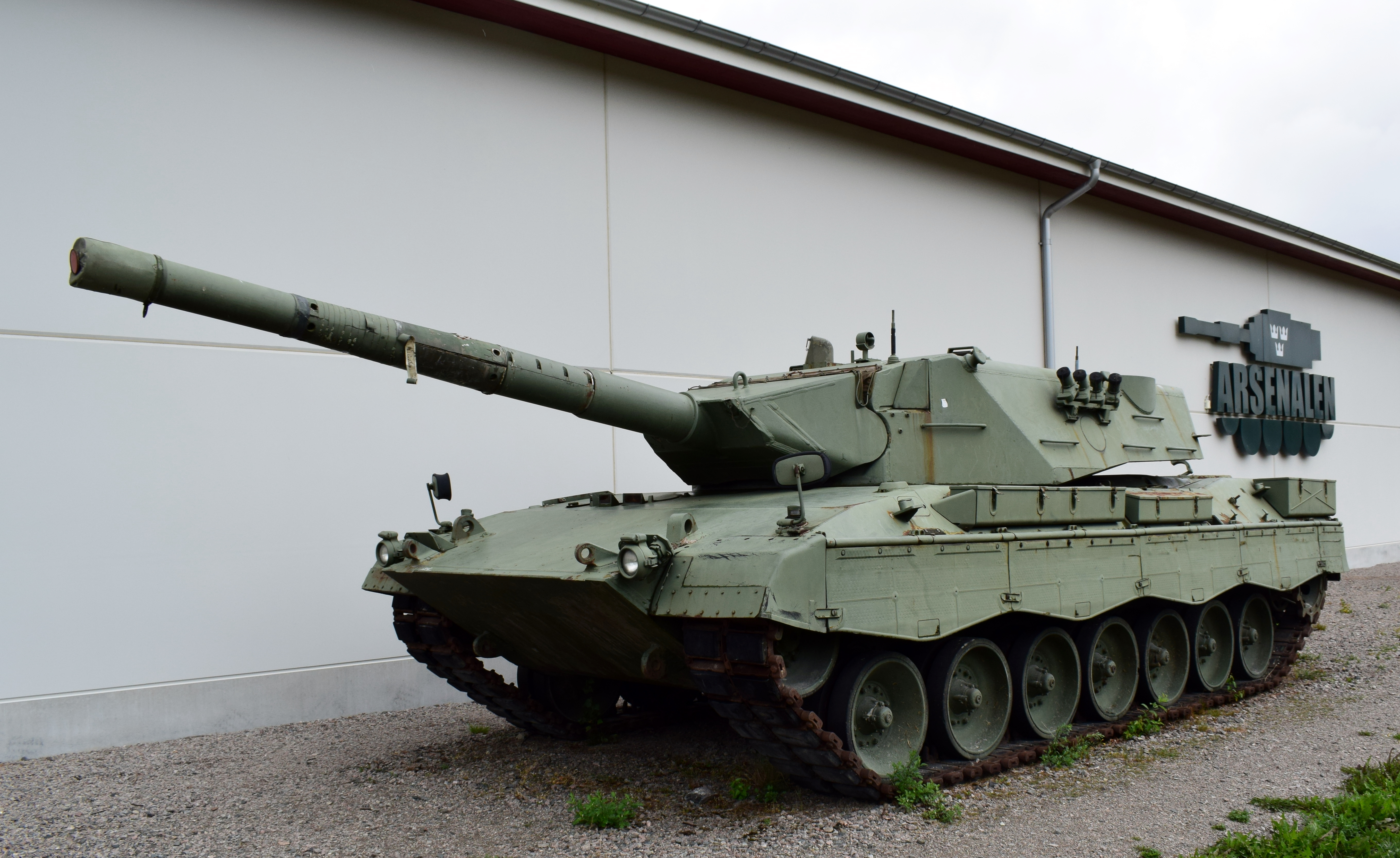
Prototype (PT 07/T 5) au Försvarsfordons Arsenalen

## Abréviations et glossaire
- Office fédéral des techniques d'armement et de l'approvisionnement (BWB) - Commandement du matériel et des achats des forces armées allemandes
- Kampfwertsteigerungen (KWS) - Combat-Capability Improvements
- Komponentenversuchstrager (KVT) - Désignation d'un type particulier de prototype utilisé pour tester de nouveaux composants techniques
- Instrumentenversuchsträger (IVT) - Désignation d'un type particulier de prototype utilisé pour tester de nouveaux composants techniques
- Truppenversuchsmuster (TVM) - Prototype
- SchieBversuchtriiger (SVT) - Prototype pour les essais de tir réel
- Versuchsträger Mobilität (VT-MOB) - Essai de mobilité
- Integriertes Ftihrungs-und Informationssystem (IFIS) - Système intégré de gestion et d'information
- Neue gepanzerte Plattform (NGP) - Nouvelle plate-forme blindée